# 名所江戸百景

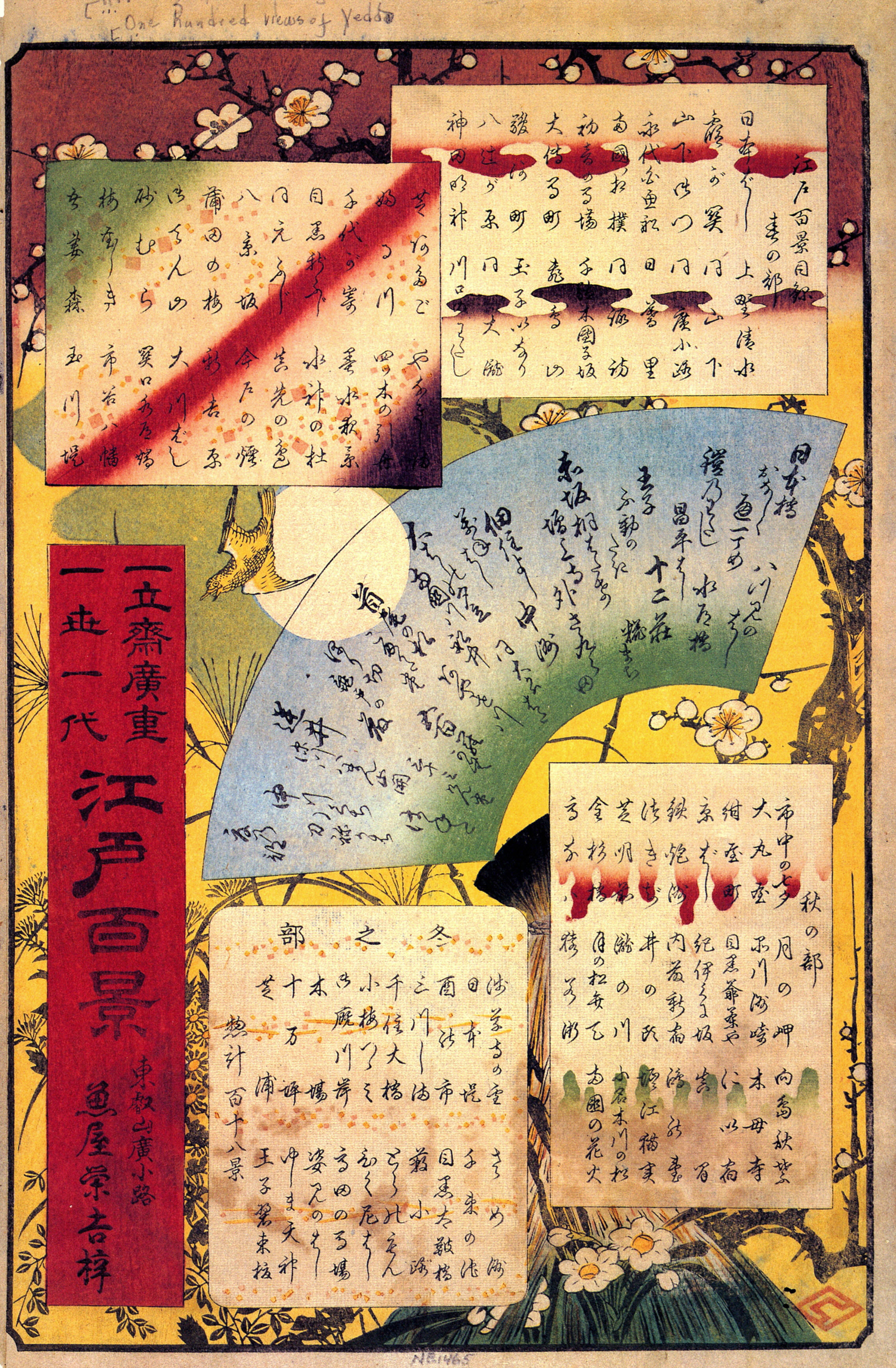
表紙目録

『名所江戸百景』（めいしょえどひゃっけい）は、浮世絵師の歌川広重が安政3年（1856年）2月から同5年（1858年）10月にかけて制作した連作浮世絵名所絵である。

## 概要
広重最晩年の作品であり、その死の直前まで制作が続けられた代表作。最終的には完成せず、二代広重の補筆が加わって、「一立斎広重 一世一代 江戸百景」として刊行された。版元は魚屋栄吉。江戸末期の名所図会の集大成ともいえる内容で、幕末から明治にかけての図案家梅素亭玄魚の目録1枚と、119枚の図絵から成る。二代広重の「赤坂桐畑雨中夕けい」も「名所江戸百景」の題名を掲げているが、同シリーズに含めないのが通例である。なお、12.「上野山した」41.「市ヶ谷八幡」115.「びくにはし雪中」は広重死の1ヶ月後に出版されているため、これらも二代広重の筆が入っているとする説が有力である。
何気ない江戸の風景であるが、近景と遠景の極端な切り取り方や、俯瞰、鳥瞰などを駆使した視点、またズームアップを多岐にわたって取り入れるなど斬新な構図が多く、視覚的な面白さもさることながら、多版刷りの技術も工夫を重ねて風景浮世絵としての完成度は随一ともいわれている。その魅力は江戸の人々を魅了し当時のベストセラーとなり、どの絵も1万から1万5千部の後摺りを要したほどだった。反面、多くの後摺りでは色数を減らし、手間のかかるぼかしを省略したため、本来の作品が持つ味わいを損ねることにもなった。
実際に「大はしあたけの夕立」や「亀戸梅屋舗」を模写したゴッホ、「京橋竹河岸」に触発され『青と金のノクターン-オールド・バターシー・ブリッジ』を描いたホイッスラーをはじめ、日本的な「ジャポニスム」の代表作として西洋の画家に多大な影響を与えたシリーズでもある。
江戸は安政2年（1854年）の安政の大地震で被害を受けており、名所江戸百景は災害からの復興を祈念した世直しの意図もあった点が指摘されている。

## 全119枚の図絵
名所図会類の画題には複数の地名を羅列しただけのものが多いが、これらは適宜、「の」「より」「と」「望む」などを補って読むとよい。以下に例をあげる。
- 日本橋江戸ばし → 日本橋より江戸橋を望む
- 永代橋佃しま → 永代橋より佃島を望む
- 外桜田弁慶堀糀町 → 外桜田より弁慶堀（桜田濠）・麹町方面を望む
- 鉄砲洲稲荷橋湊神社 → 鉄砲洲より稲荷橋と湊神社を望む
- 高田姿見のはし俤の橋砂利場 → 高田の姿見の橋から俤の橋と砂利場方面を望む

### 春の部

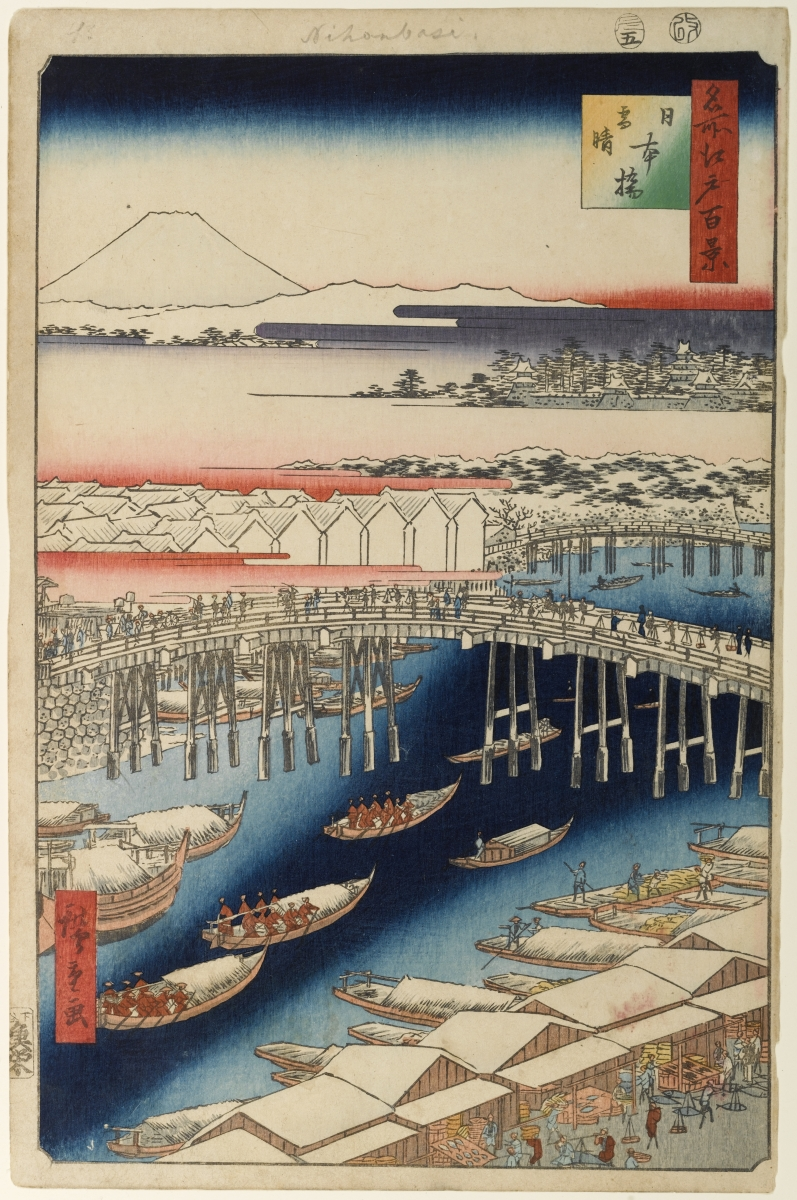
1. 日本橋雪晴
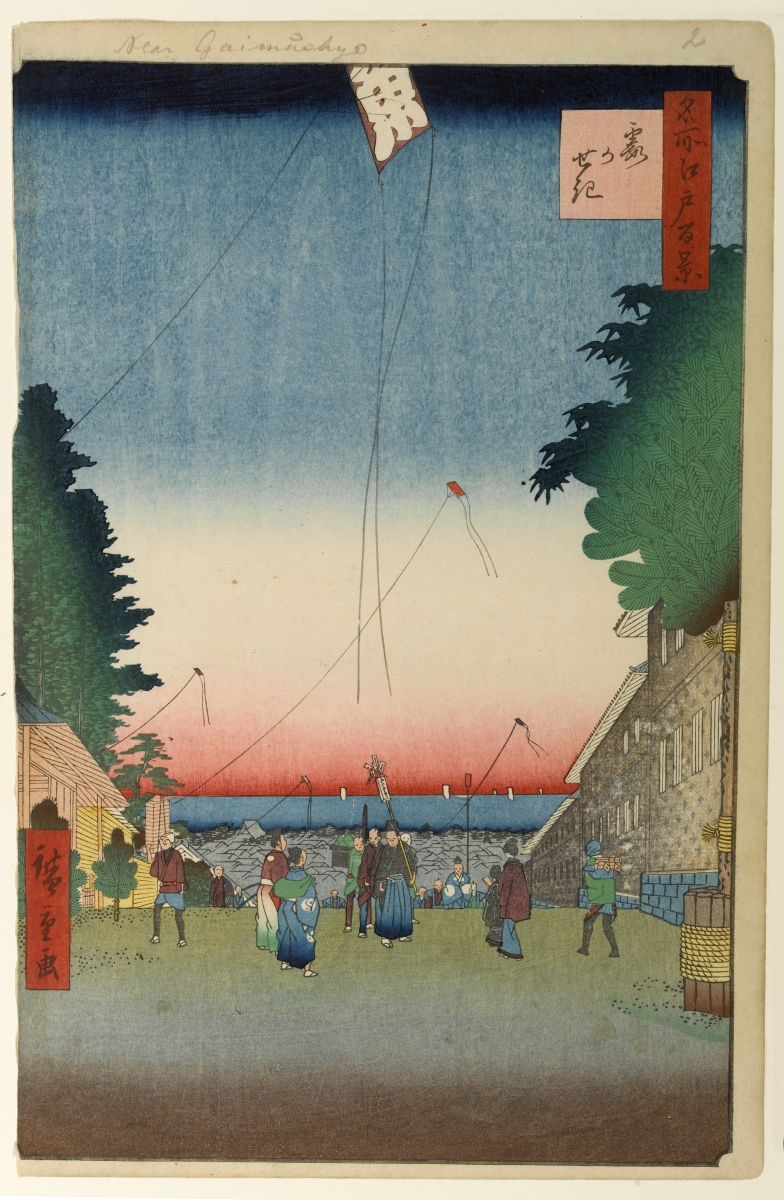
2. 霞がせき
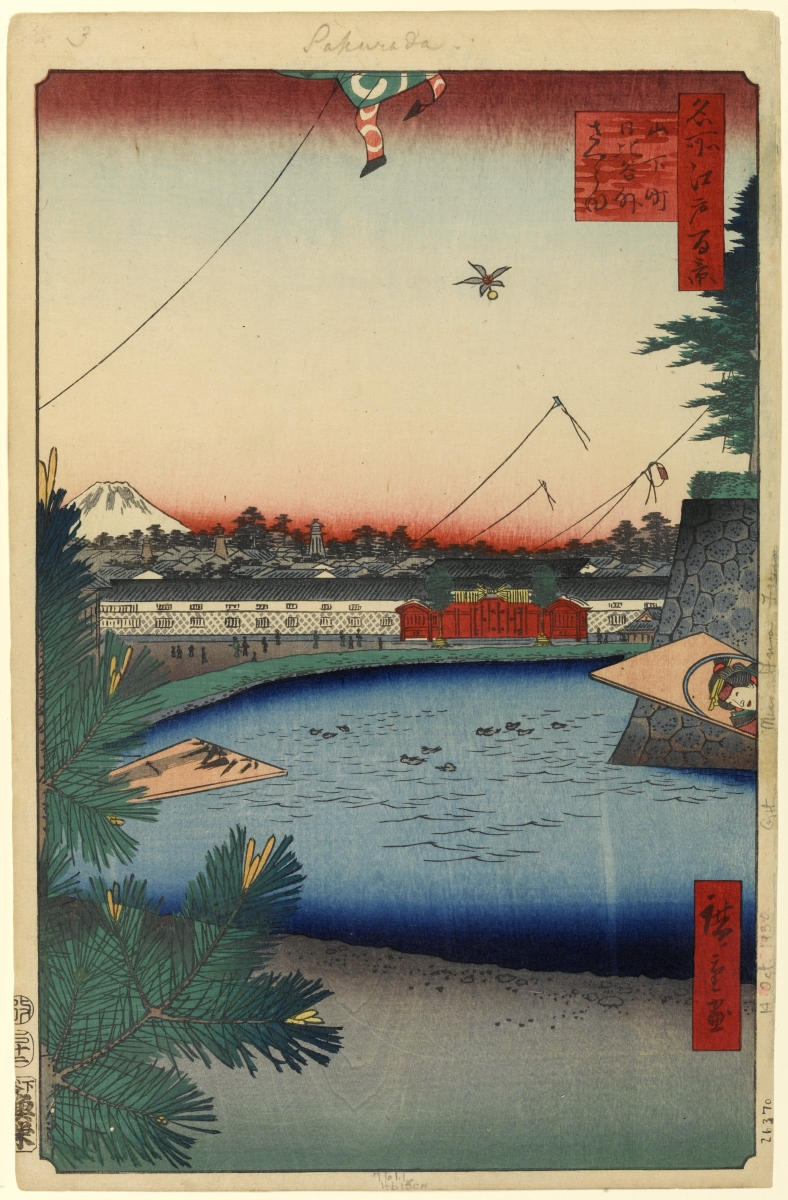
3. 山下町日比谷外さくら田 （現在の中央区立泰明小学校付近から北西を望む）
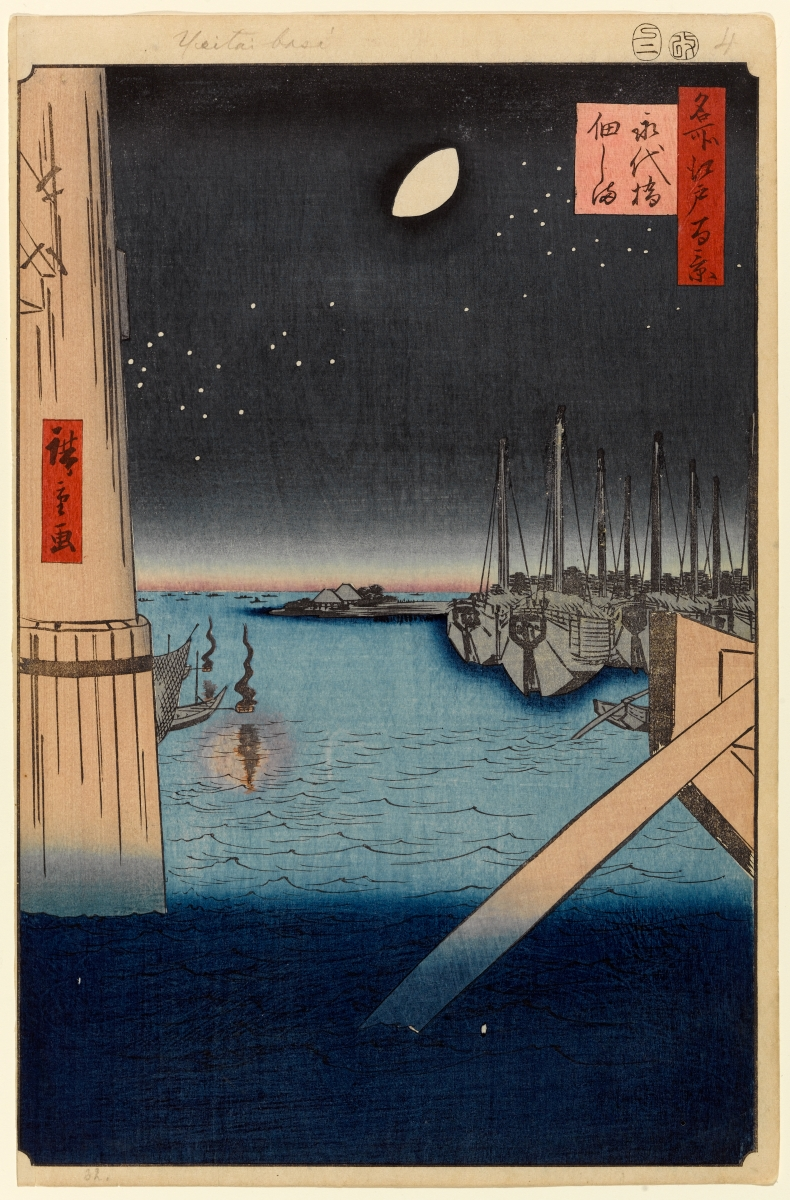
4. 永代橋佃しま
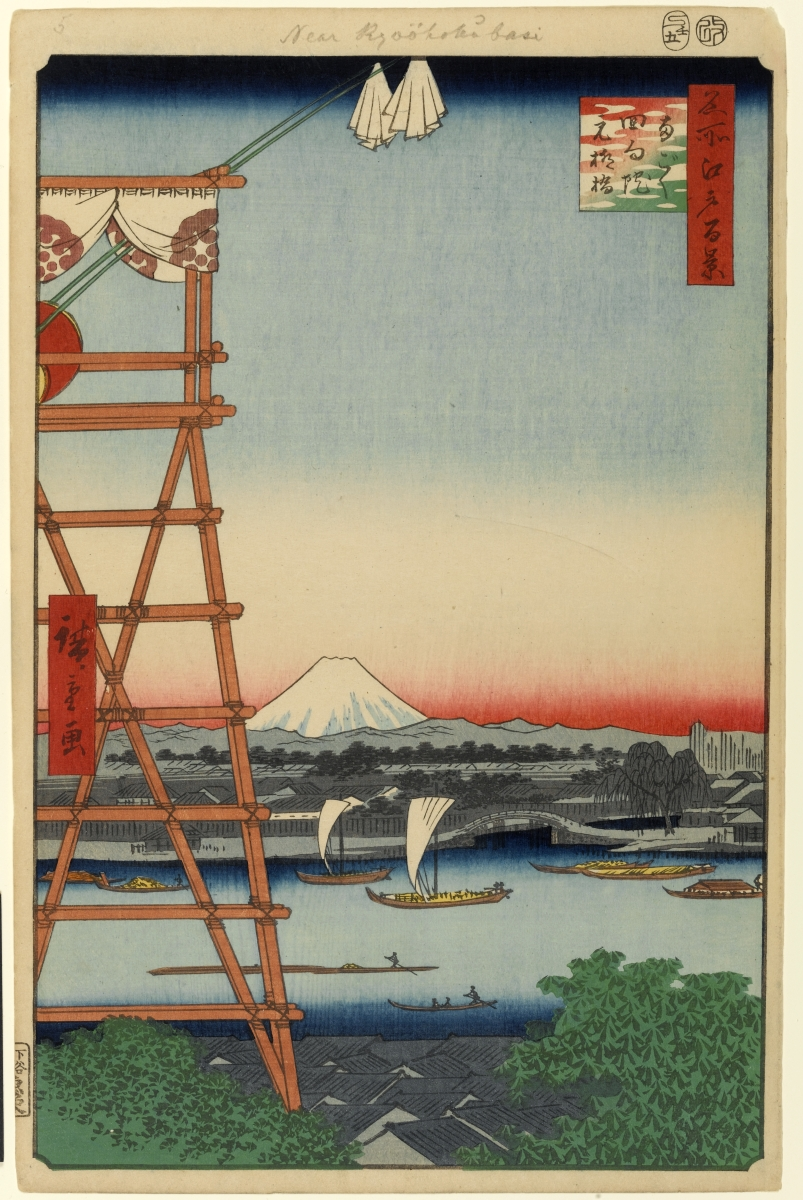
5. 両ごく回向院元柳橋
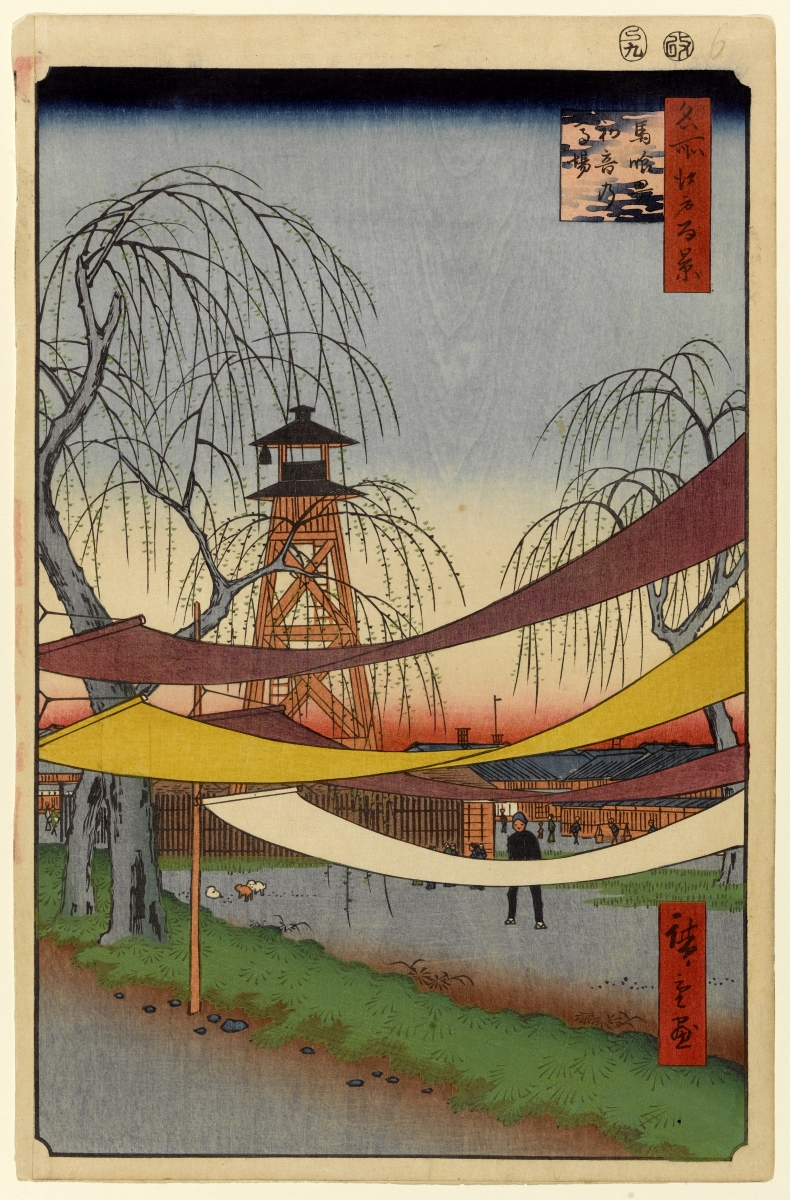
6. 馬喰町初音の馬場
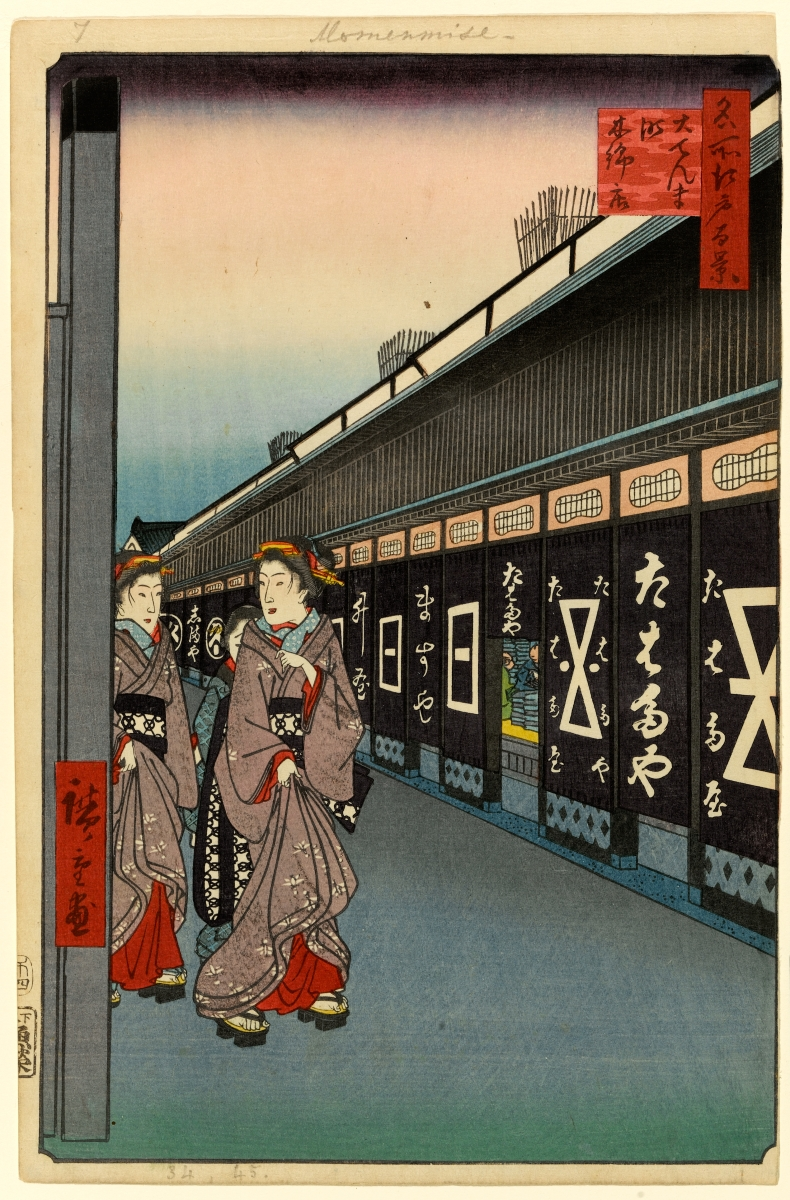
7. 大てんま町木綿店
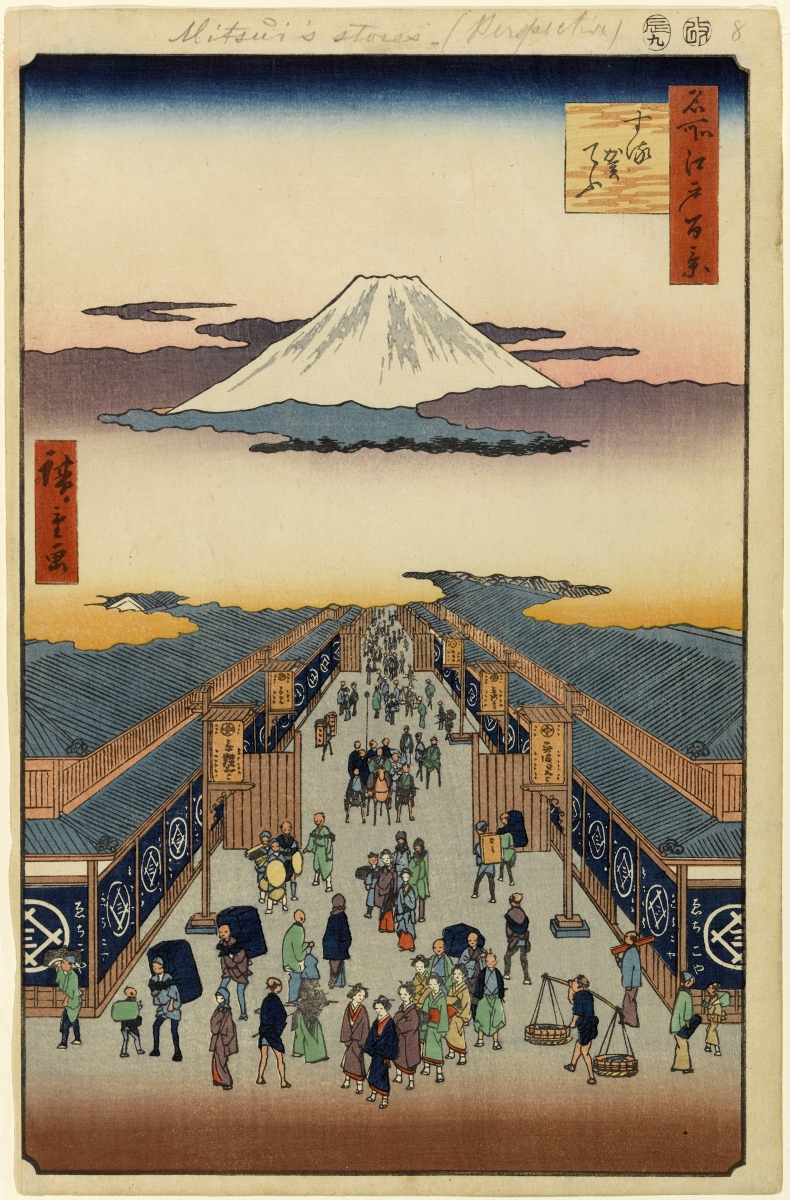
8. する賀てふ （左右の商家は現在の三越本店にあたる越後屋）
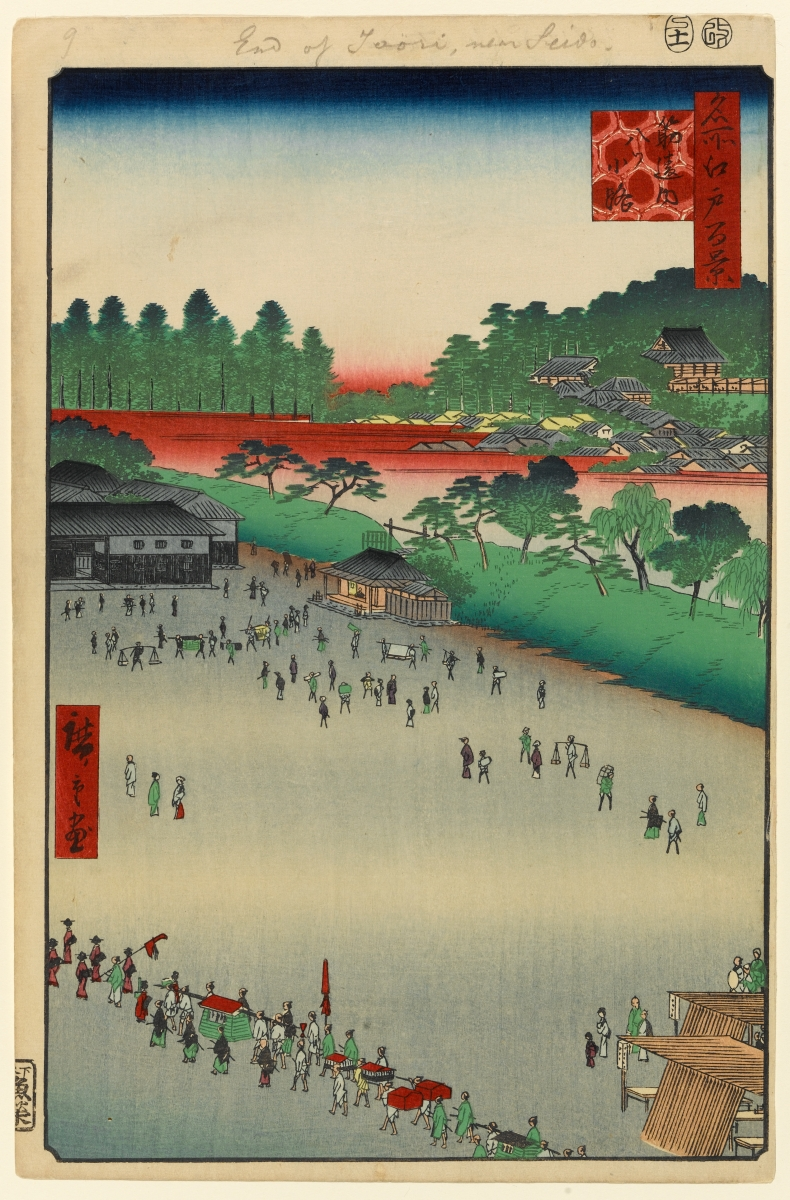
9. 筋違内八ツ小路 （旧万世橋駅付近）
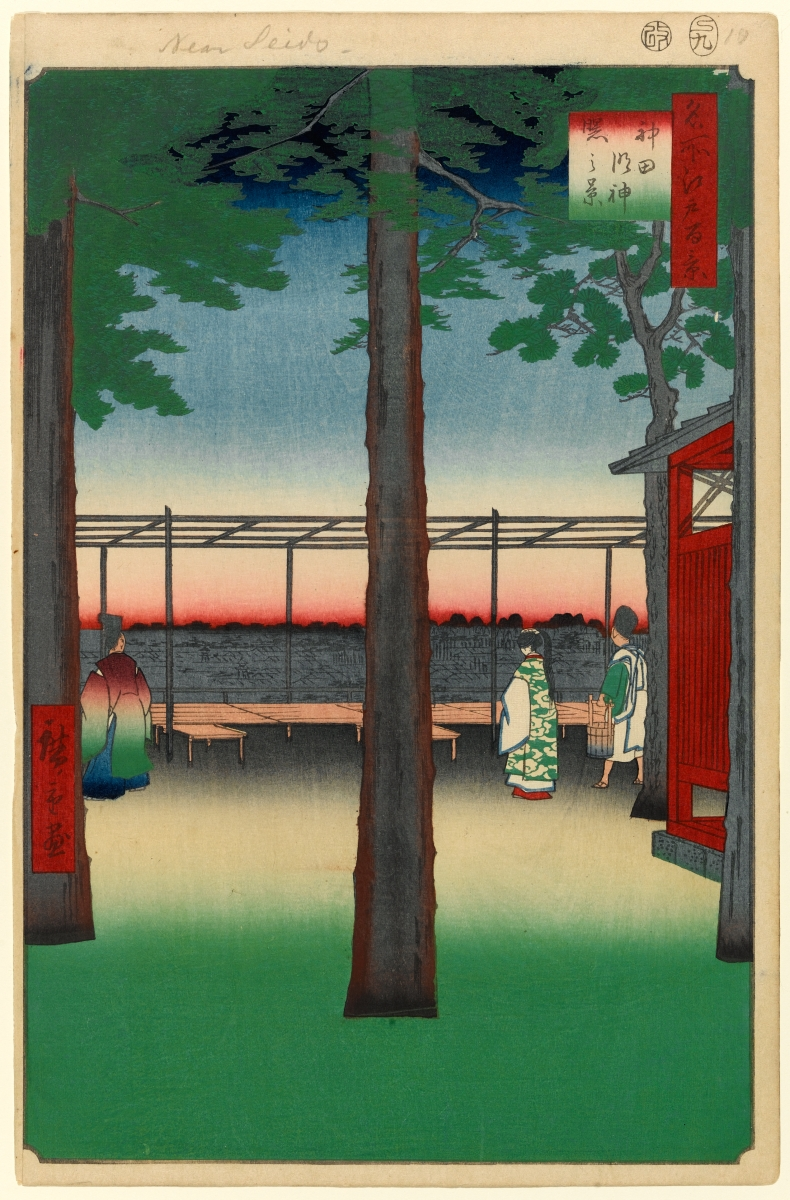
10. 神田明神曙之景
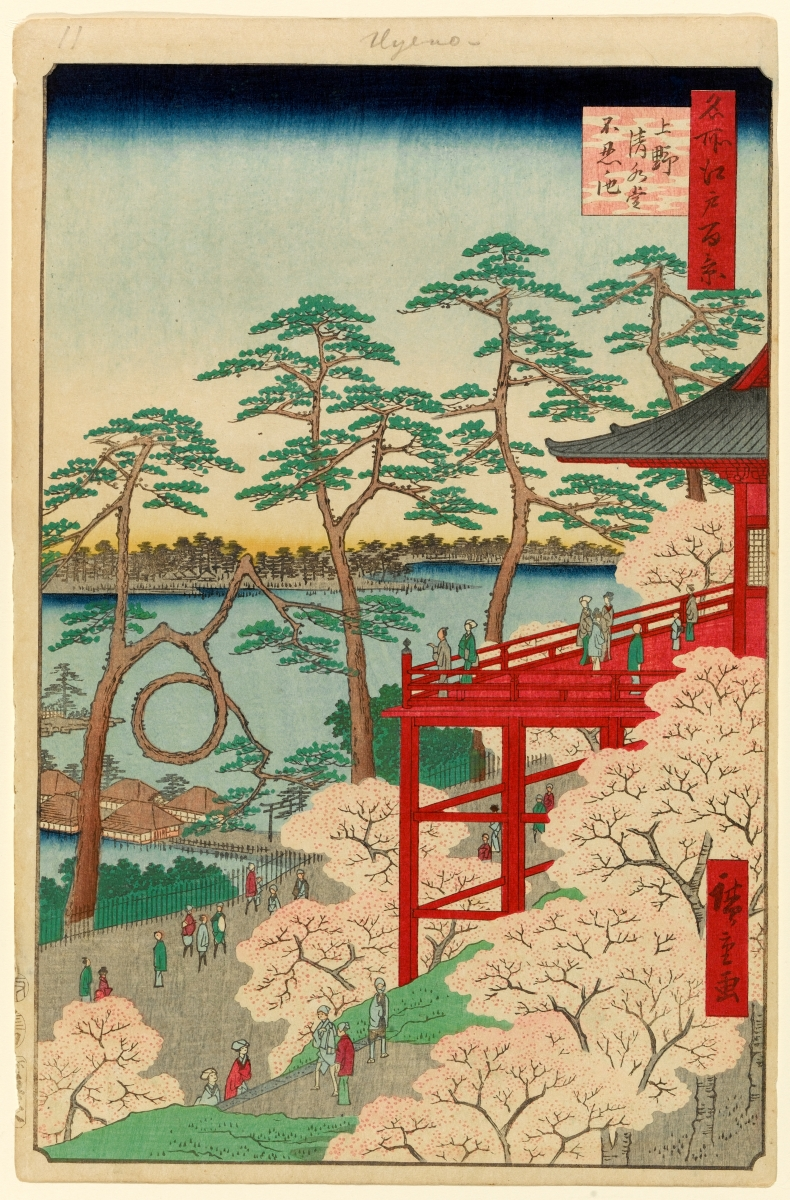
11. 上野清水堂不忍ノ池
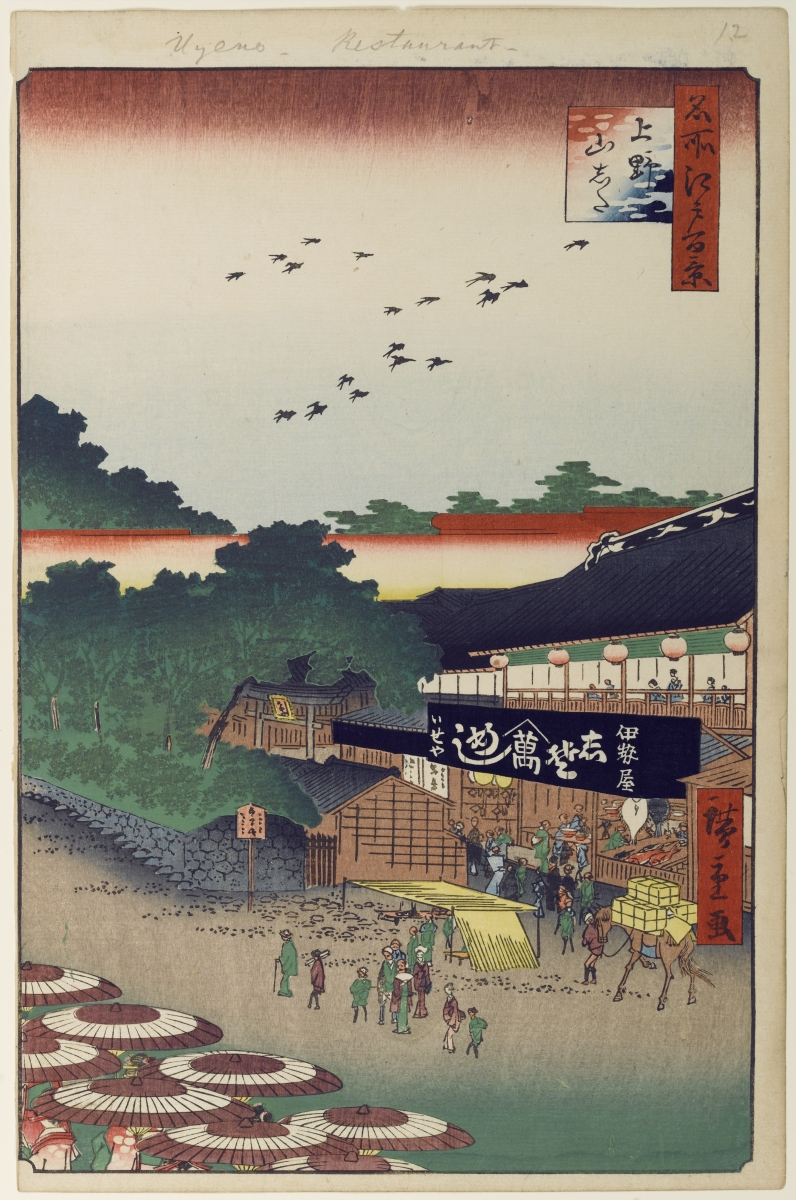
12. 上野山志た
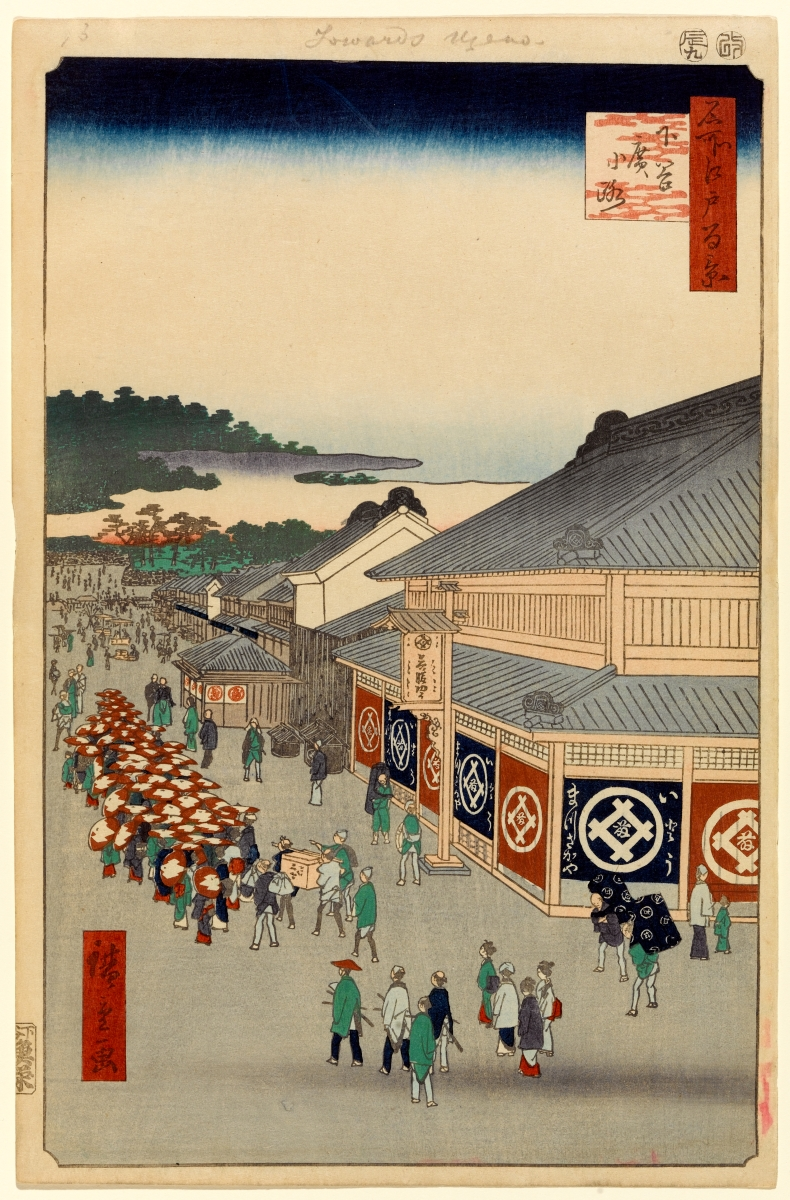
13. 下谷廣小路 （手前の商家「いとう松坂屋」は、現在の松坂屋）
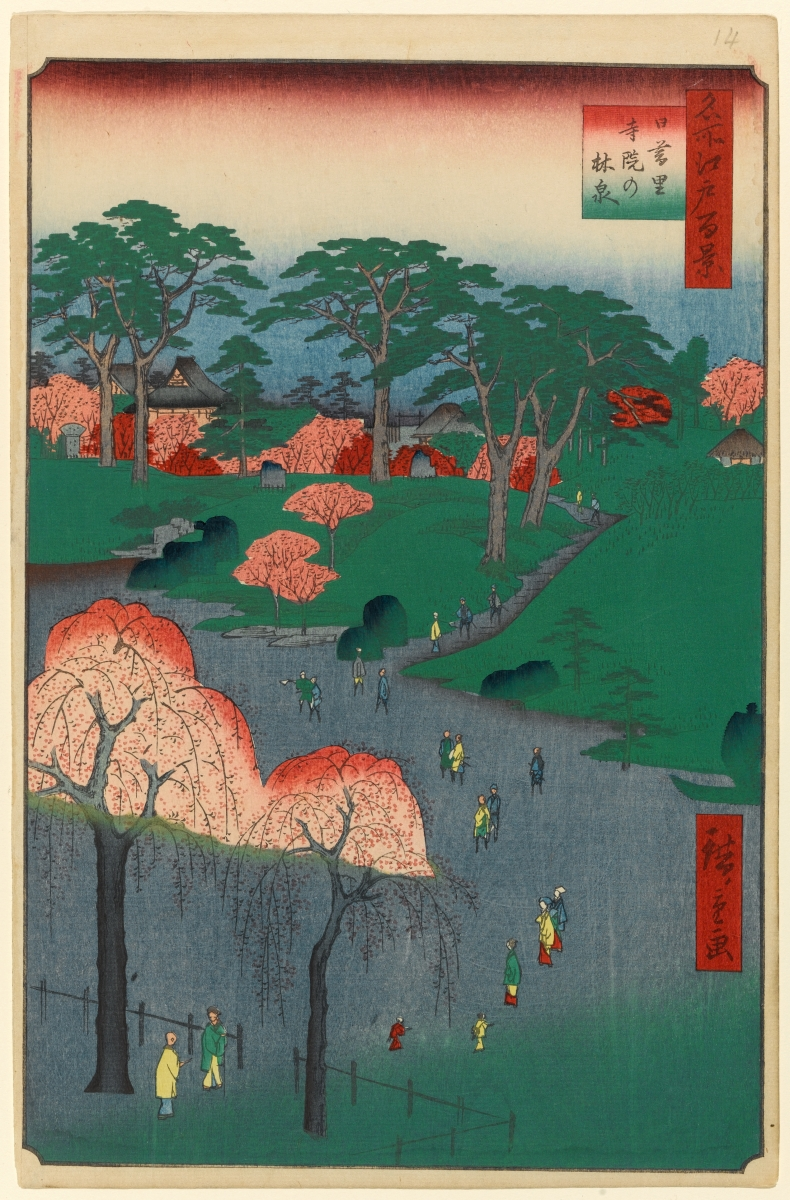
14. 日暮里寺院の林泉
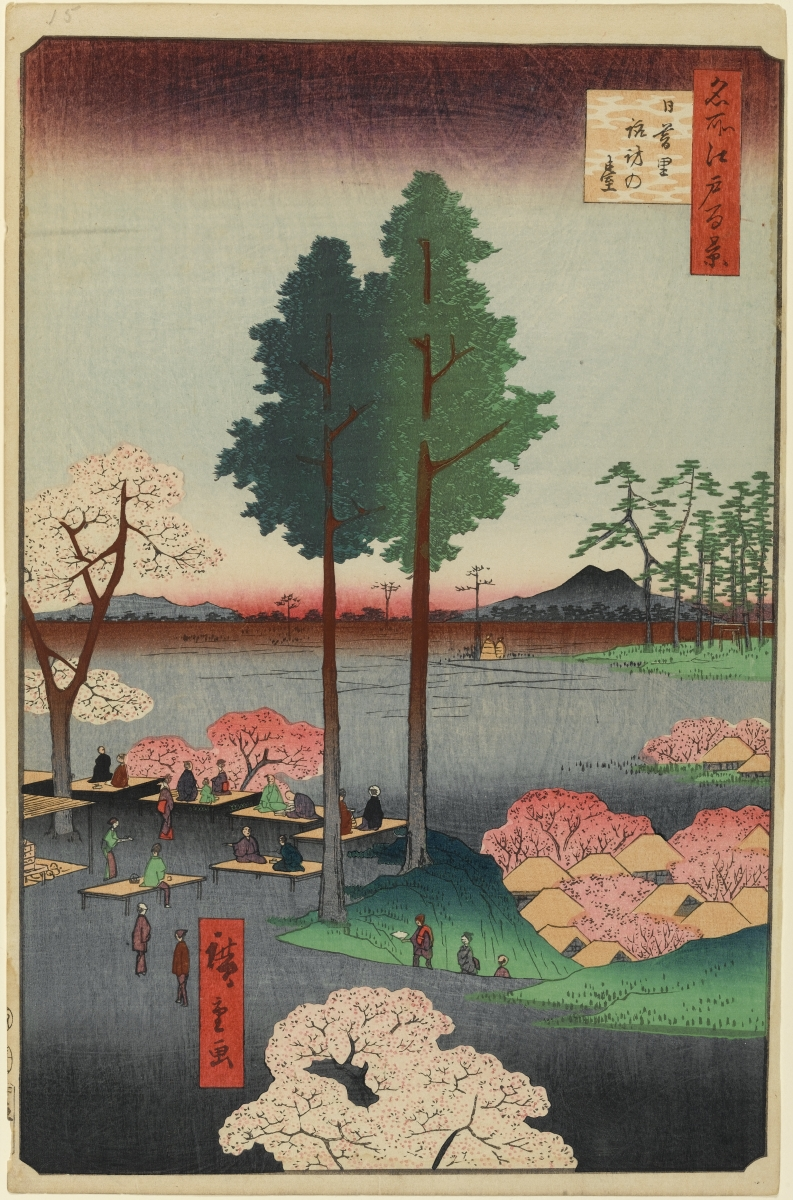
15. 日暮里諏訪の台
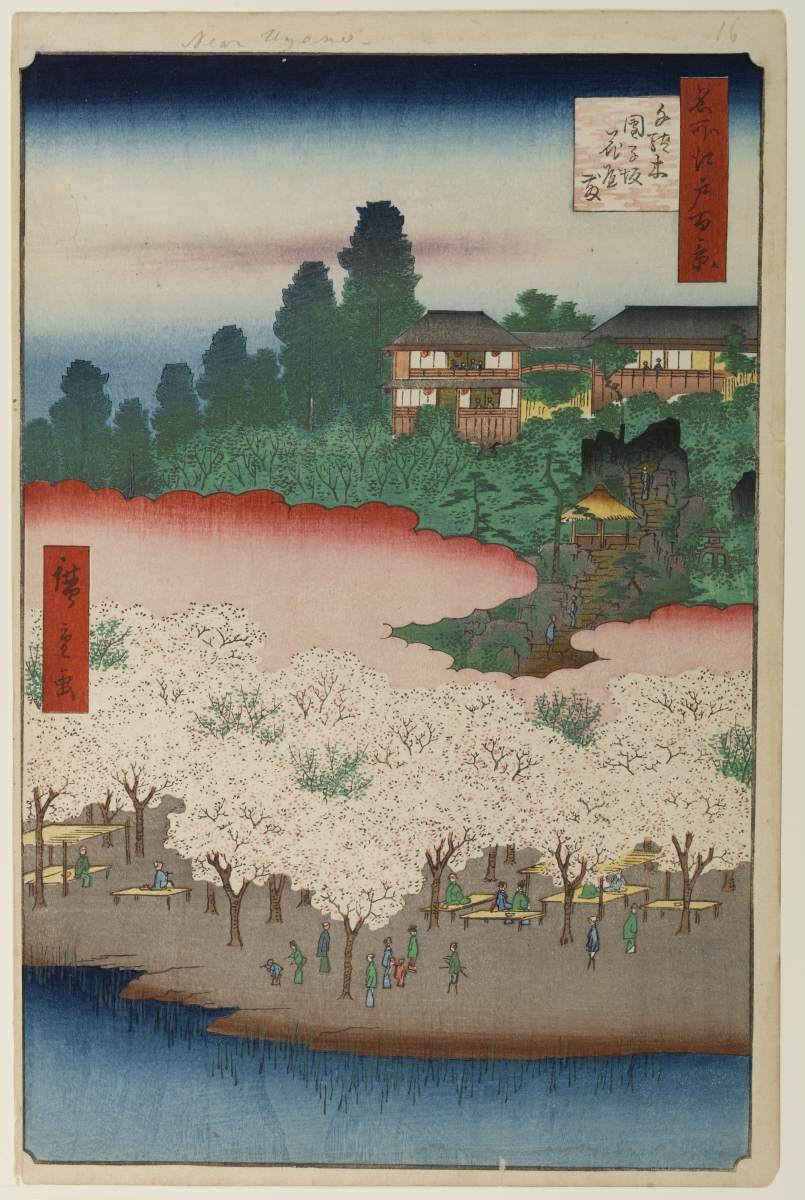
16. 千駄木團子坂花屋敷
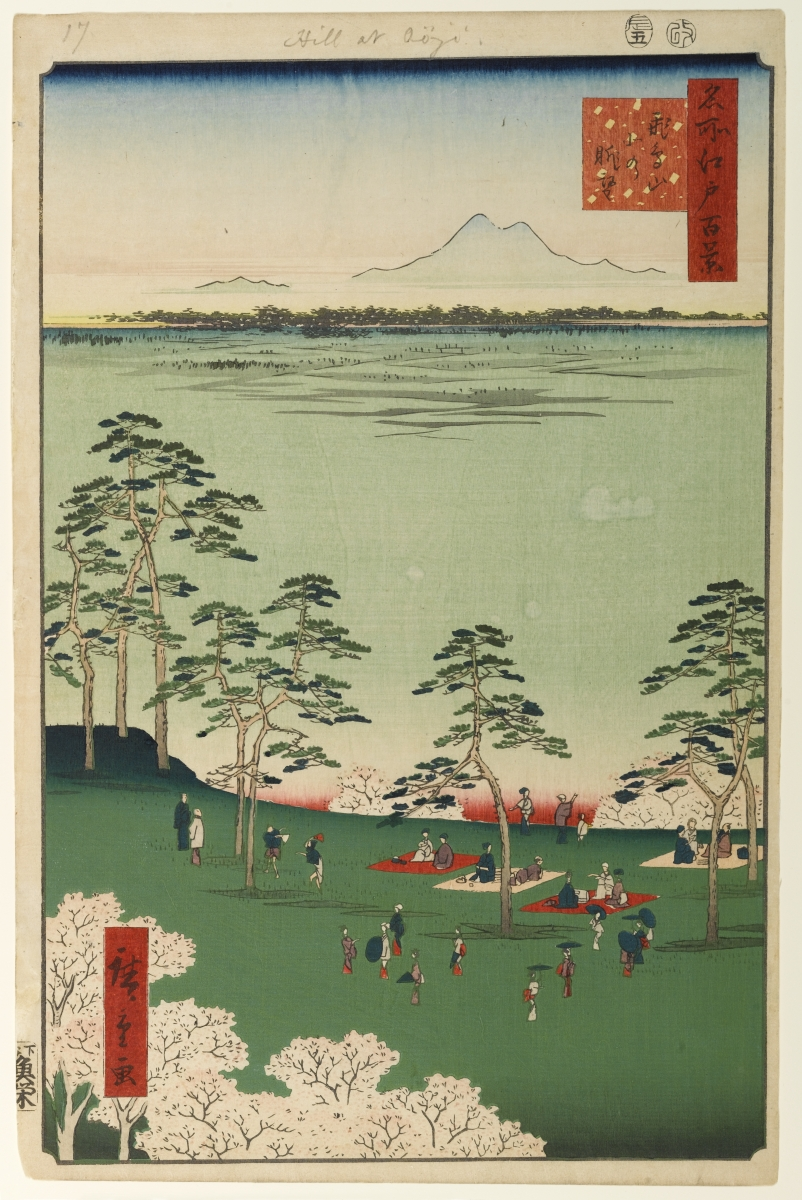
17. 飛鳥山北の眺望
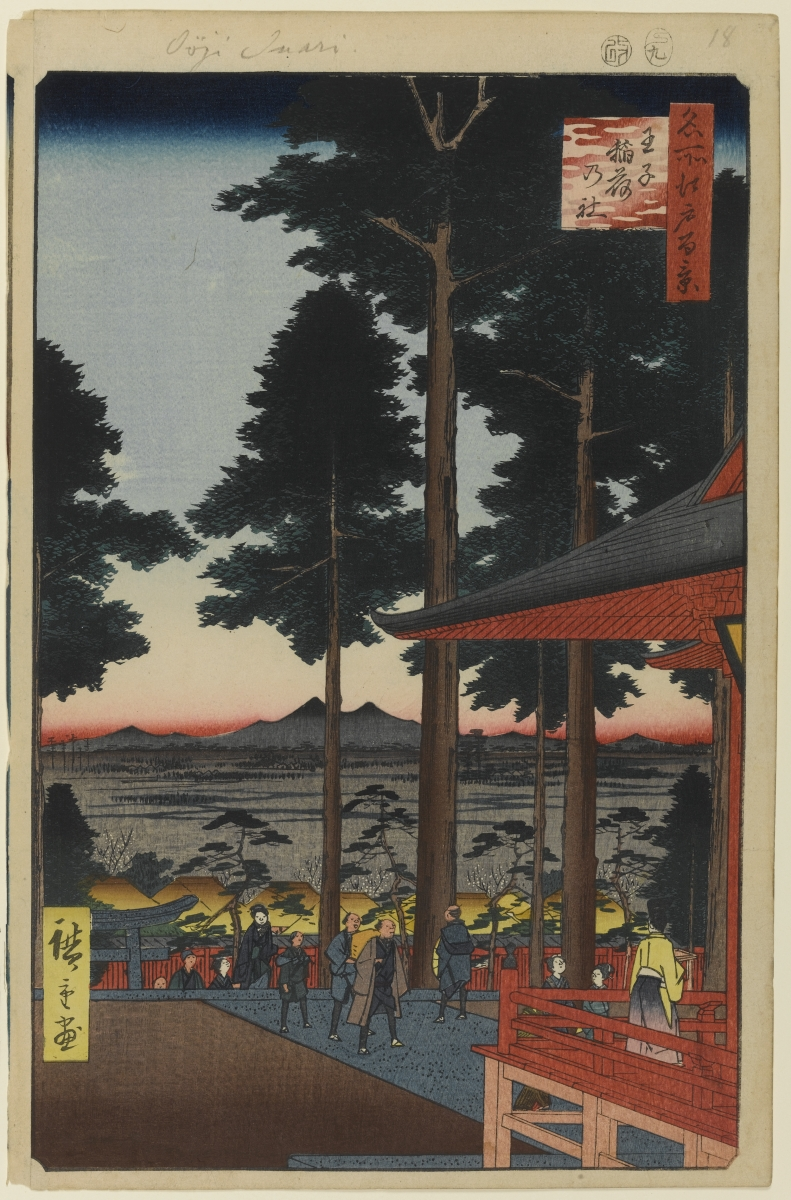
18. 王子稲荷乃社
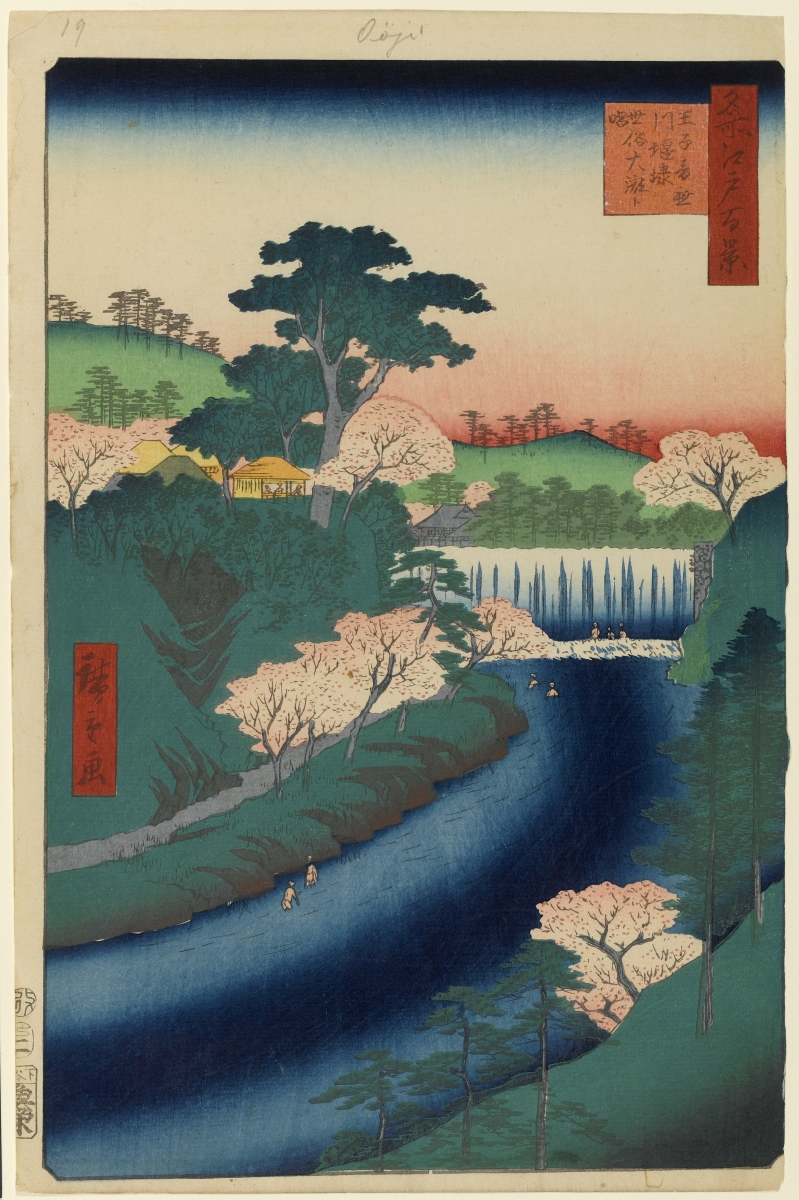
19. 王子音無川堰棣 世俗大瀧ト唱
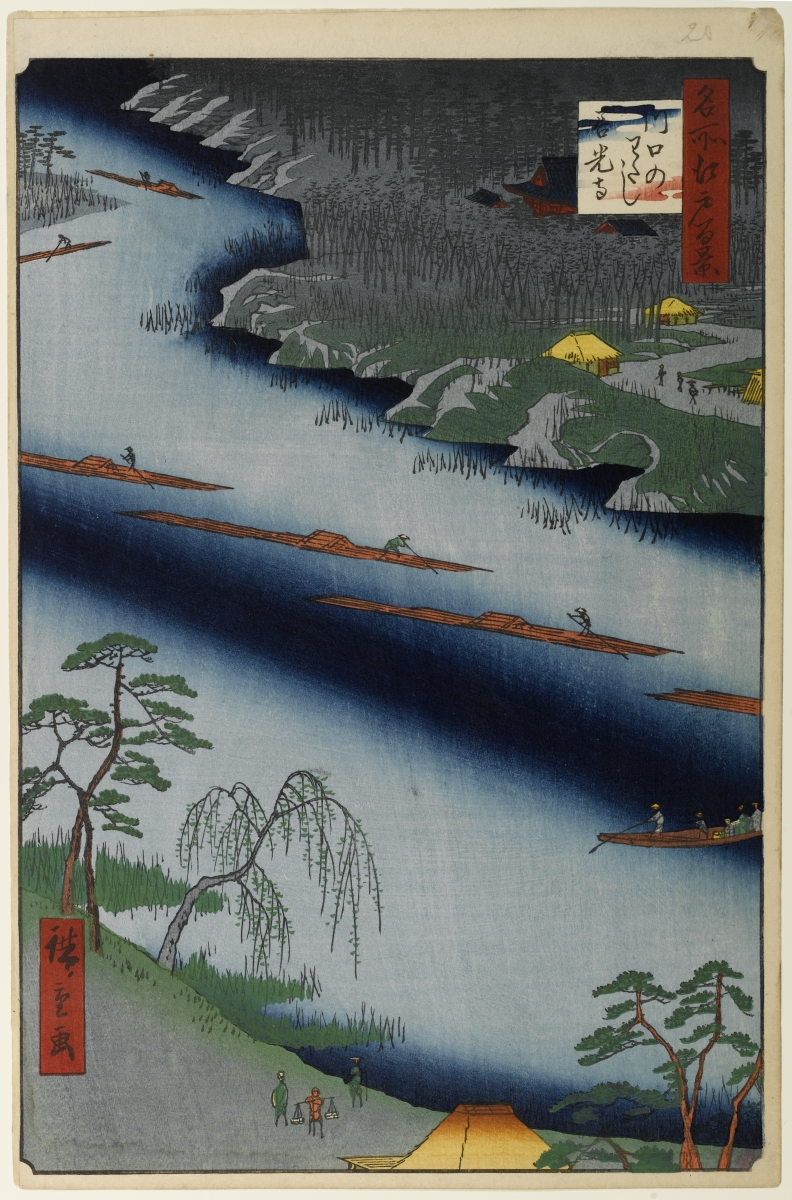
20. 川口のわたし 善光寺
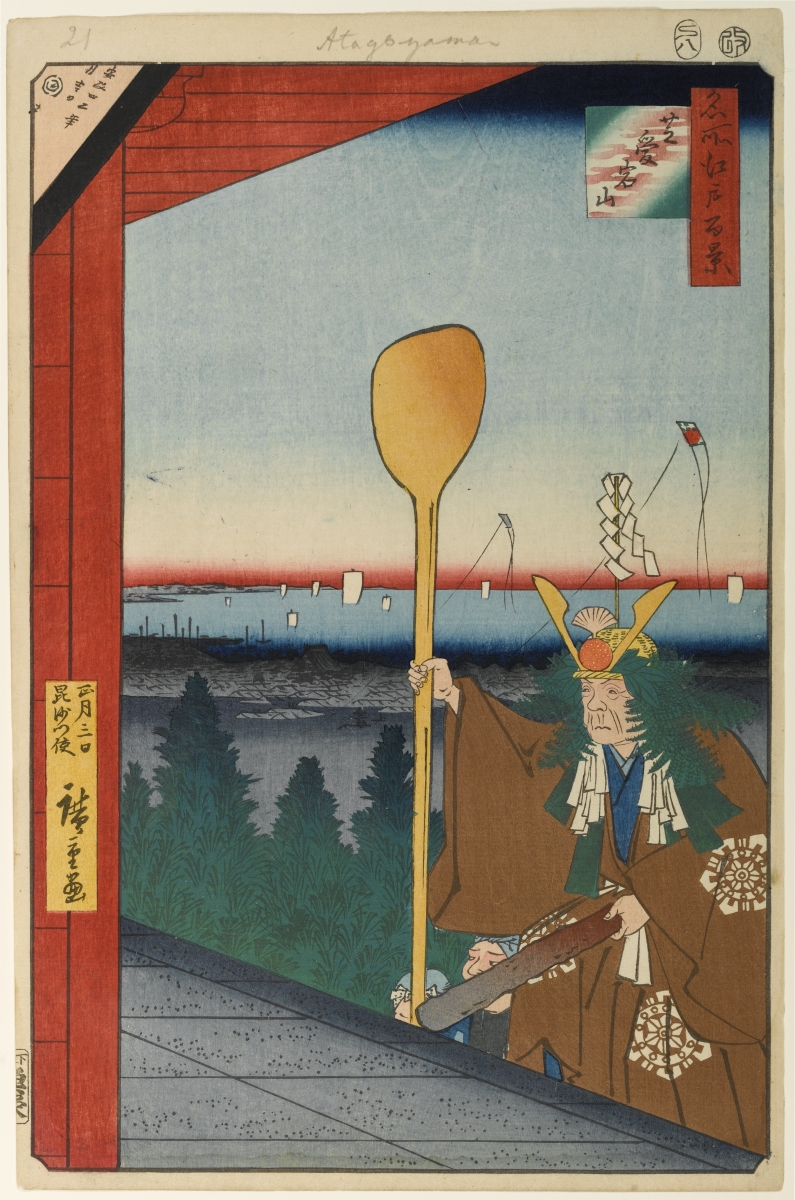
21. 芝愛宕山
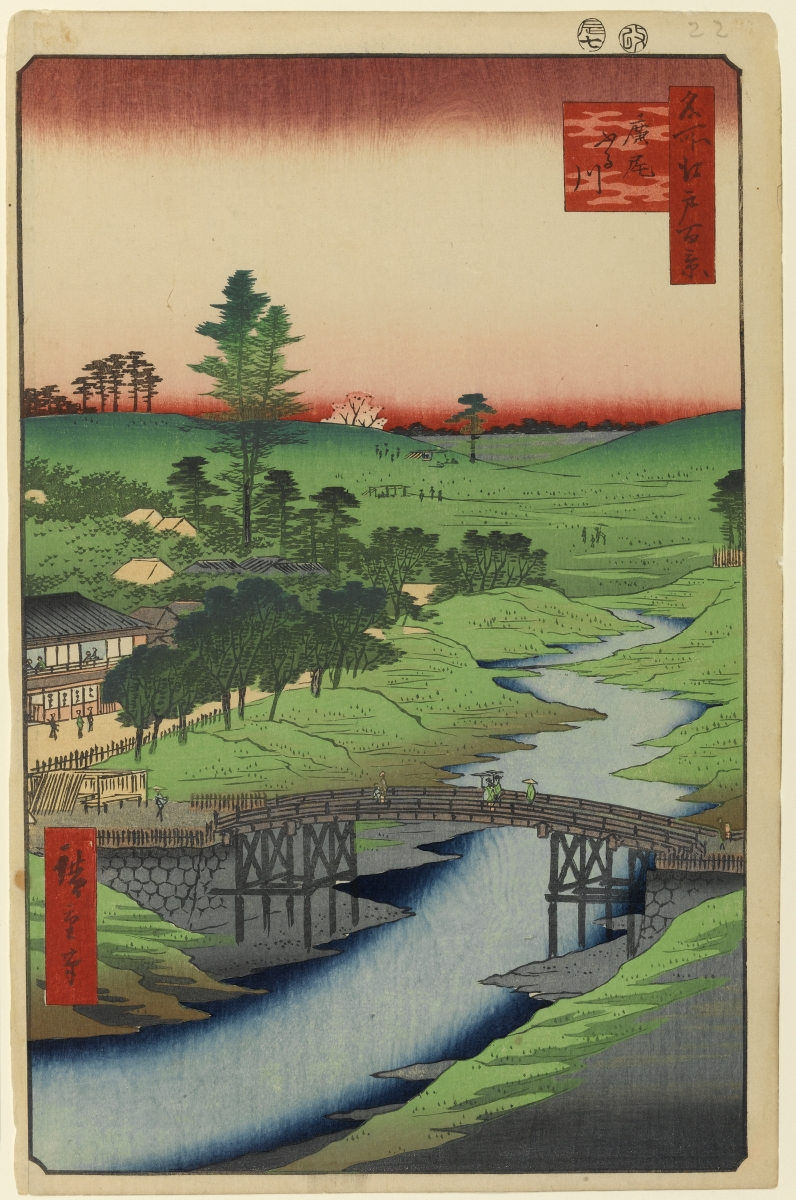
22. 廣尾ふる川
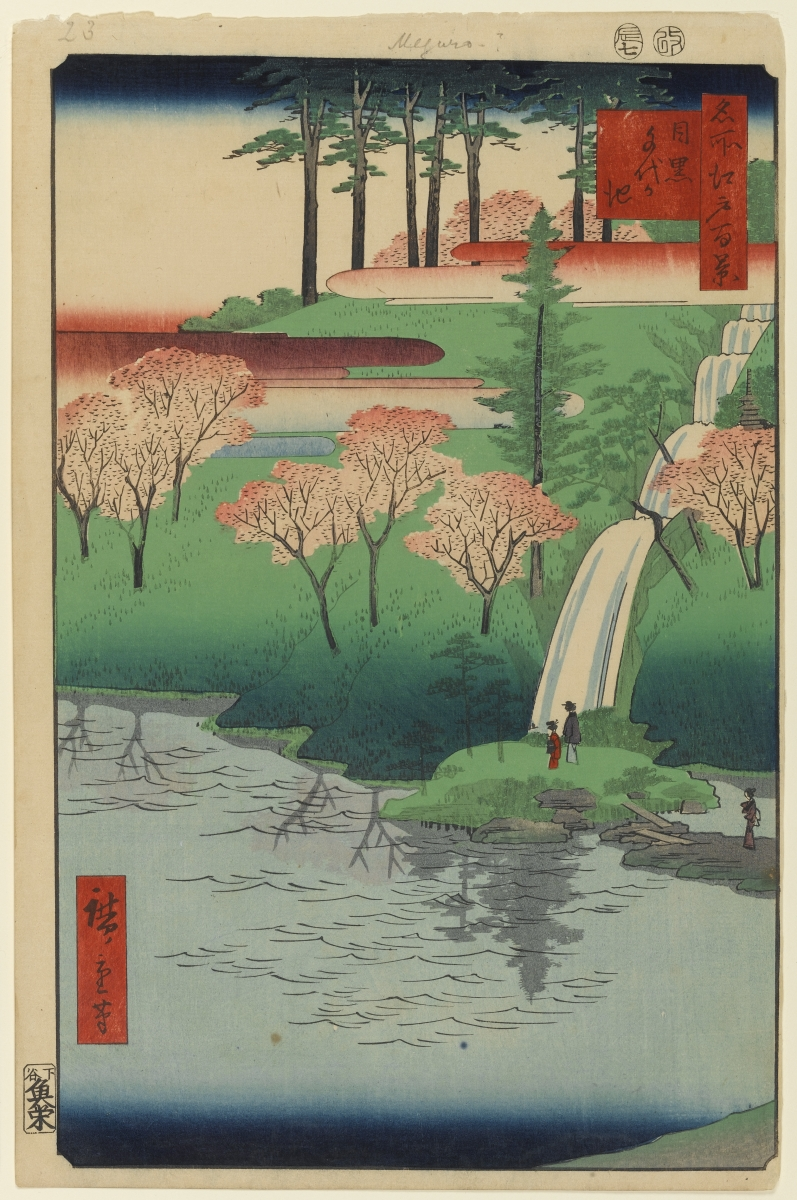
23. 目黒千代か池 （現在の目黒区目黒1丁目、目黒合同庁舎付近）
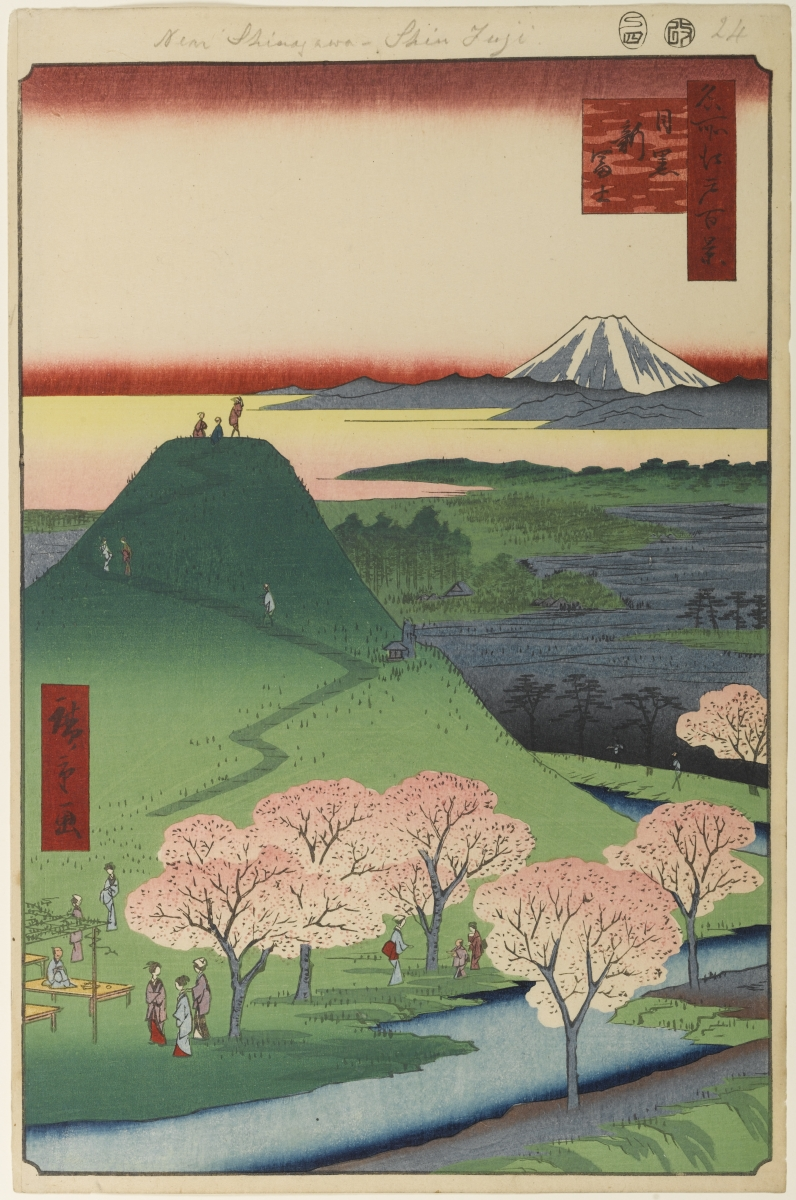
24. 目黒新冨士 （現在の目黒区中目黒2丁目 別所坂付近）
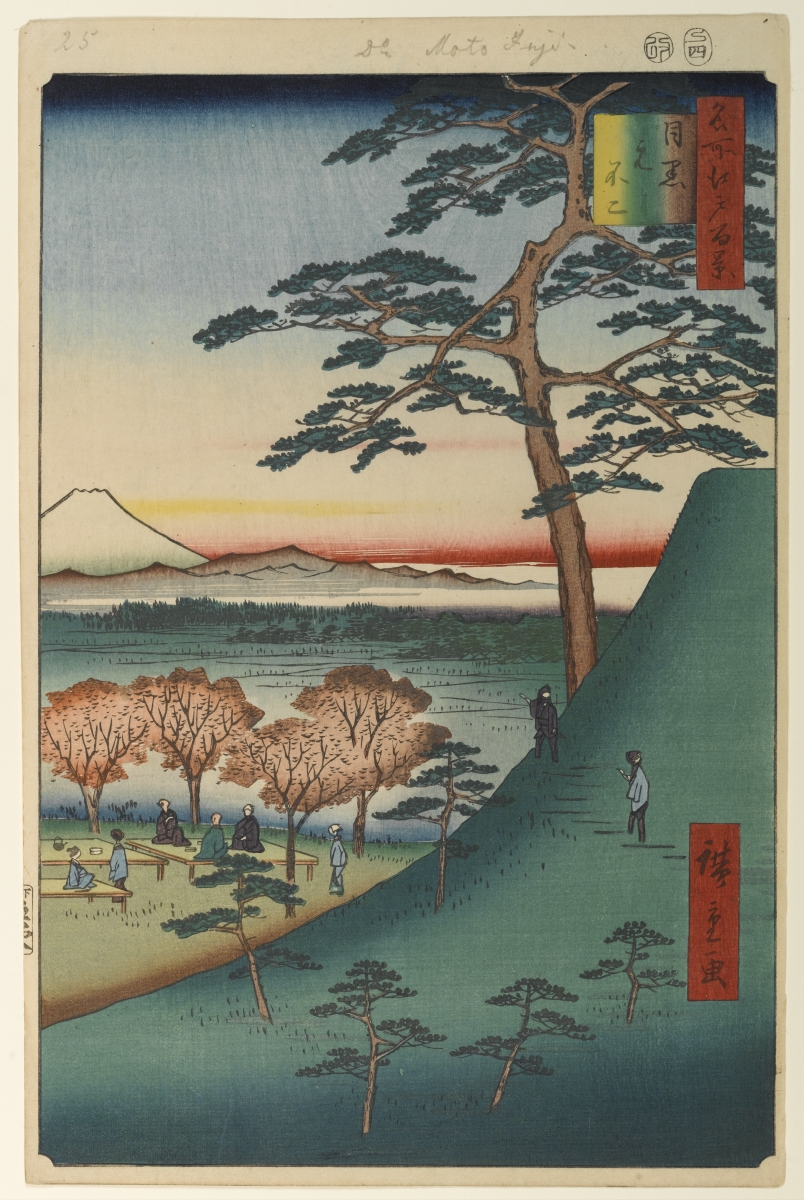
25. 目黒元不二 （現在の目黒区上目黒1丁目 目切坂付近）
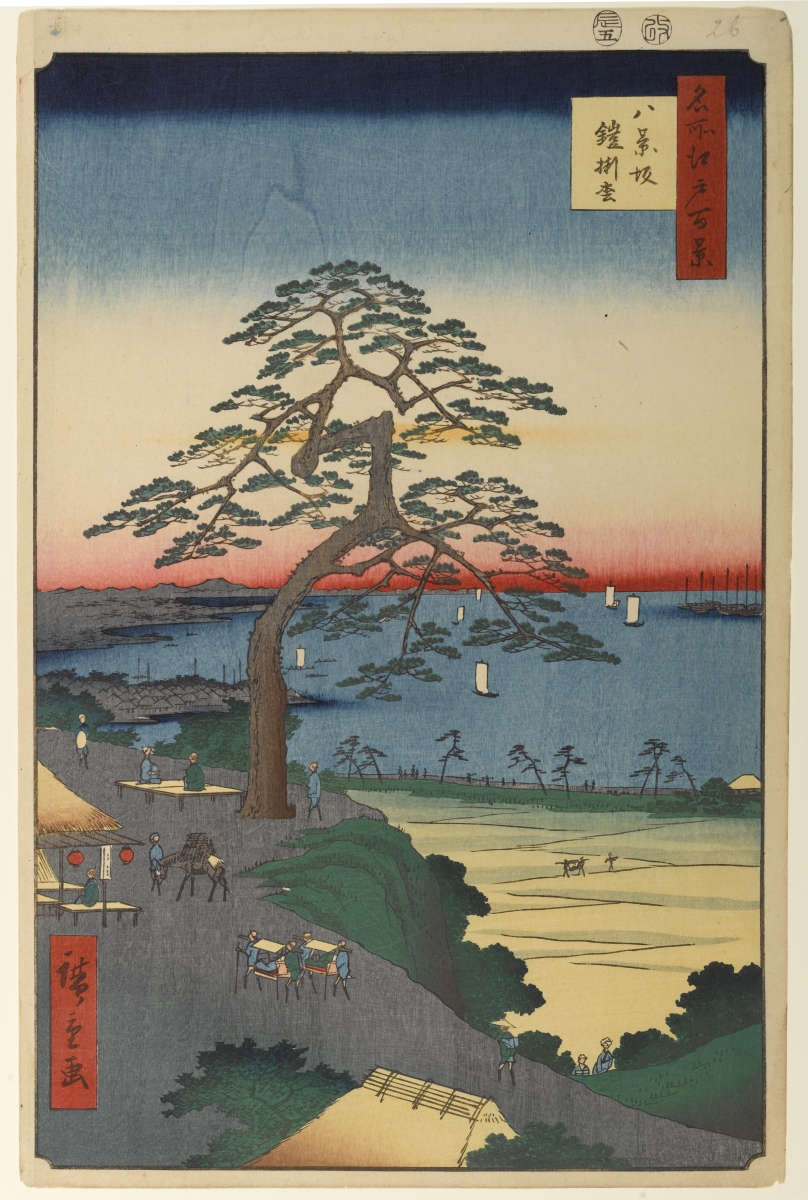
26. 八景坂鎧掛松 （現在のJR大森駅西口「大森ララ」近傍）
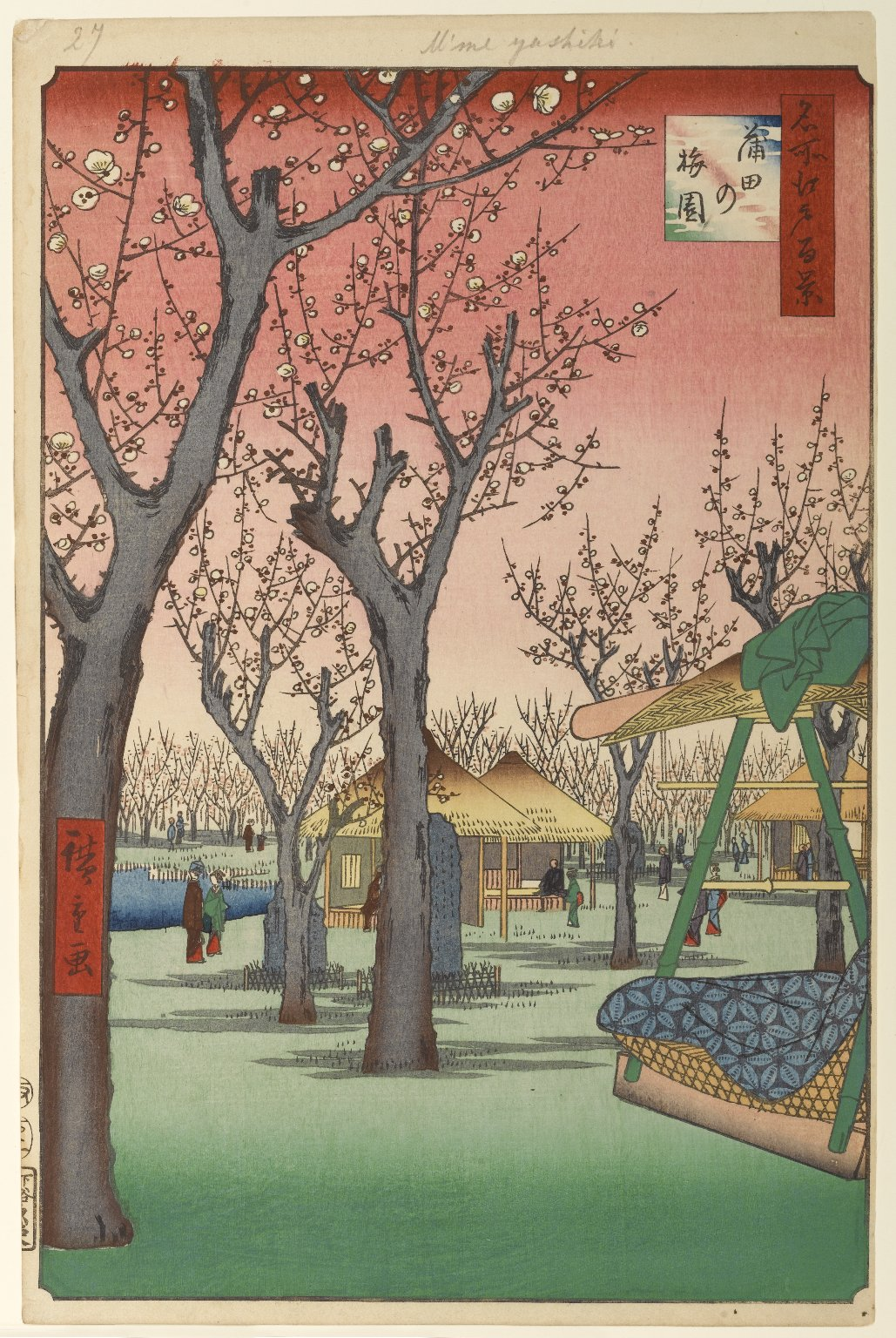
27. 蒲田の梅園
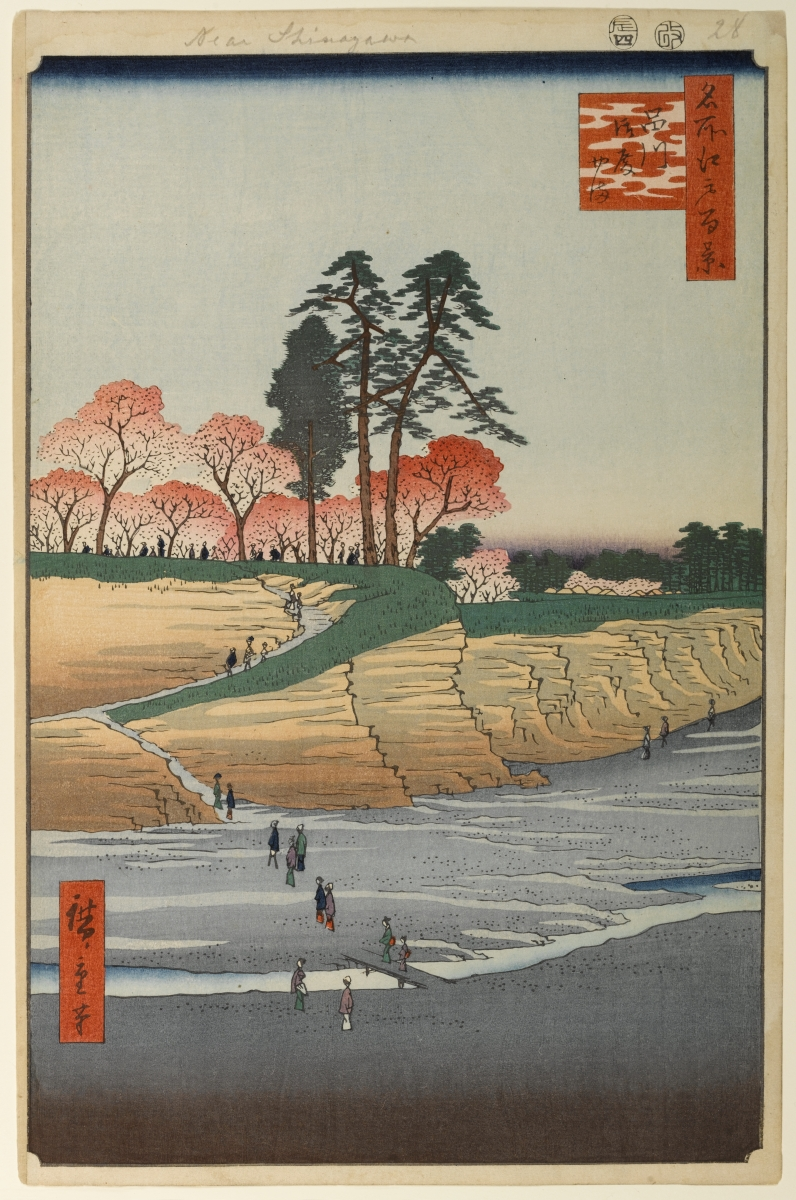
28. 品川御殿やま
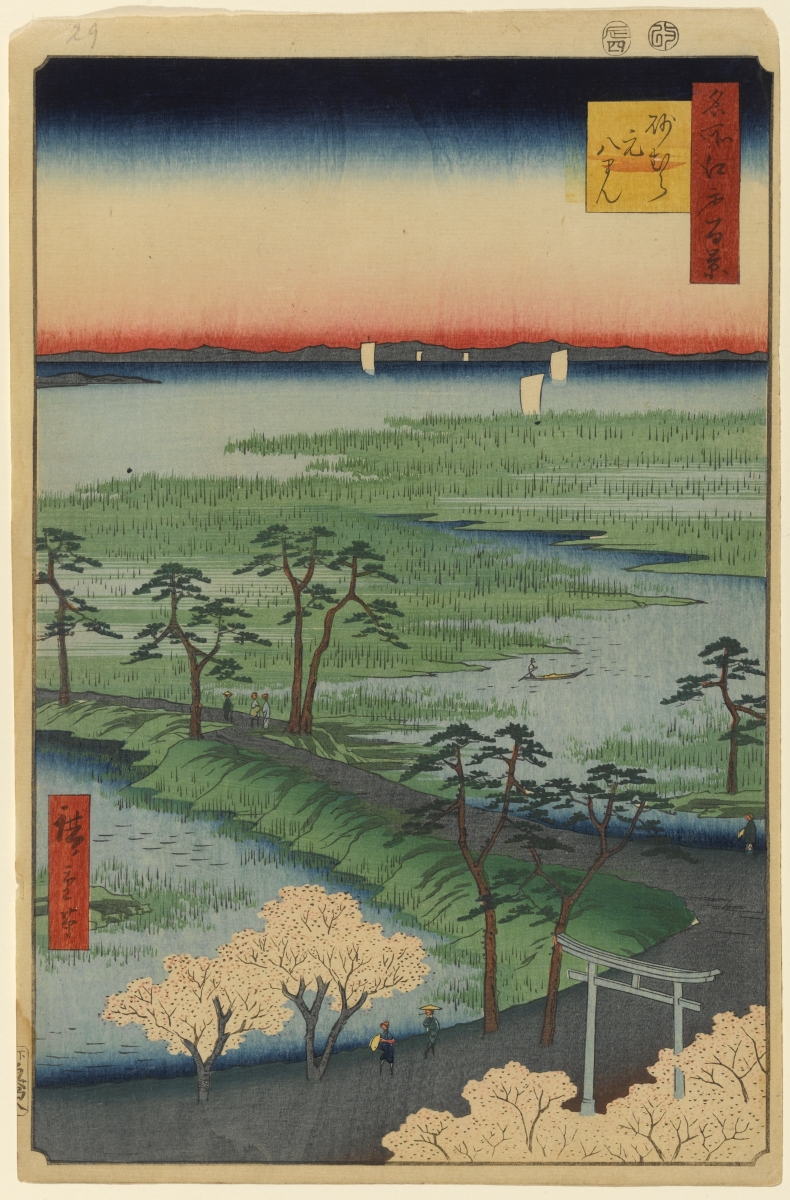
29. 砂むら元八まん
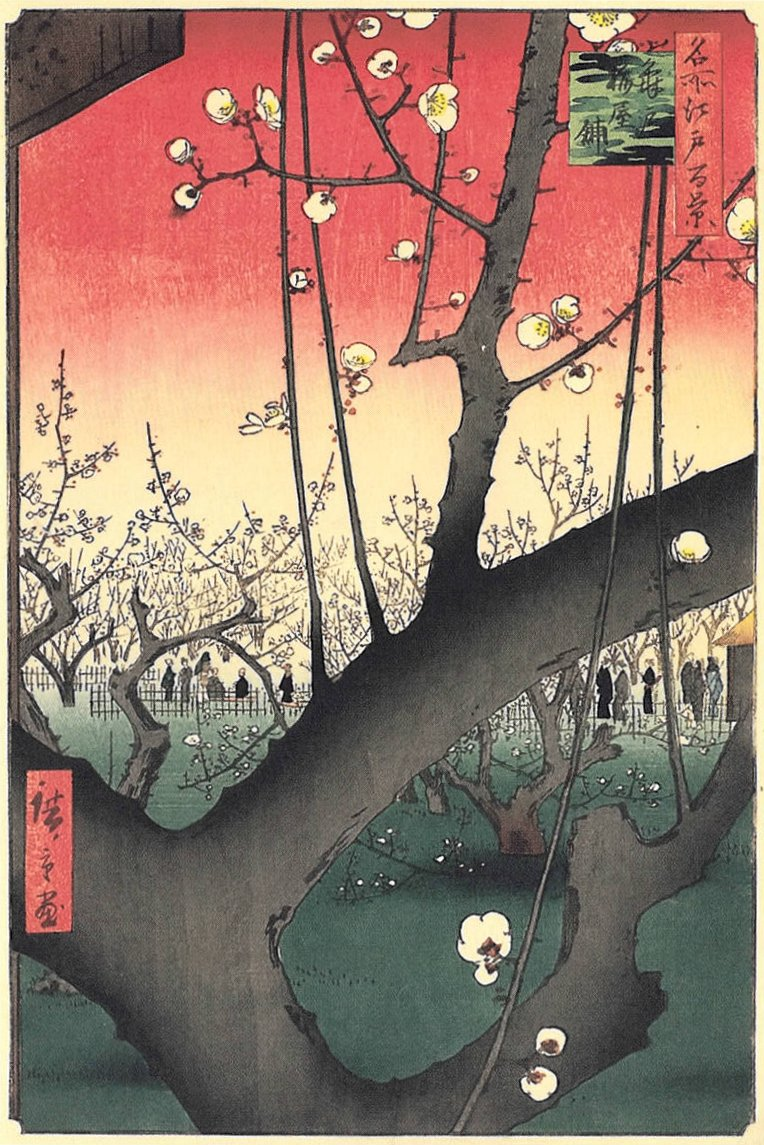
30. 亀戸梅屋舗
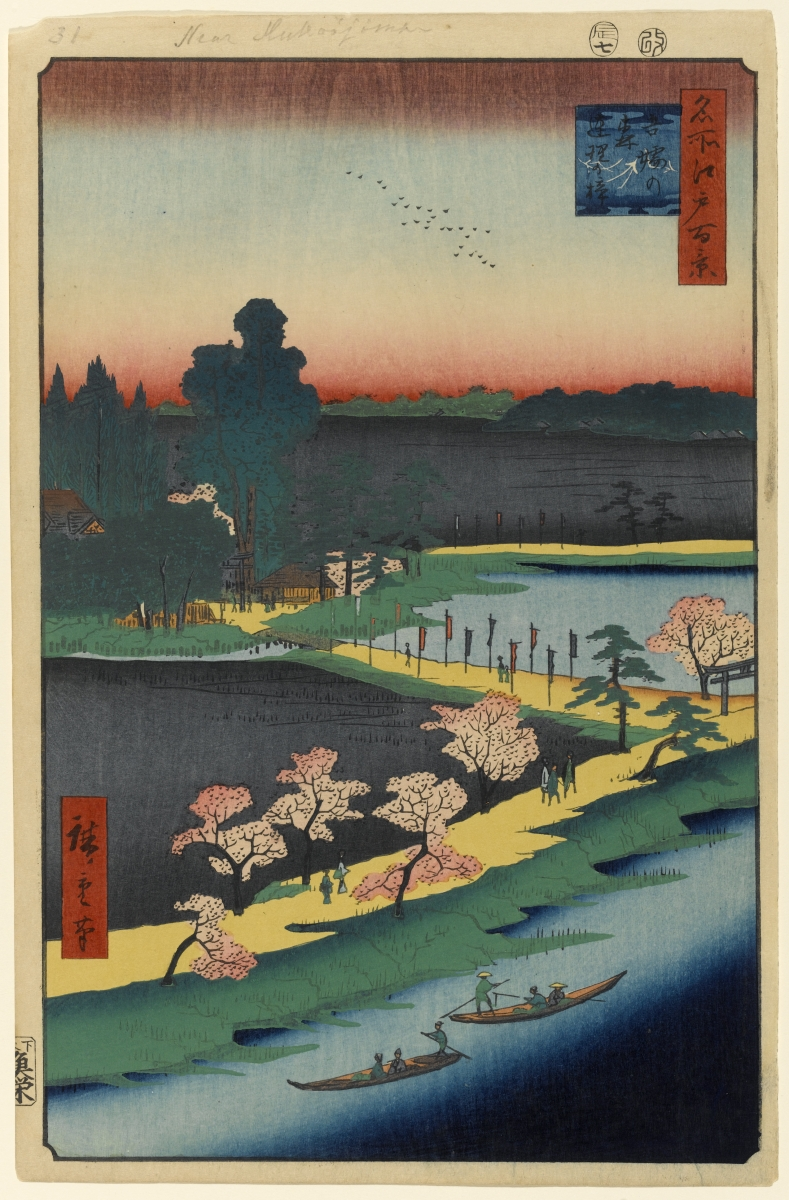
31. 吾嬬の森連理の梓 （現在の墨田区立花1丁目付近）
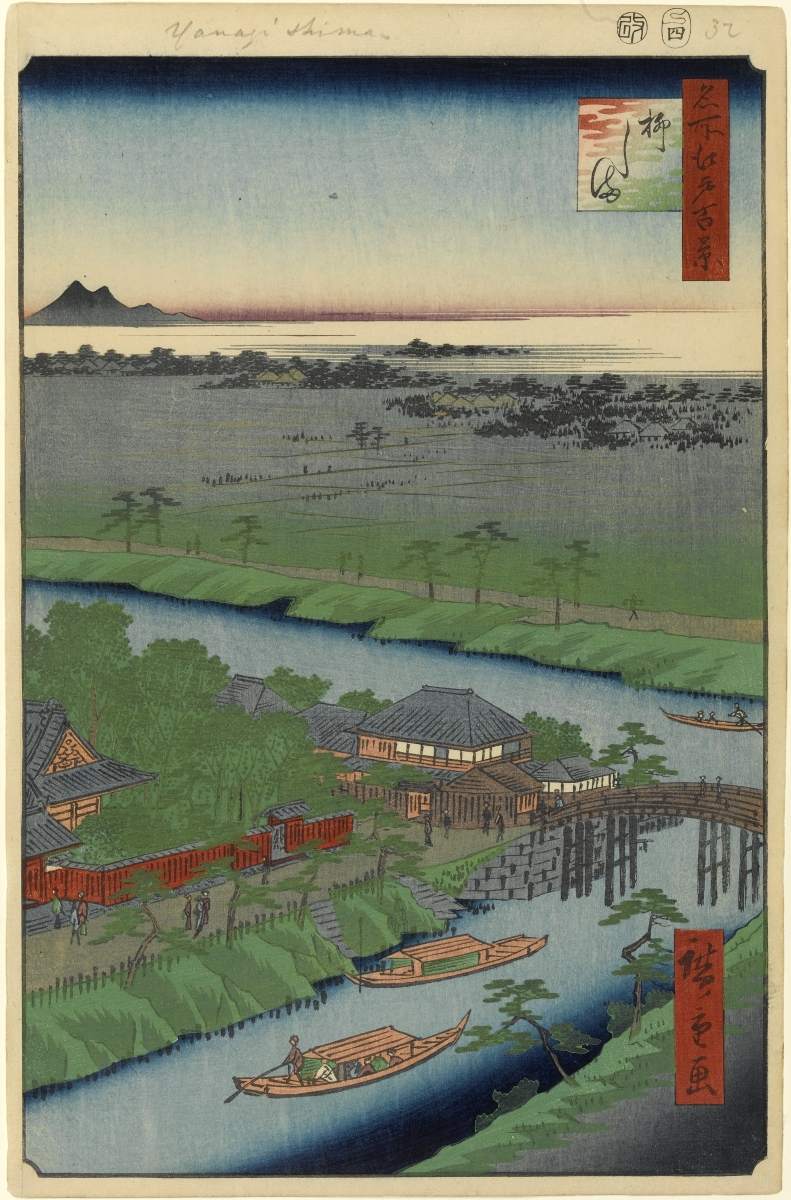
32. 柳しま （現在の墨田区業平5丁目付近）
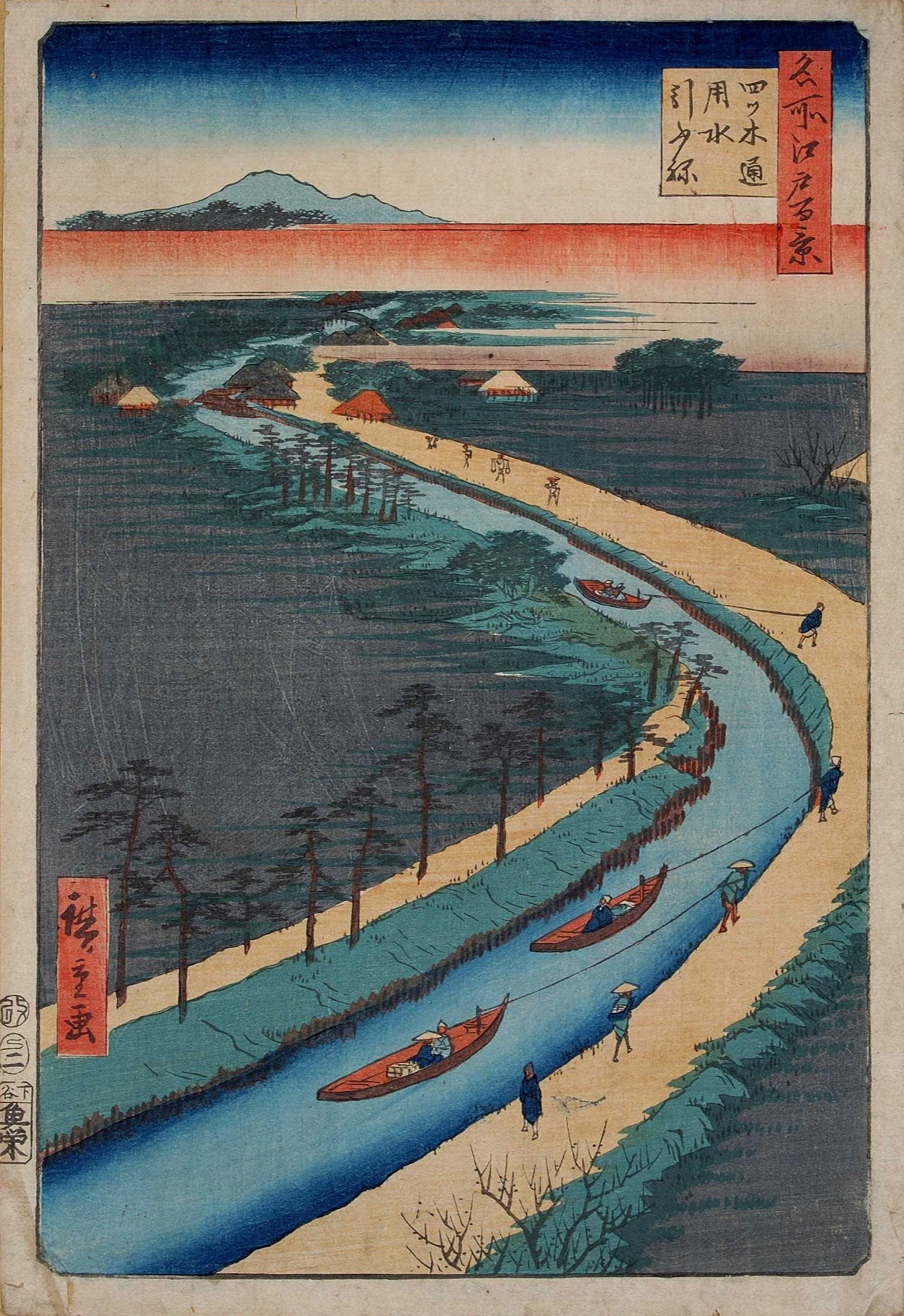
33. 四ツ木通用水引ふね
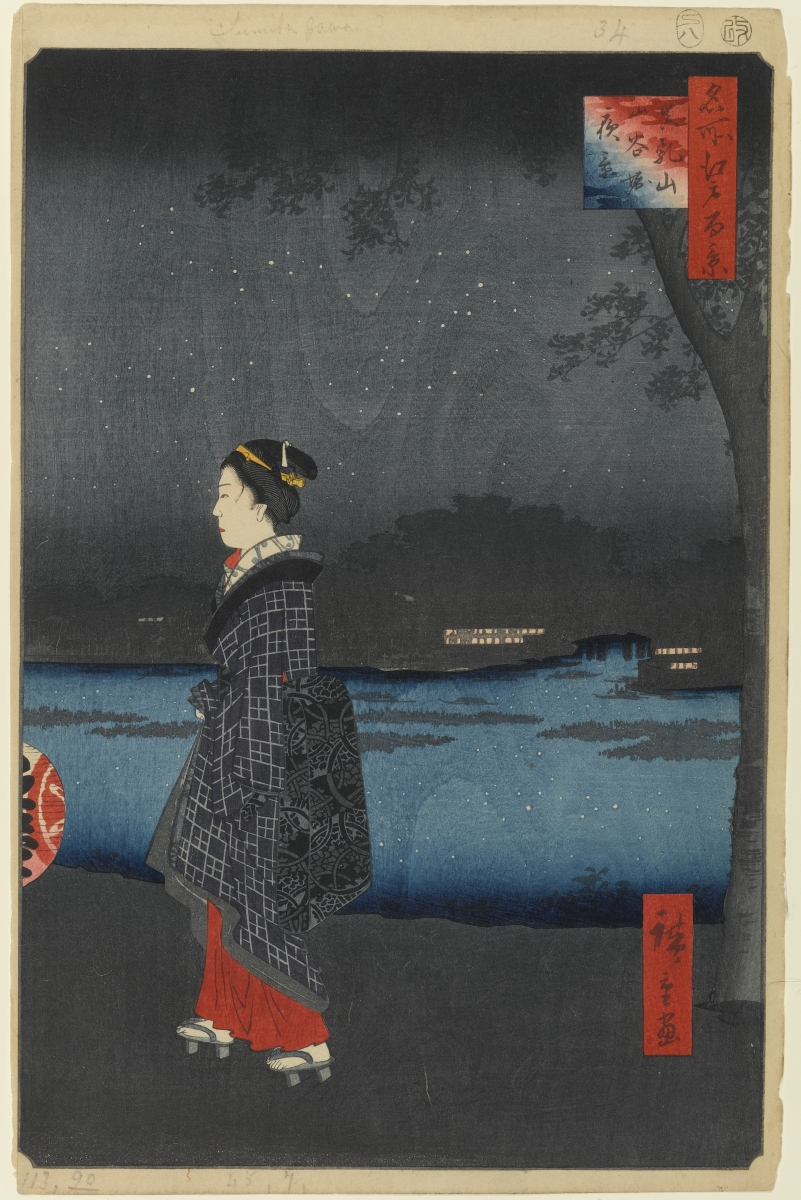
34. 真乳山山谷堀夜景
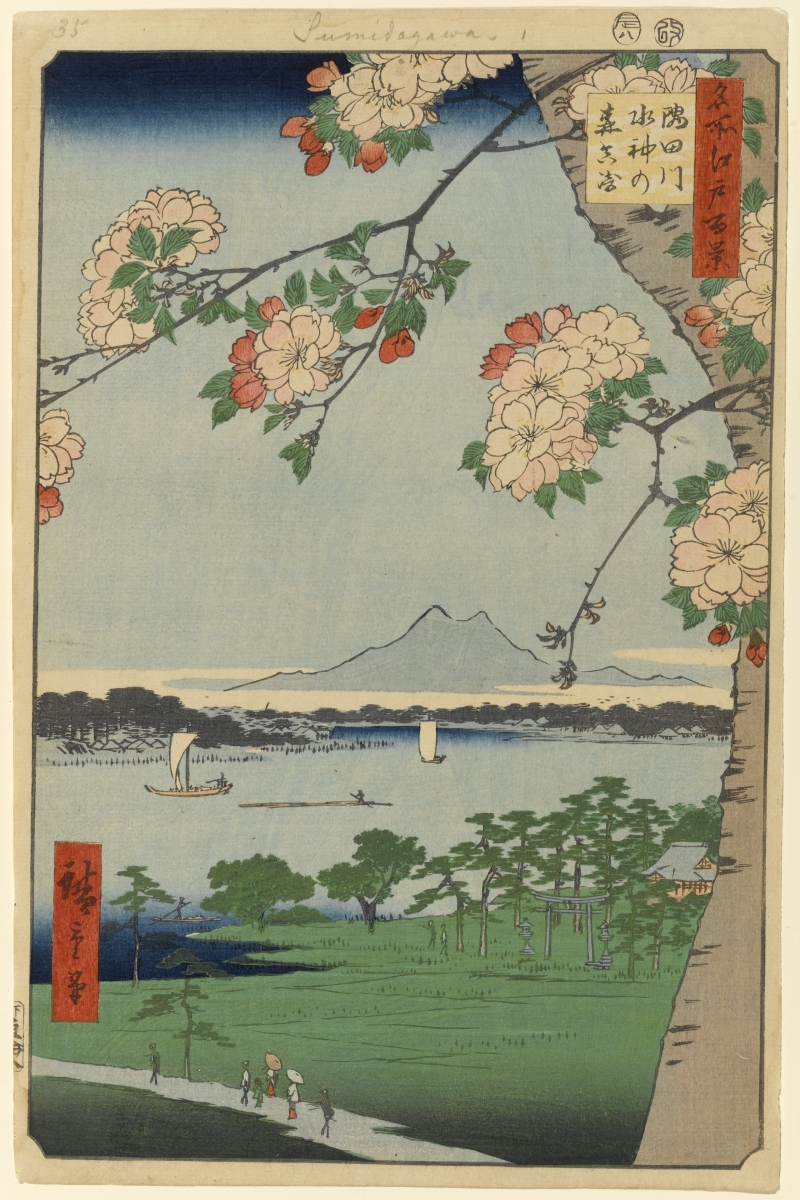
35. 隅田川水神の森真崎
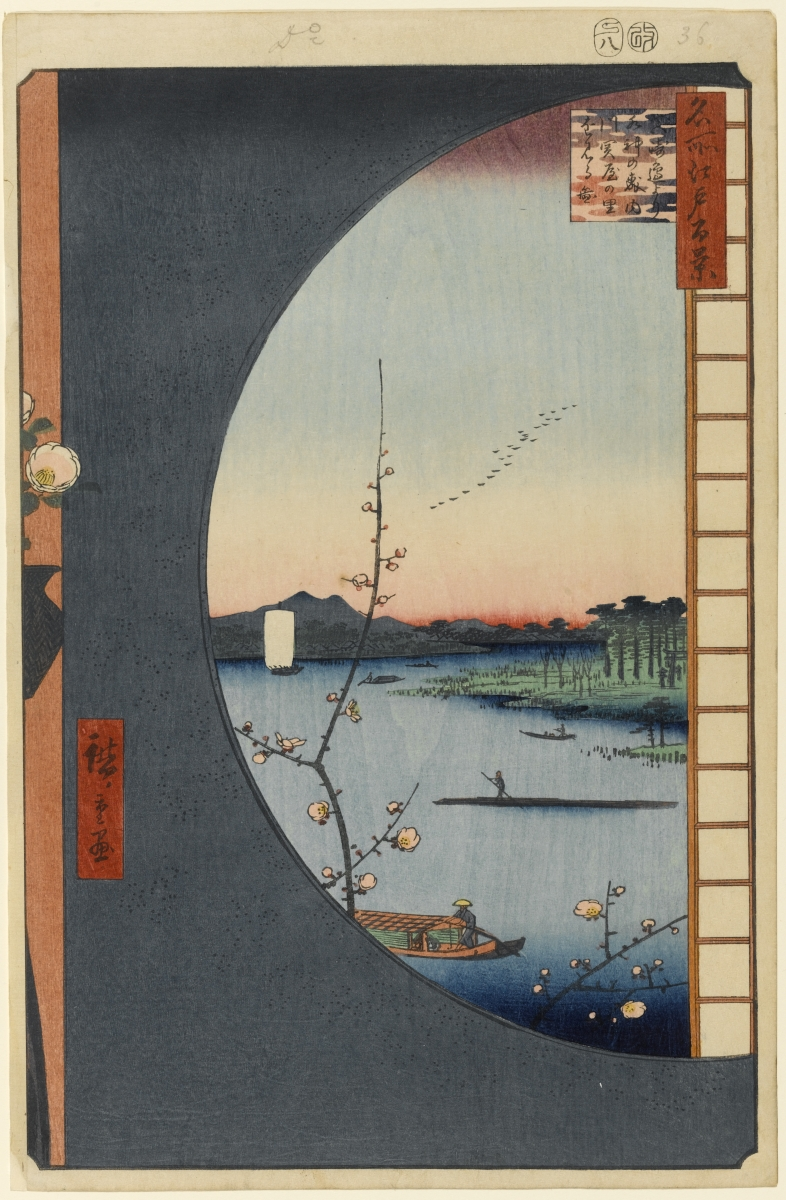
36. 真崎邊より水神の森内川関屋の里を見る圖
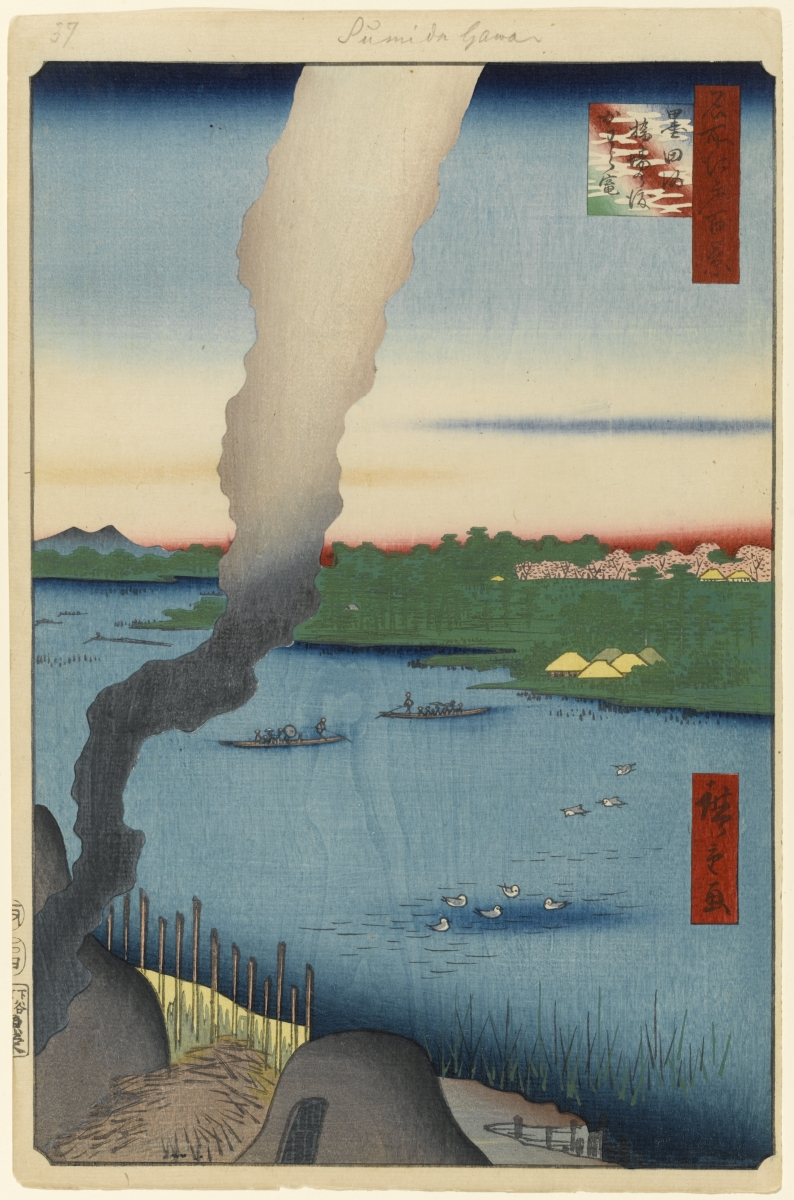
37. 墨田河橋場の渡かわら竈
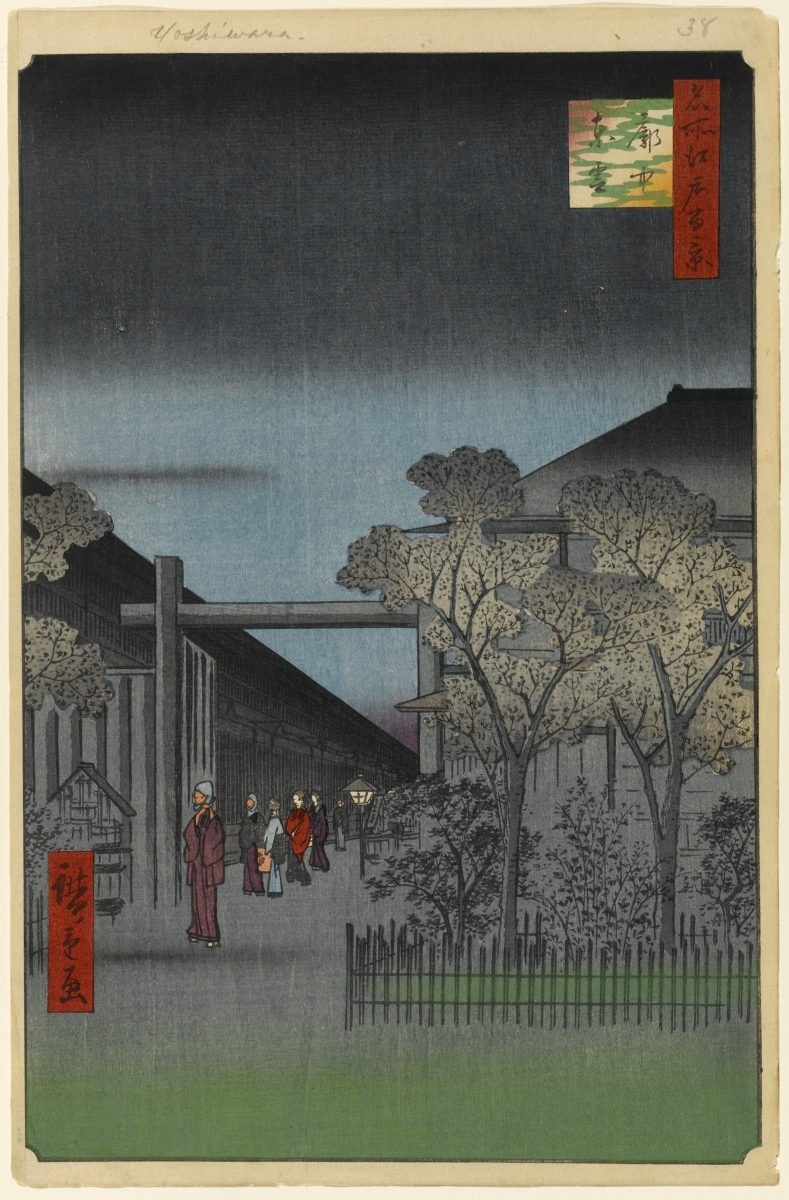
38. 廓中東雲
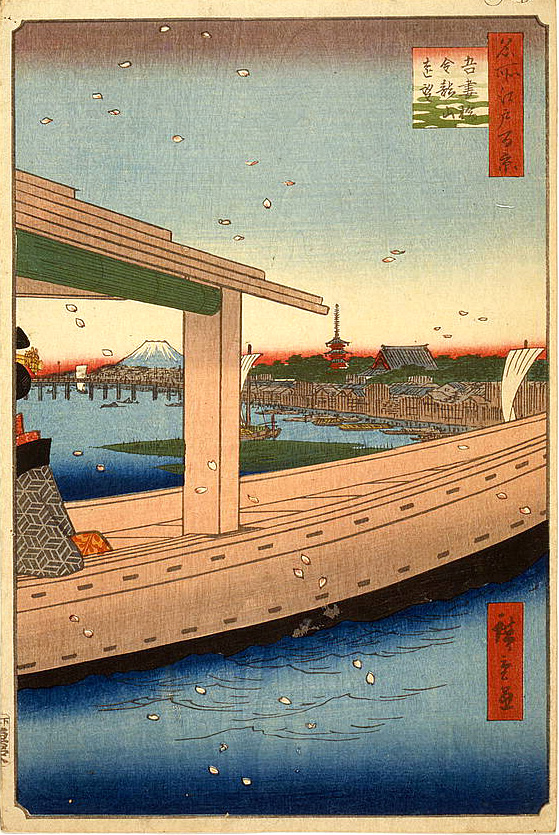
39. 吾妻橋金龍山遠望
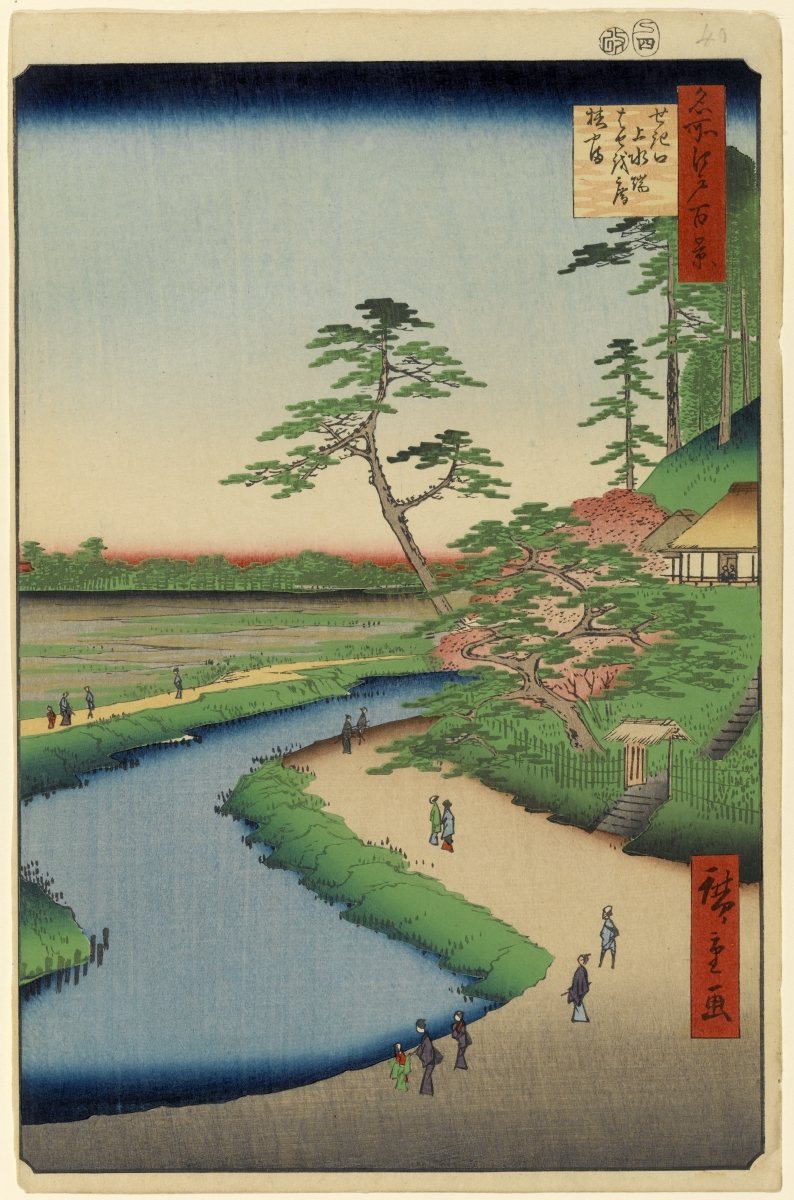
40. せき口上水端はせを庵椿やま
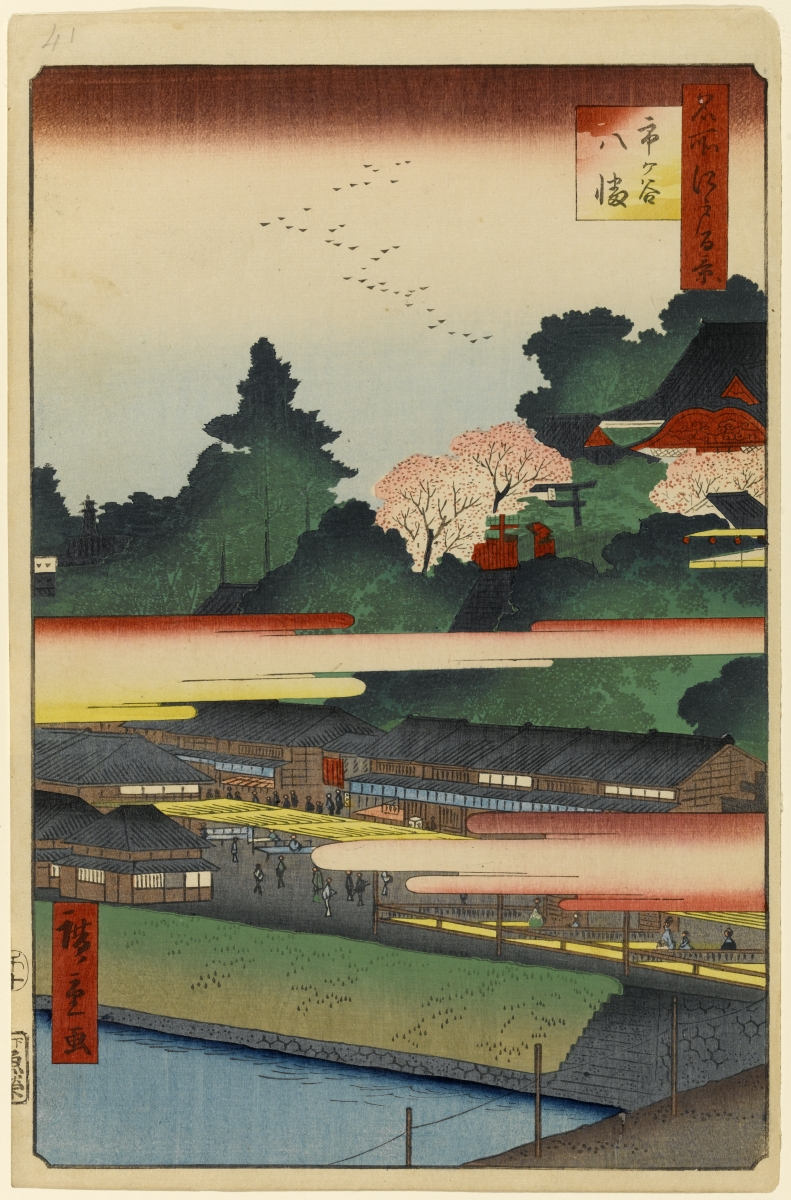
41. 市ヶ谷八幡
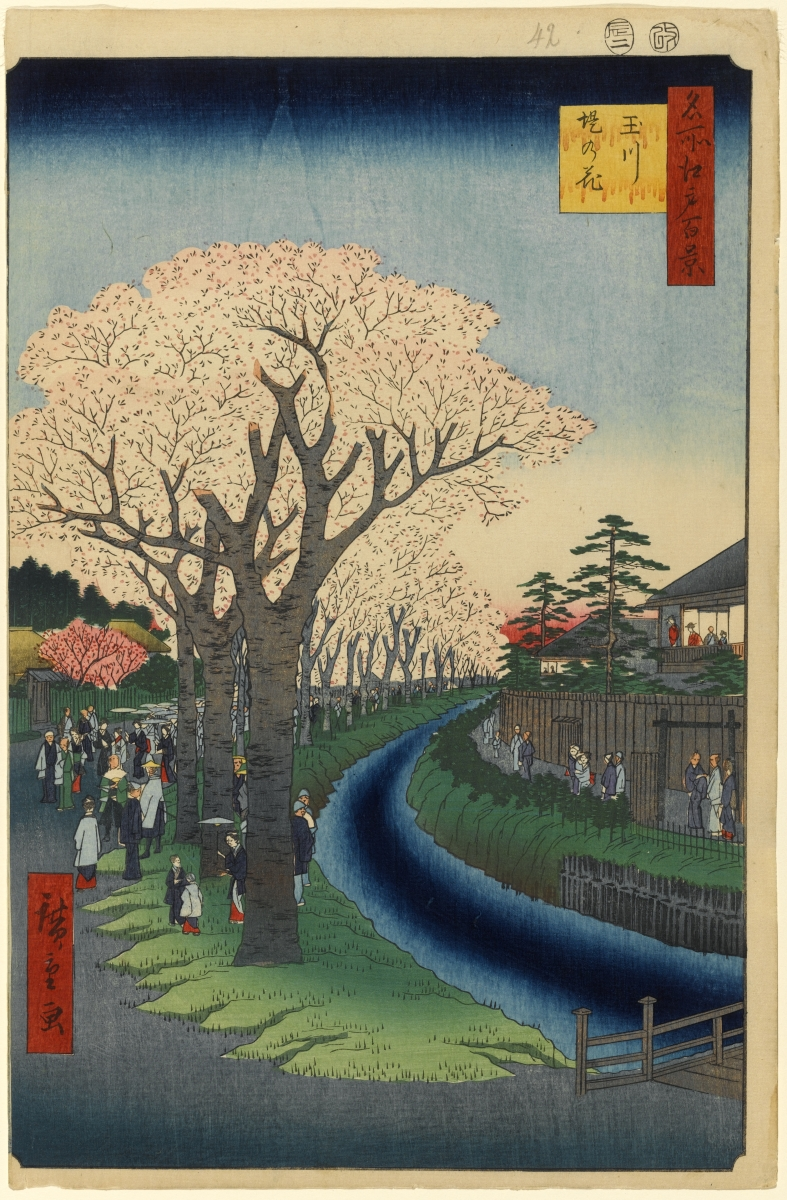
42. 玉川堤の花 （現在の新宿御苑新宿門[2]または正門[3]あたりの完成予想図と言われる）

### 夏の部

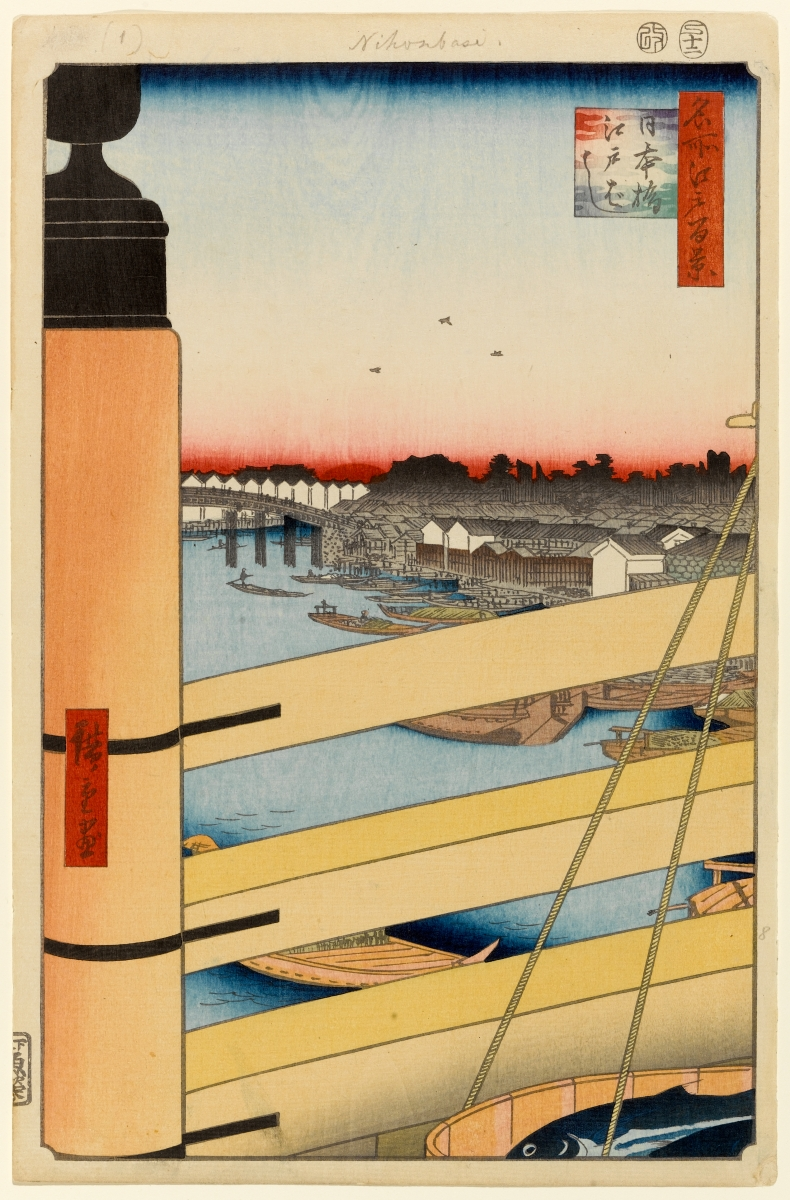
43. 日本橋江戸ばし
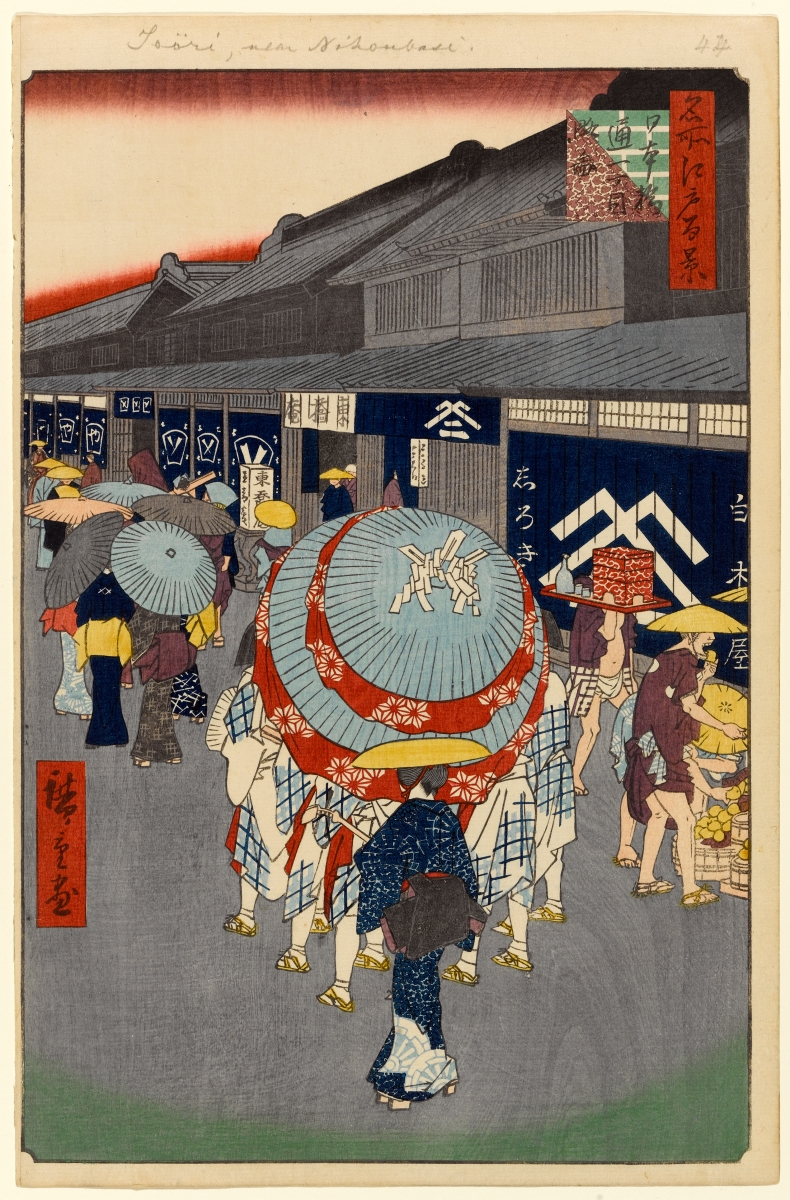
44. 日本橋通一丁目略圖 （右に描かれているのは白木屋。現在この地にはコレド日本橋がある）
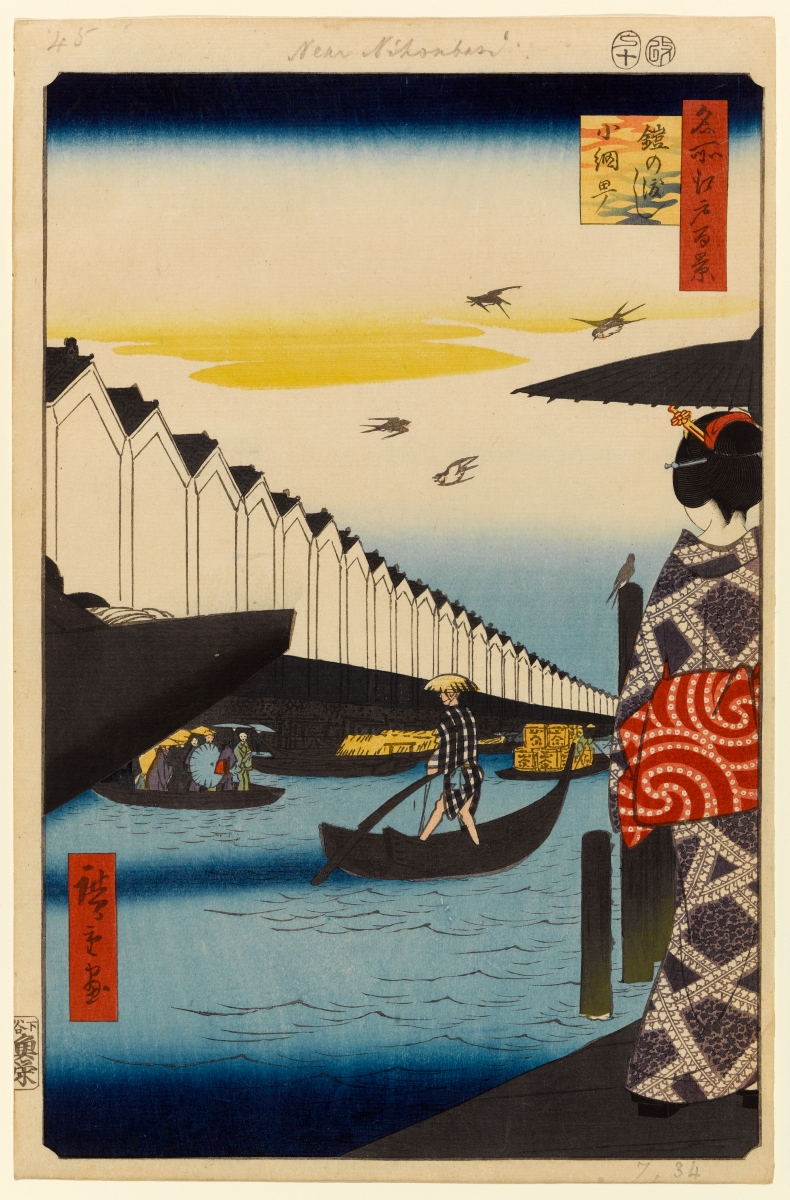
45. 鎧の渡し 小網町
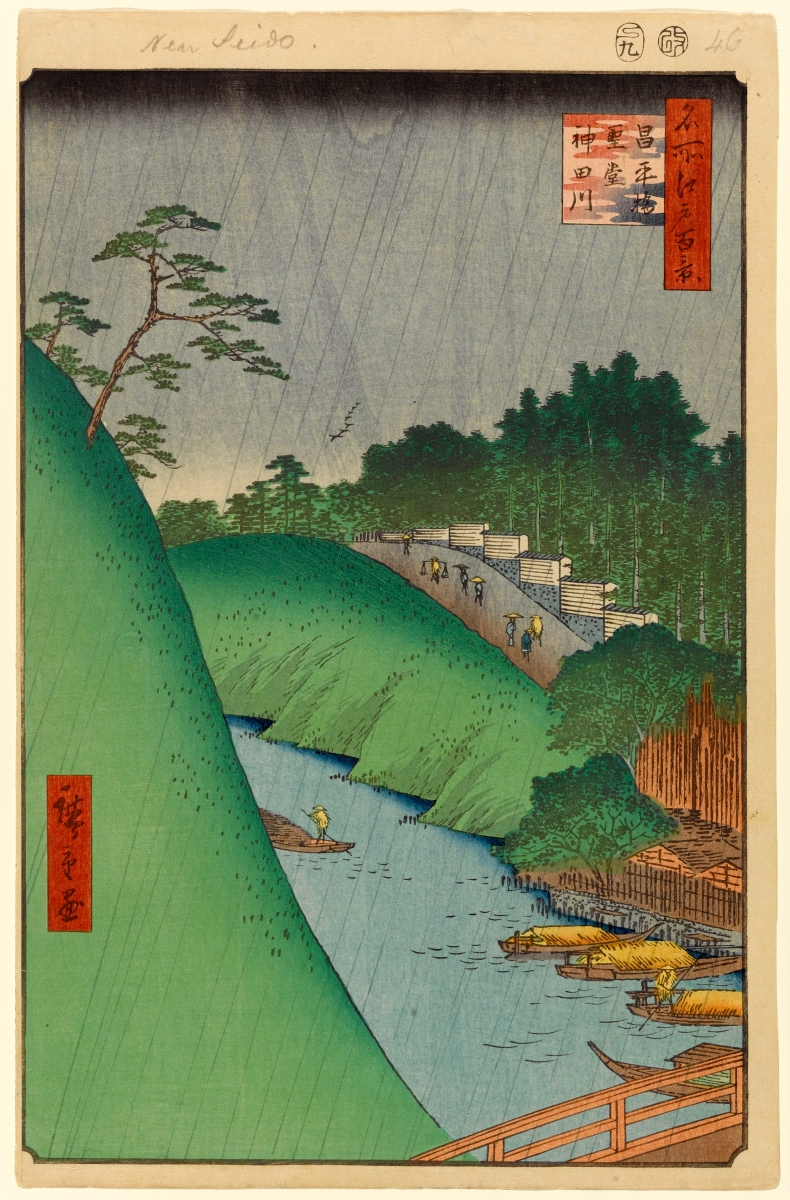
46. 昌平橋聖堂神田川
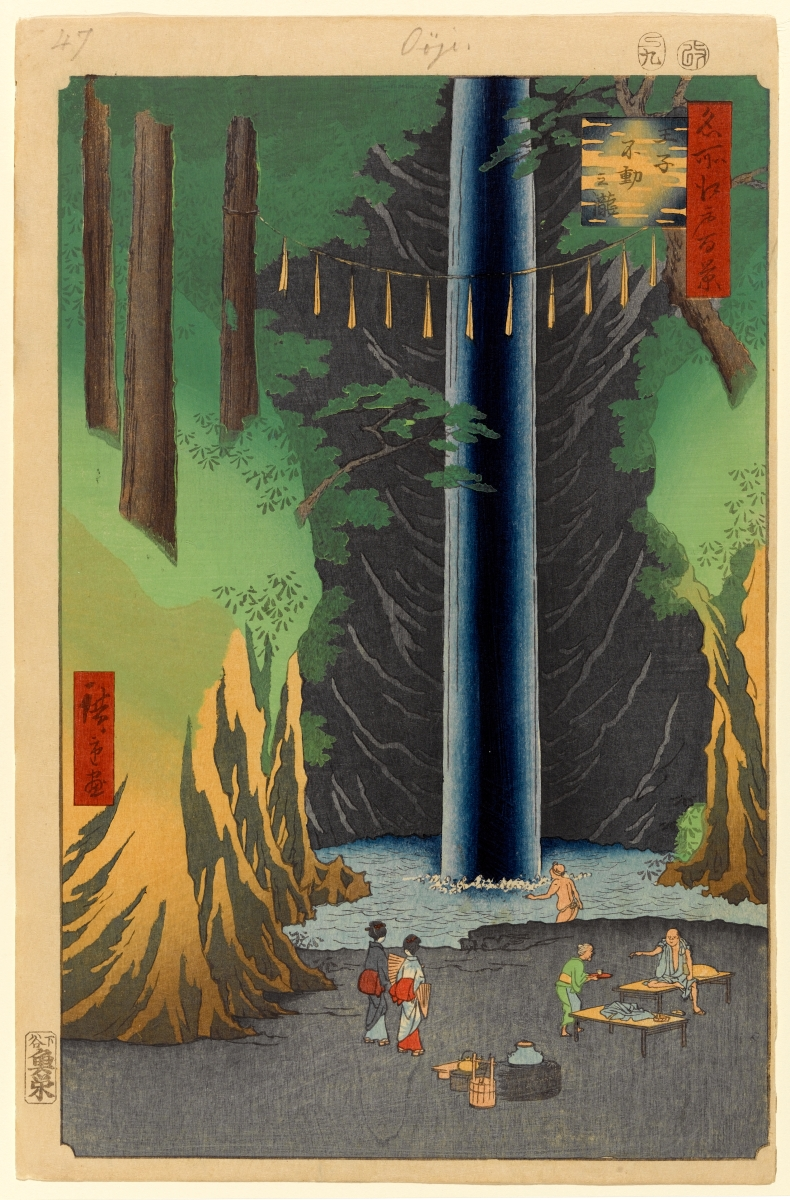
47. 王子不動之瀧
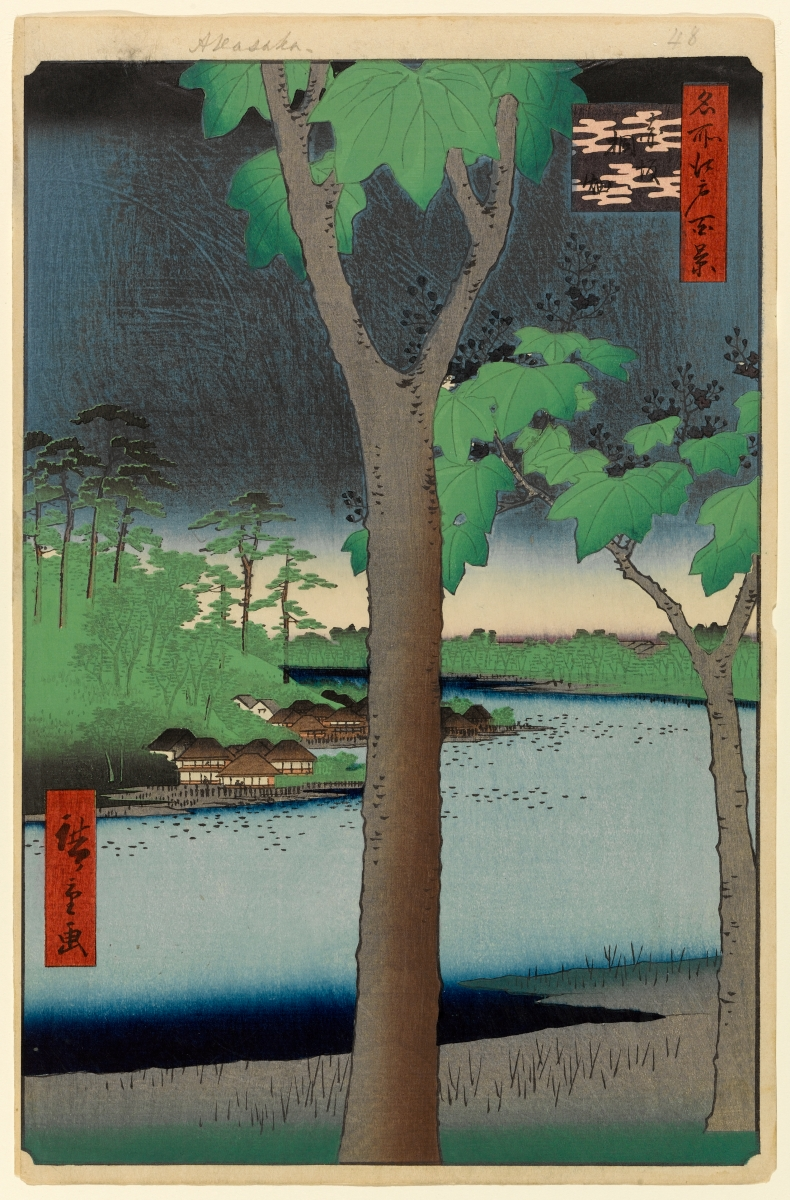
48. 赤坂桐畑
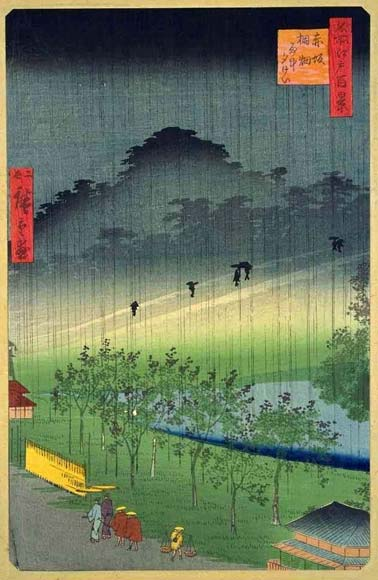
49. 赤坂桐畑雨中夕けい （二代目広重作）
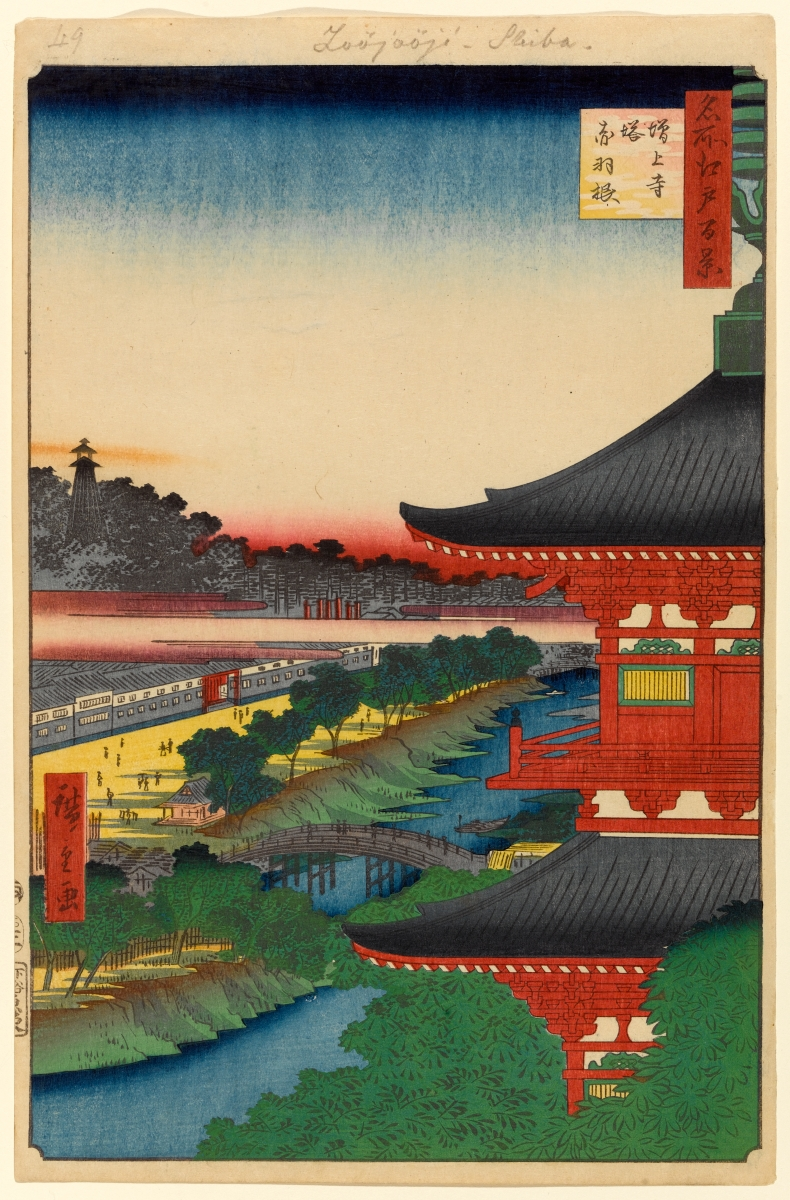
50. 増上寺塔赤羽根
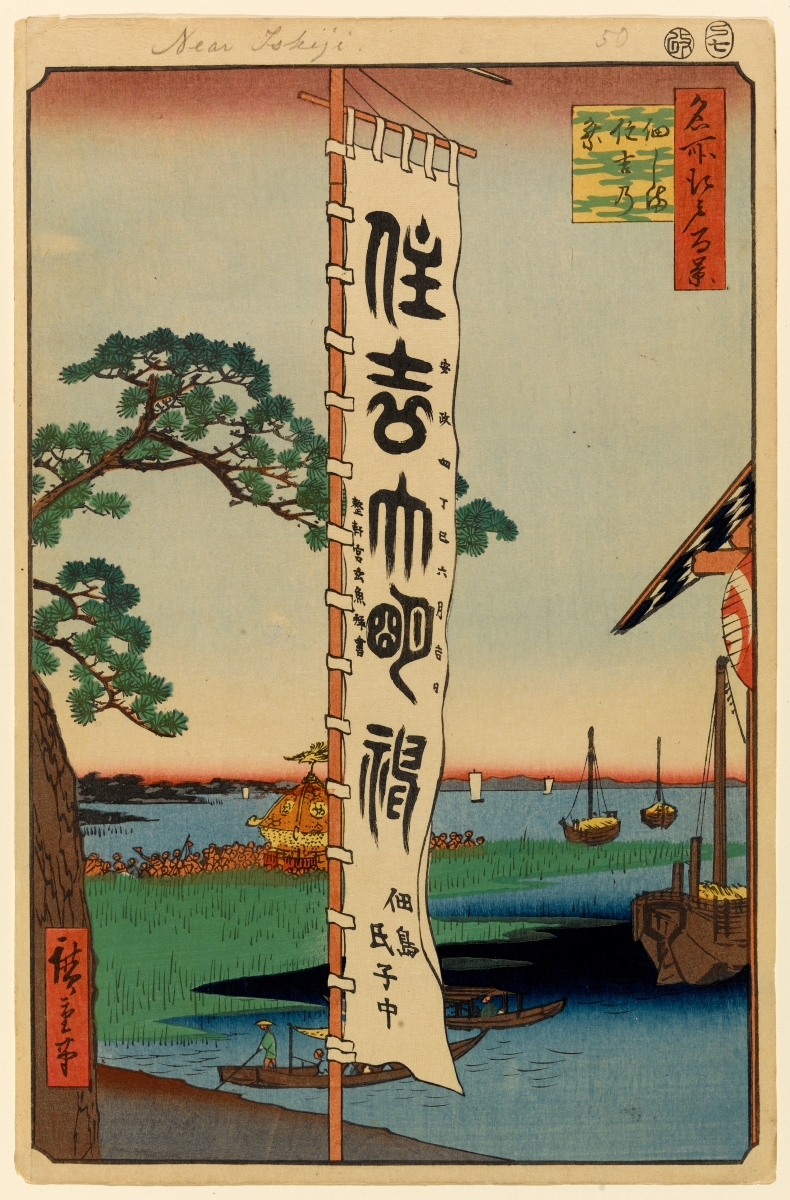
51. 佃しま 住吉乃祭
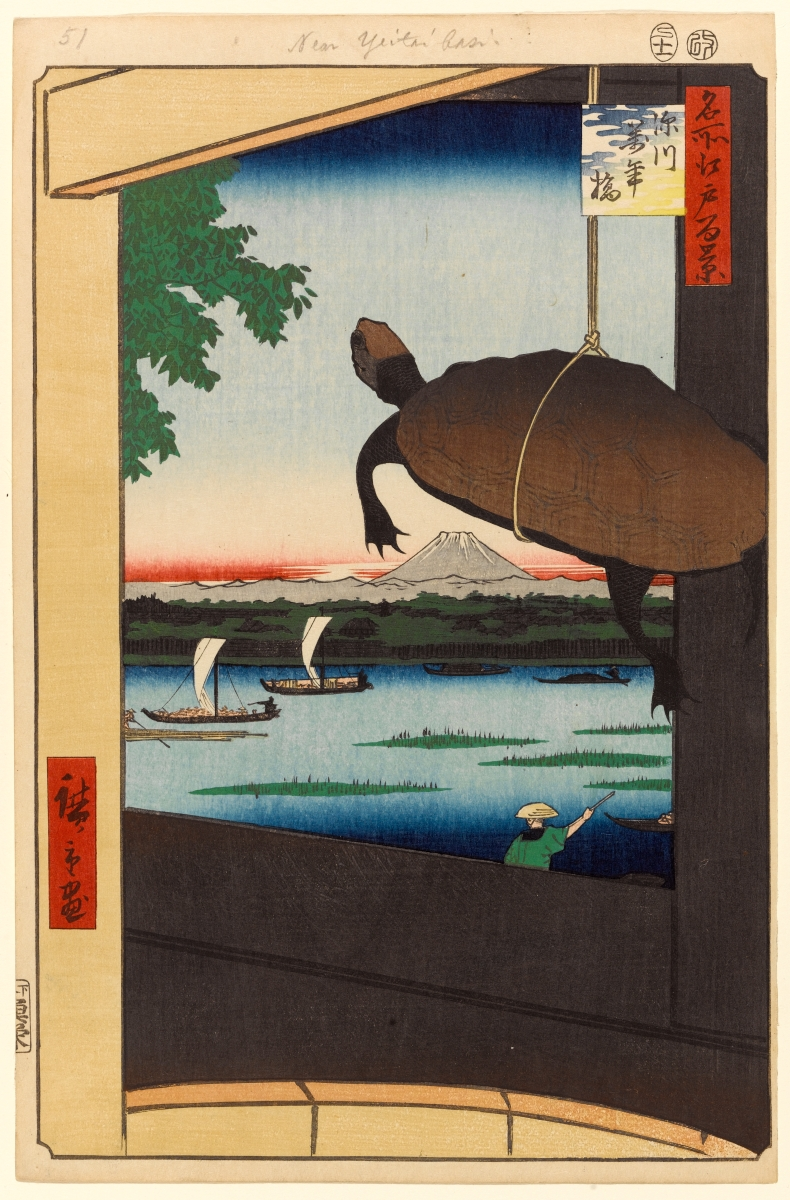
52. 深川萬年橋 （小名木川河口）
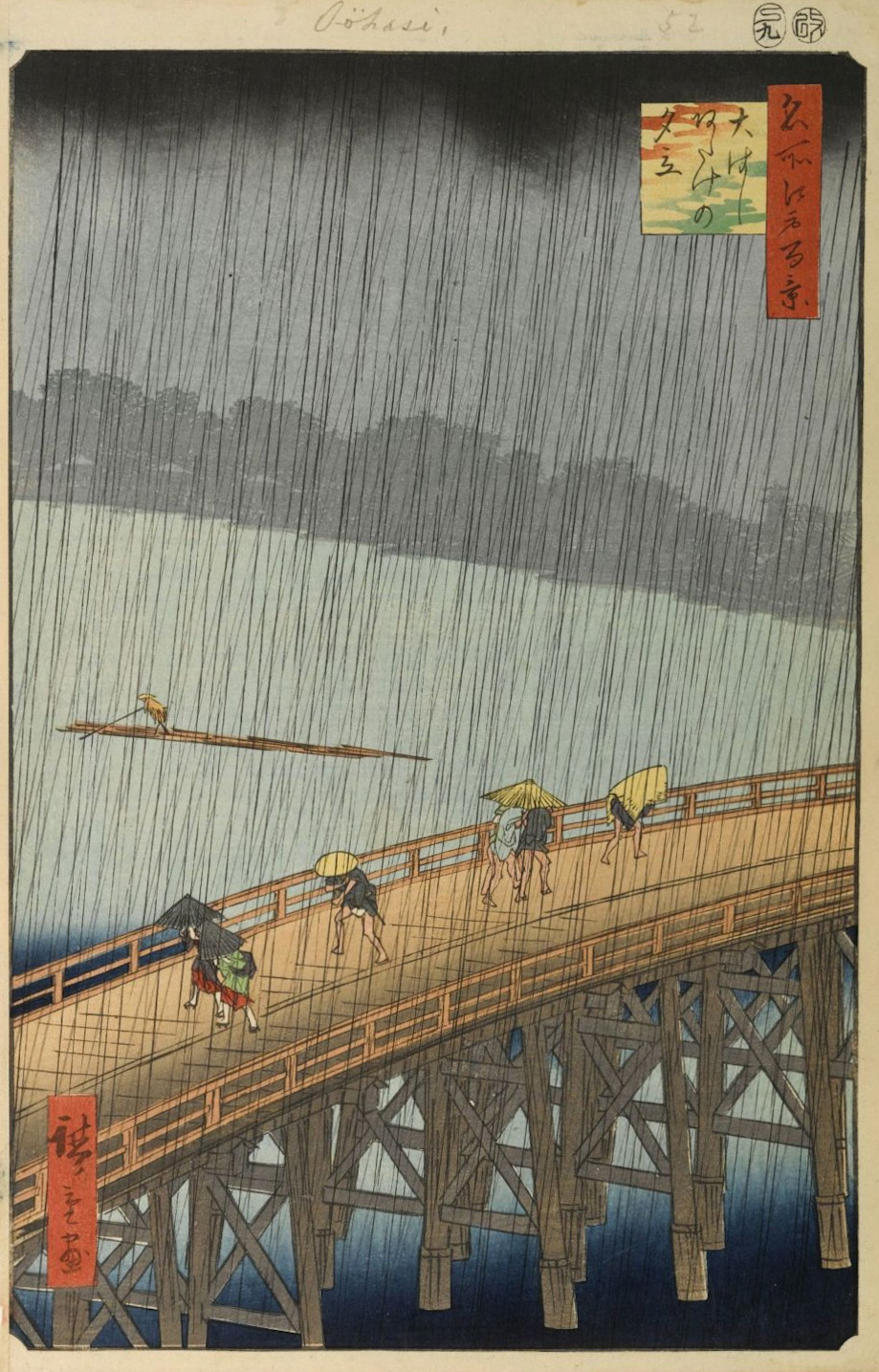
53. 大はしあたけの夕立
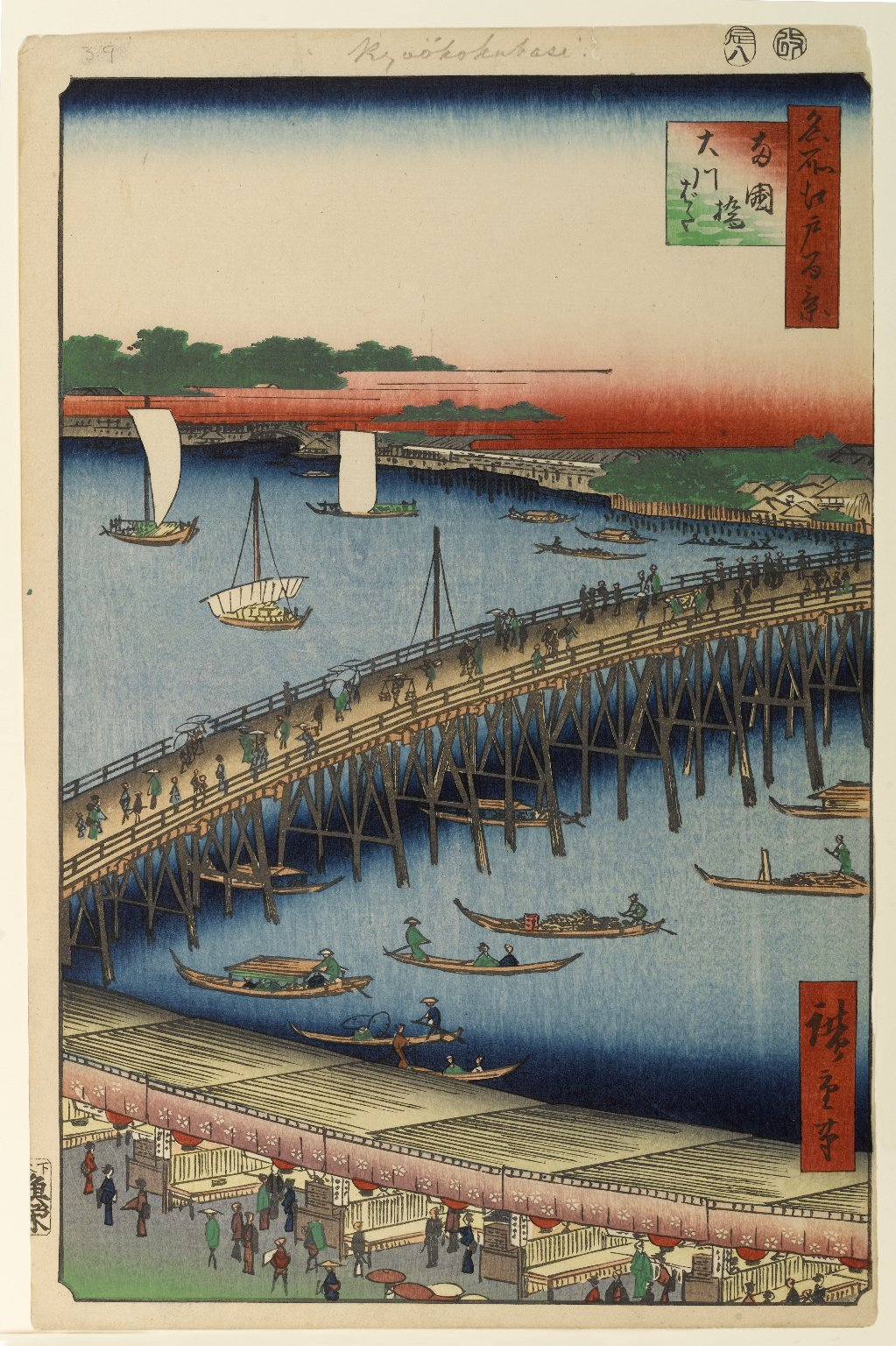
54. 両国橋大川ばた
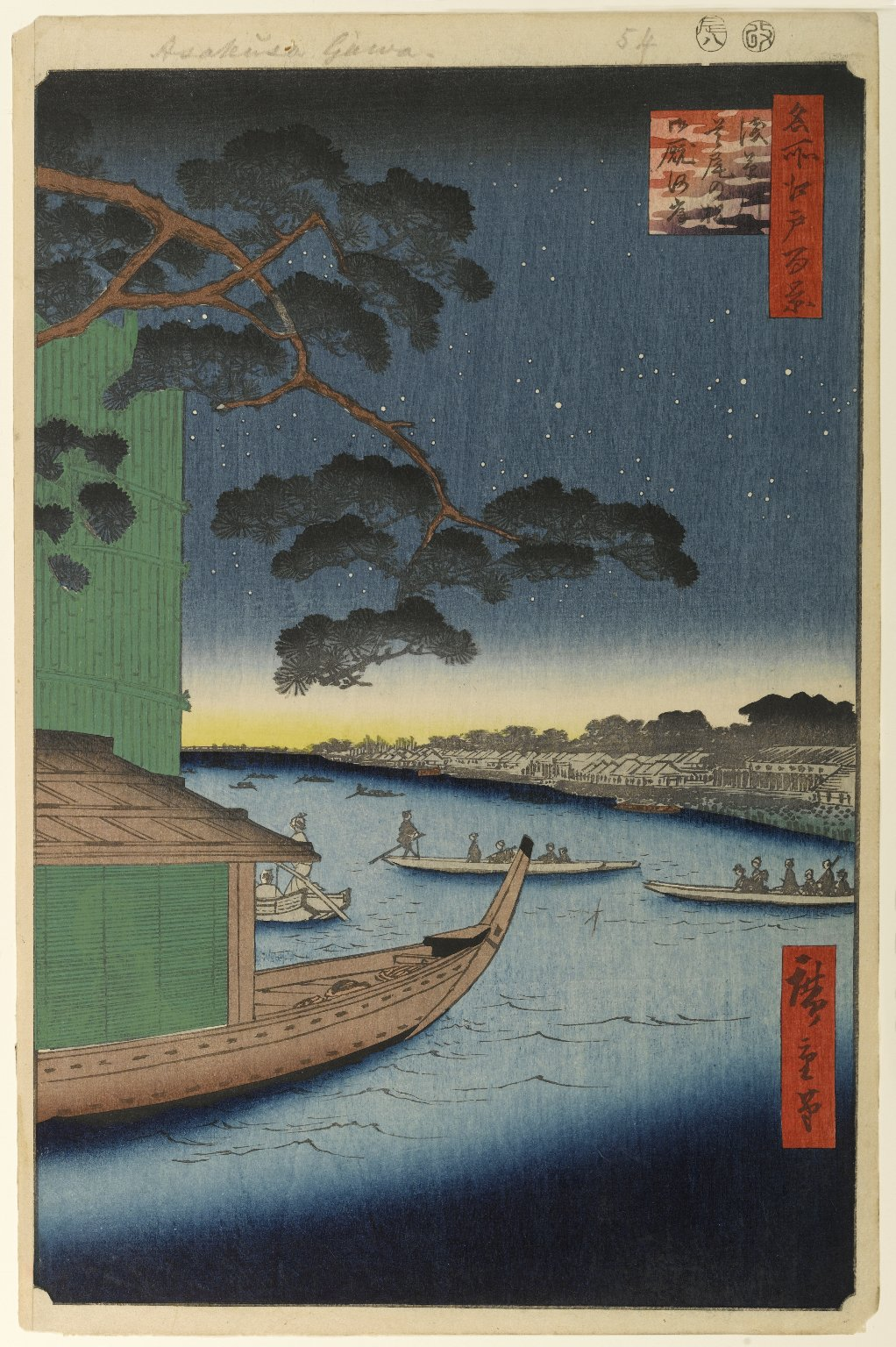
55. 浅草川首尾の松御厩河岸
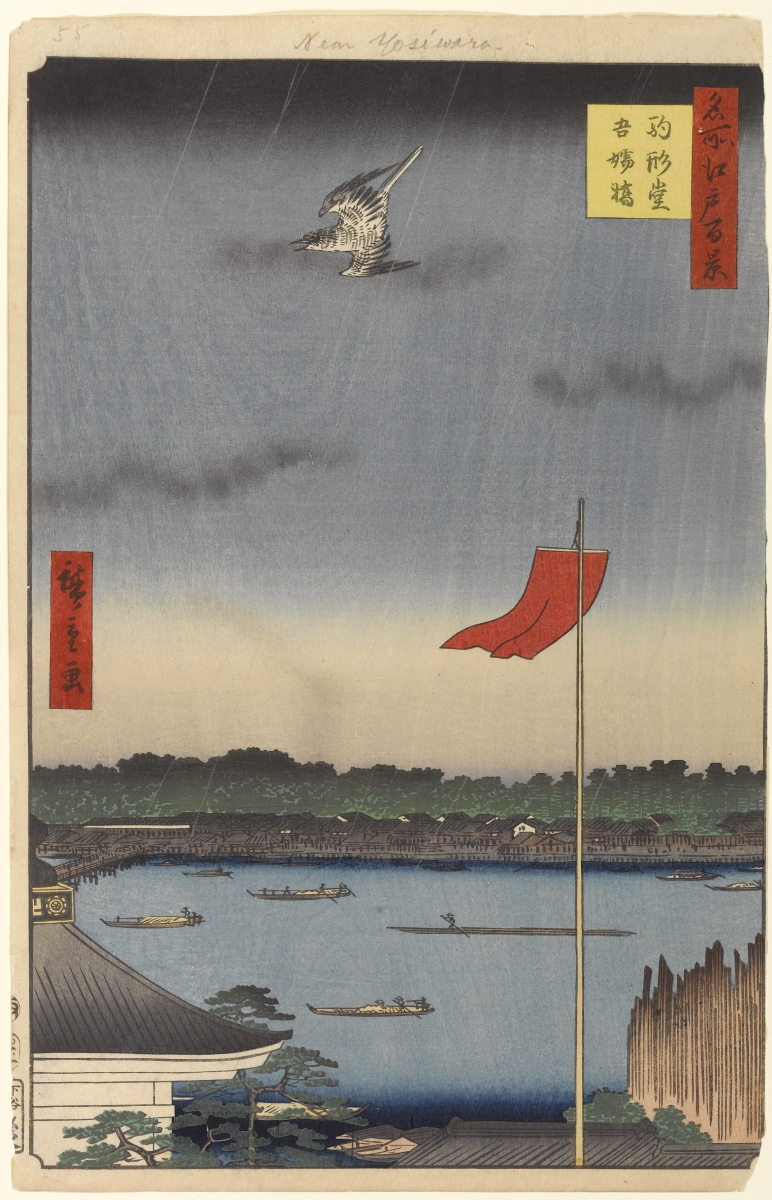
56. 駒形堂吾嬬橋
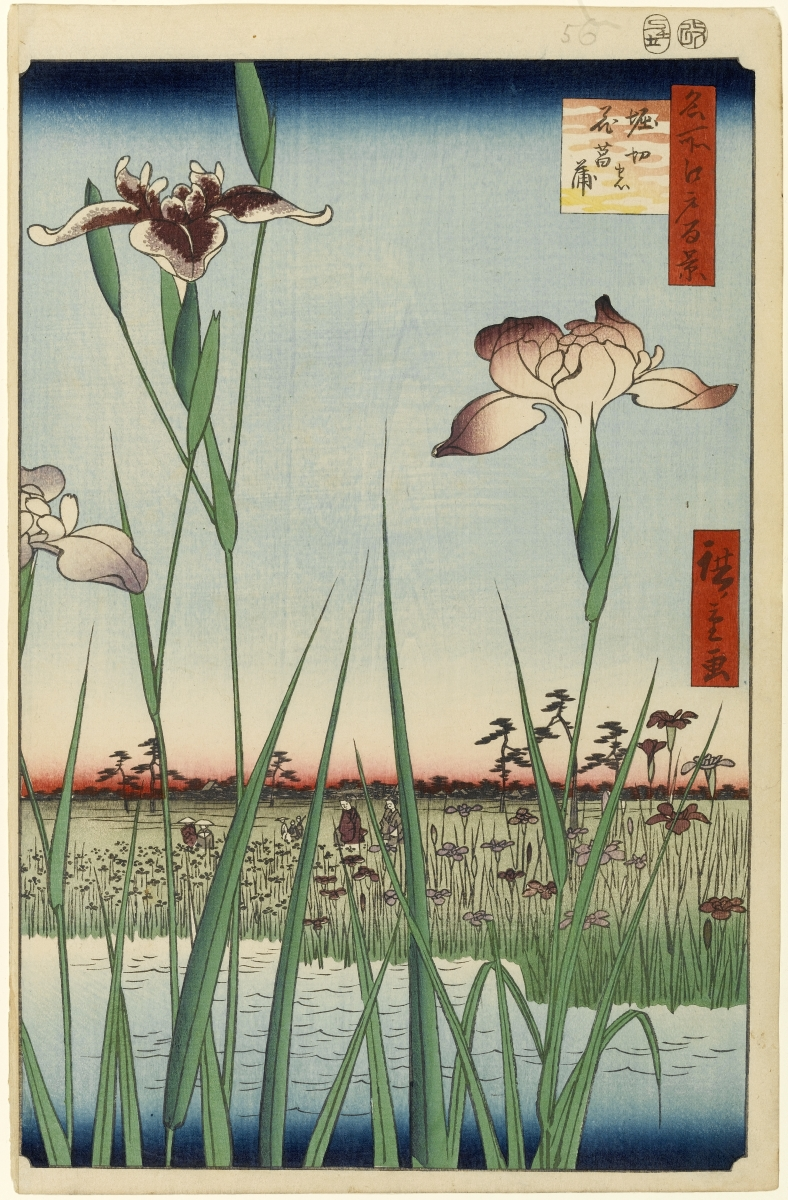
57. 堀切の花菖蒲
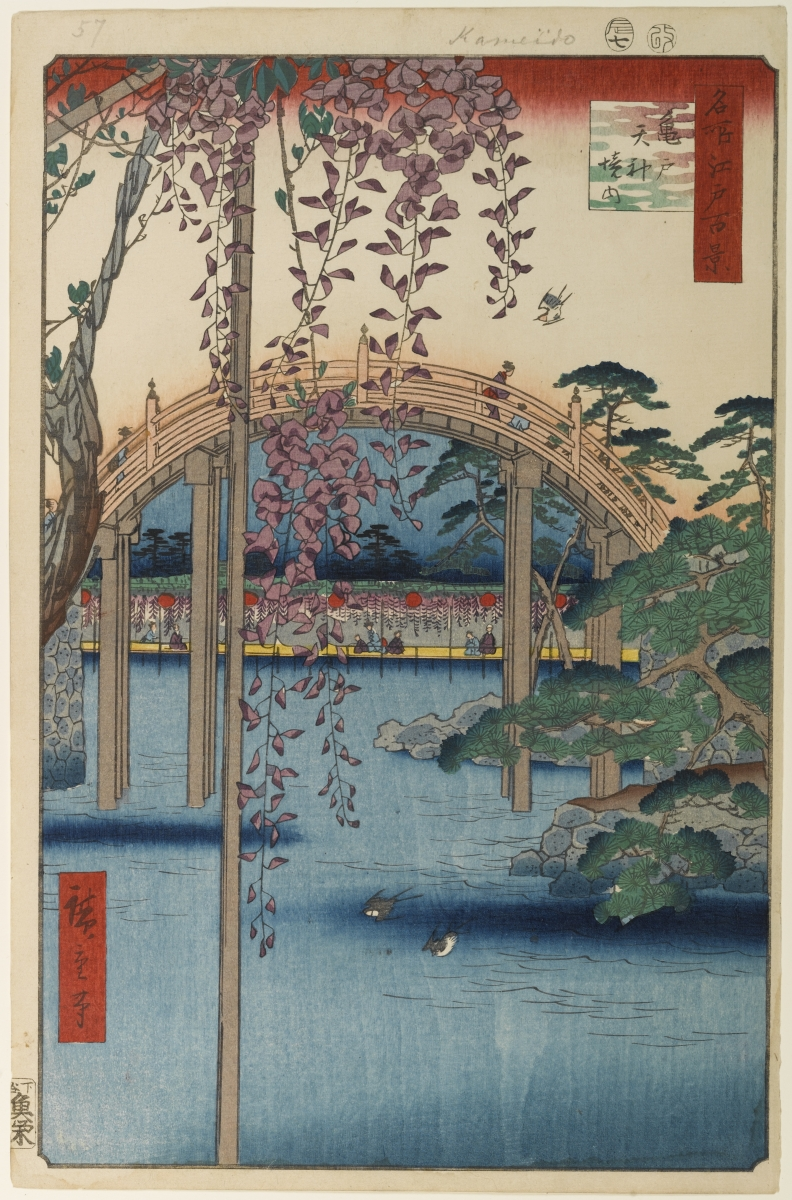
58. 亀戸天神境内
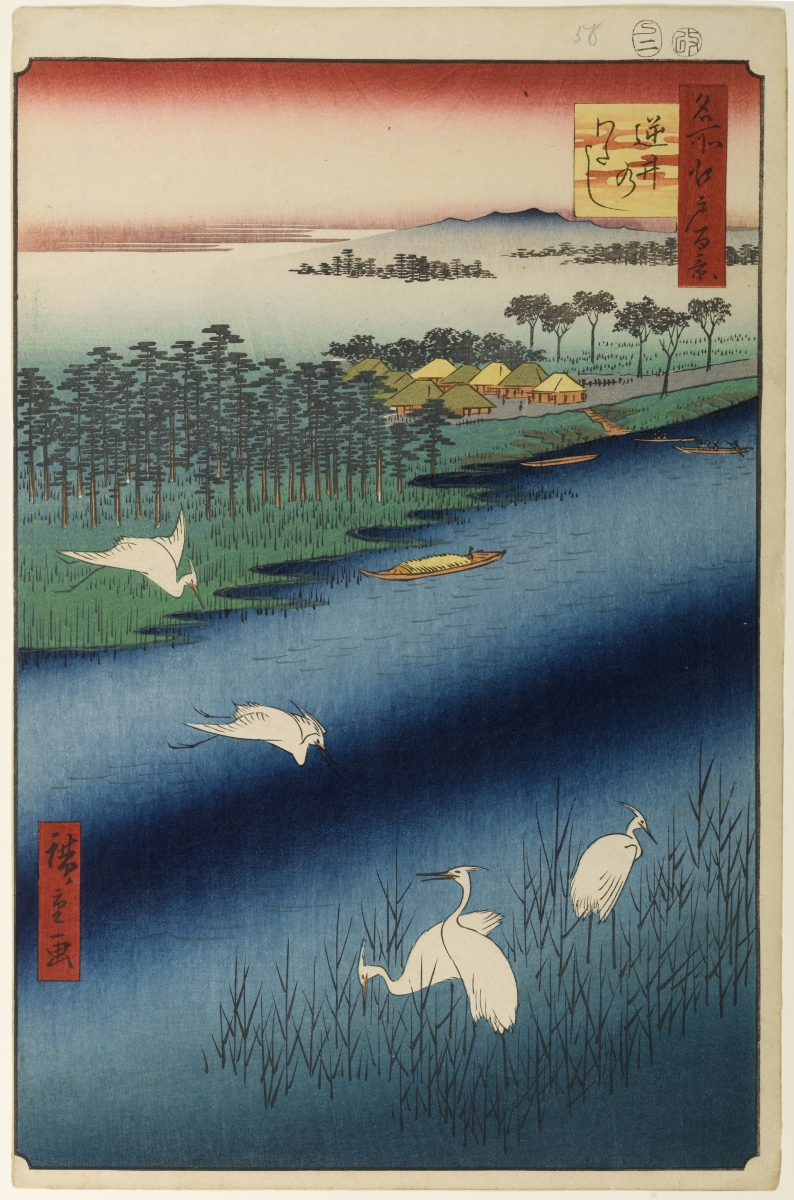
59. 逆井のわたし （現在の亀戸7丁目付近にあった、旧中川の渡し）
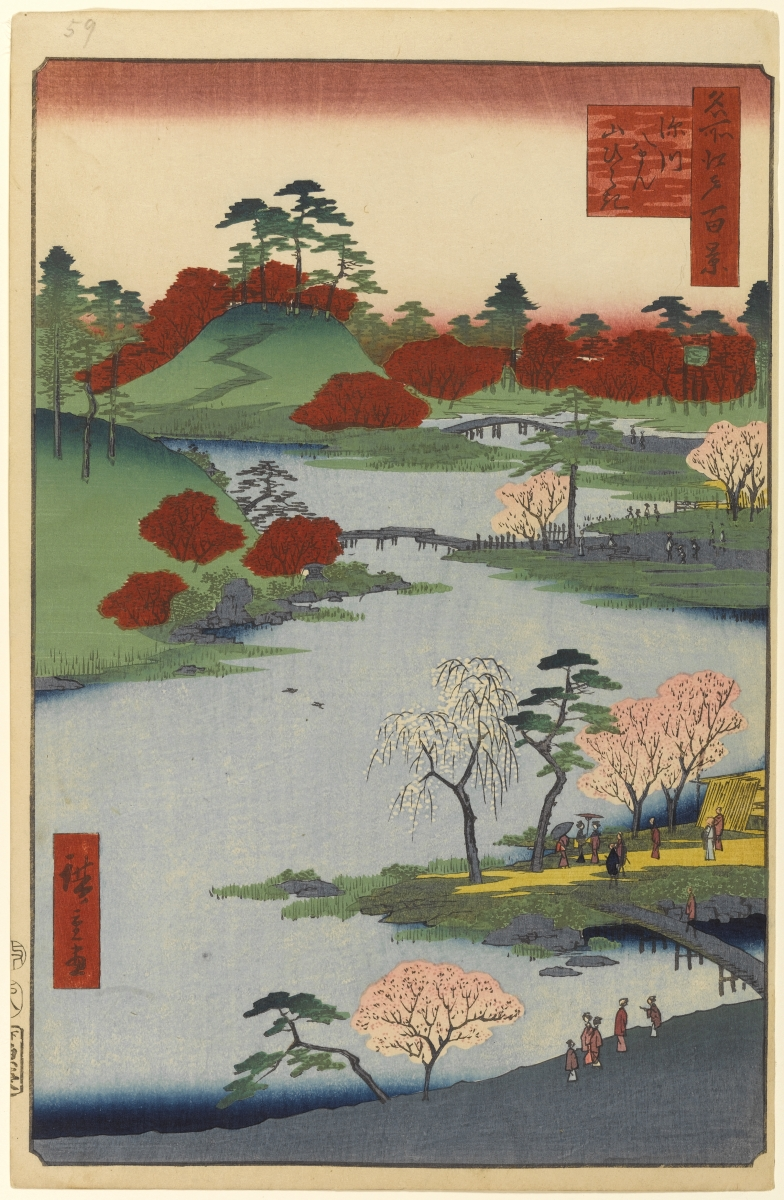
60. 深川八まん山ひらき
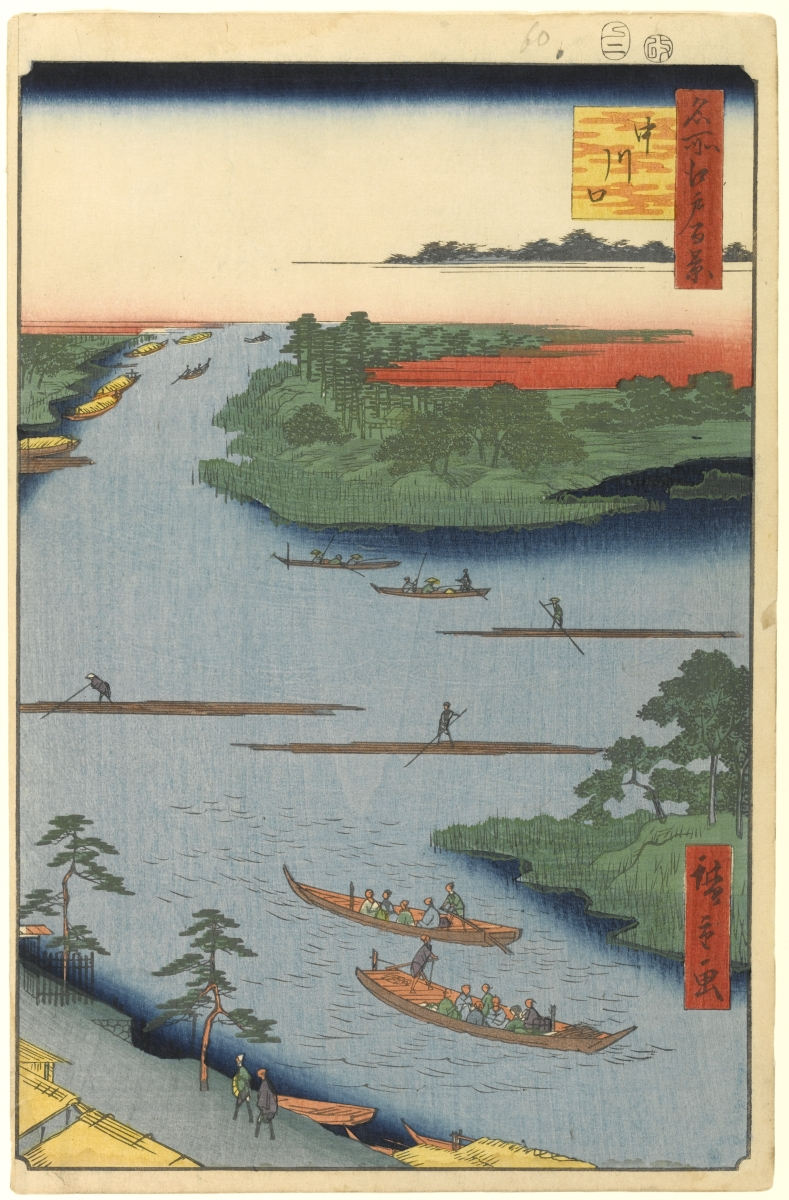
61. 中川口
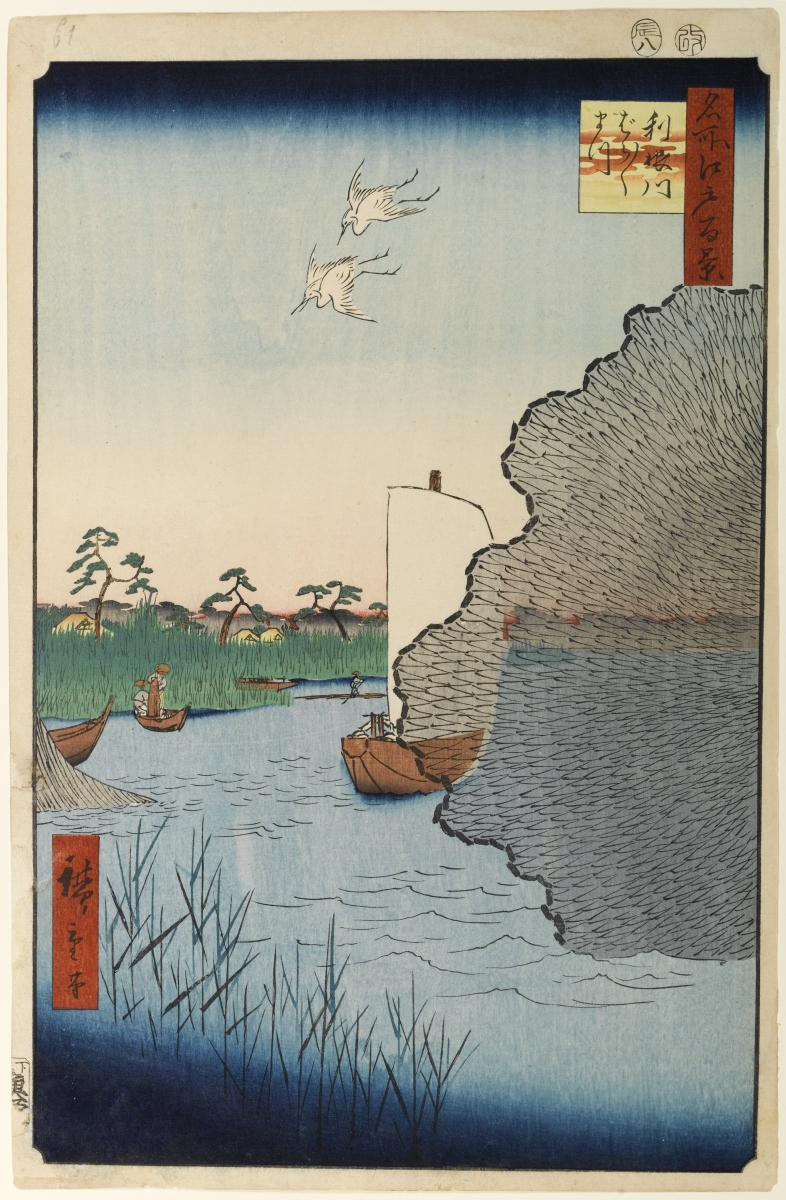
62. 利根川ばらばらまつ （現在の妙見島にあったとされる）
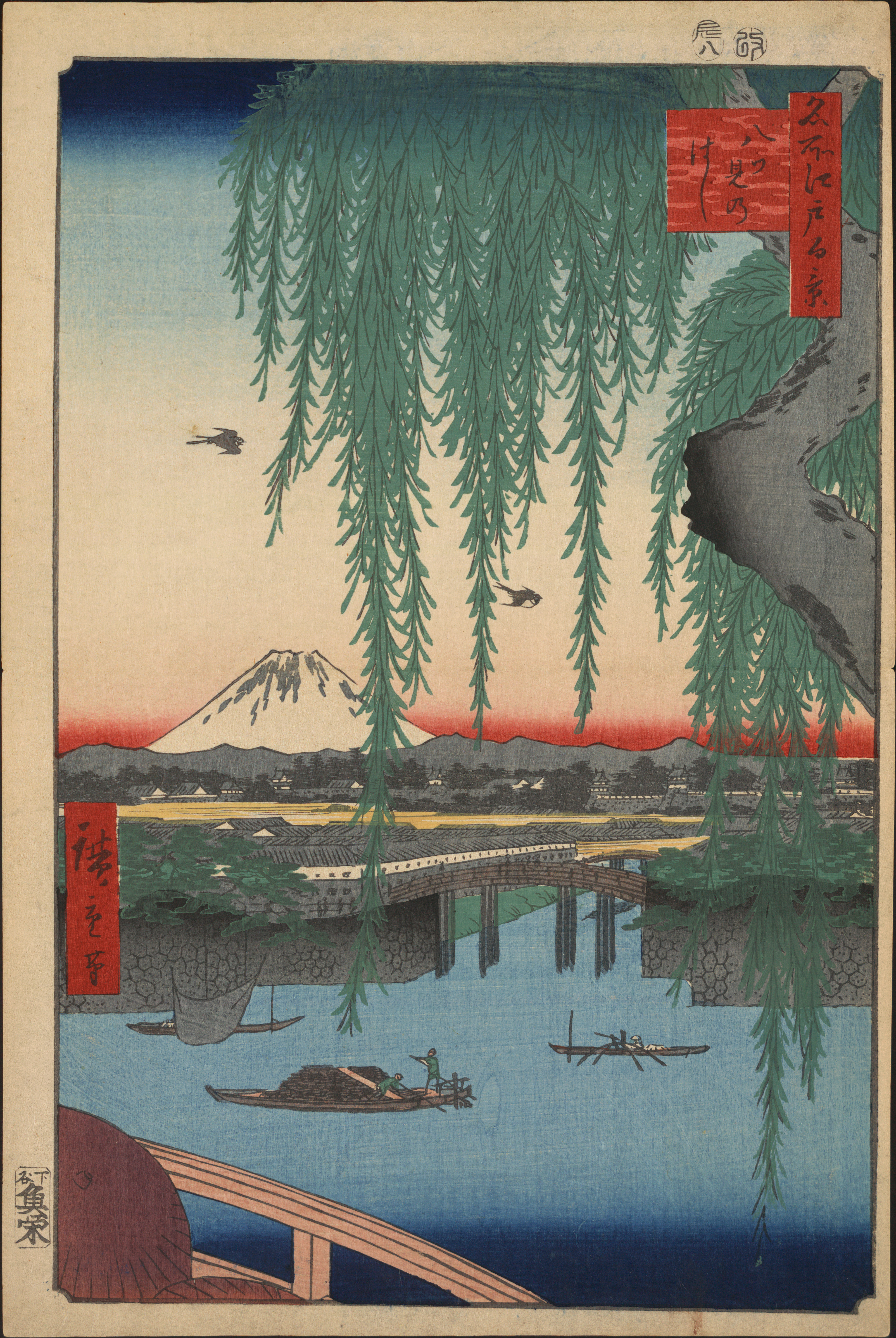
63. 八ツ見のはし （現在の呉服橋交差点付近）
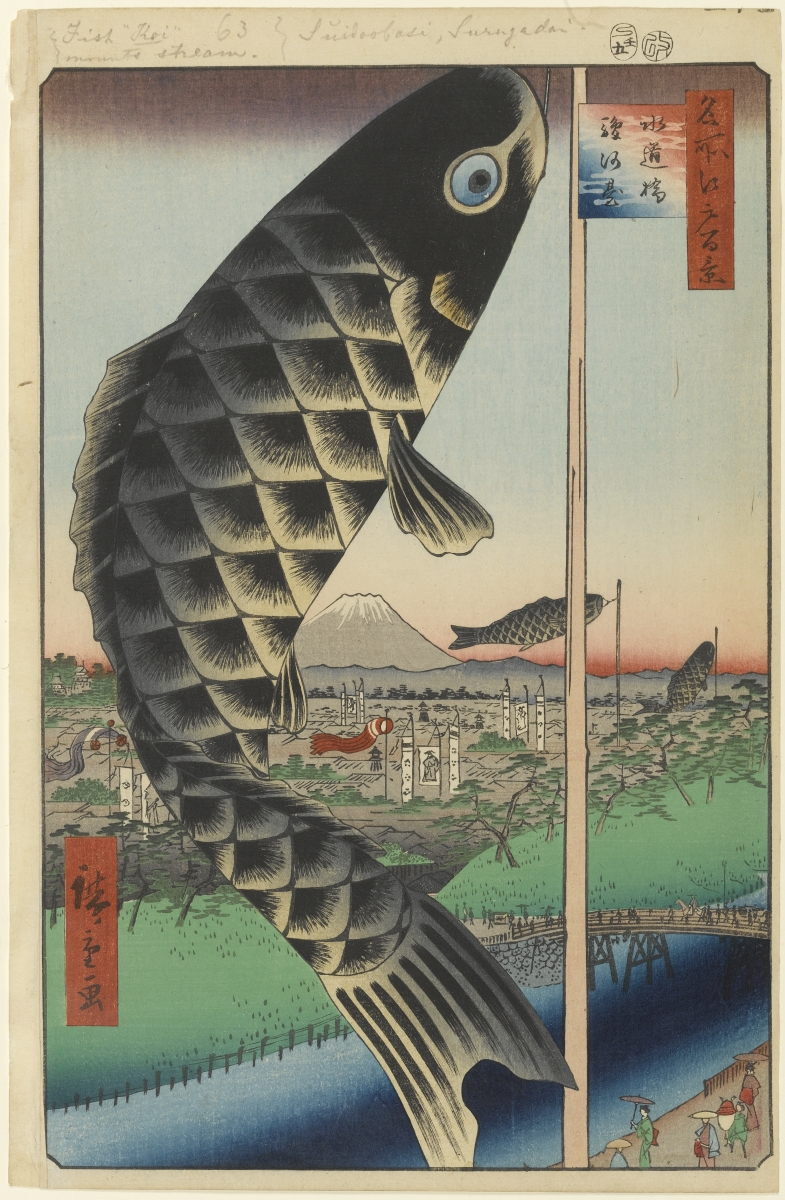
64. 水道橋駿河台
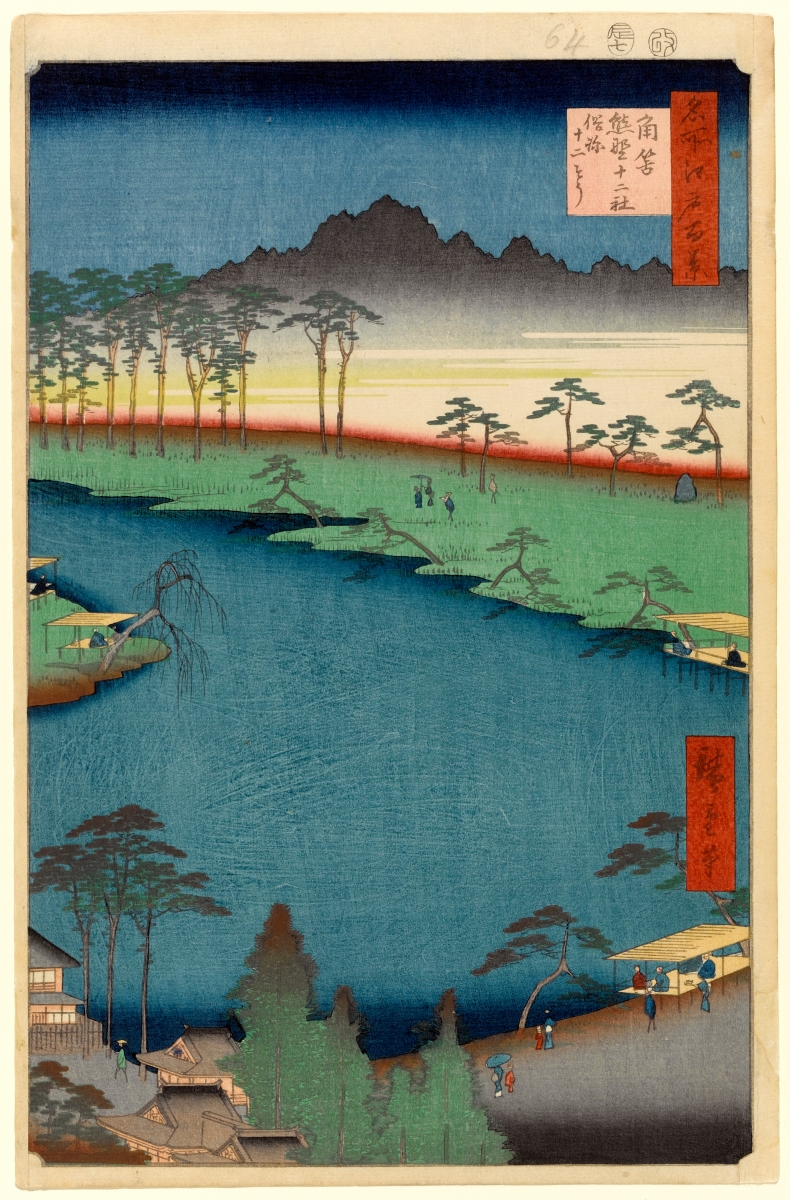
65. 角筈熊野十二社 俗称十二そう
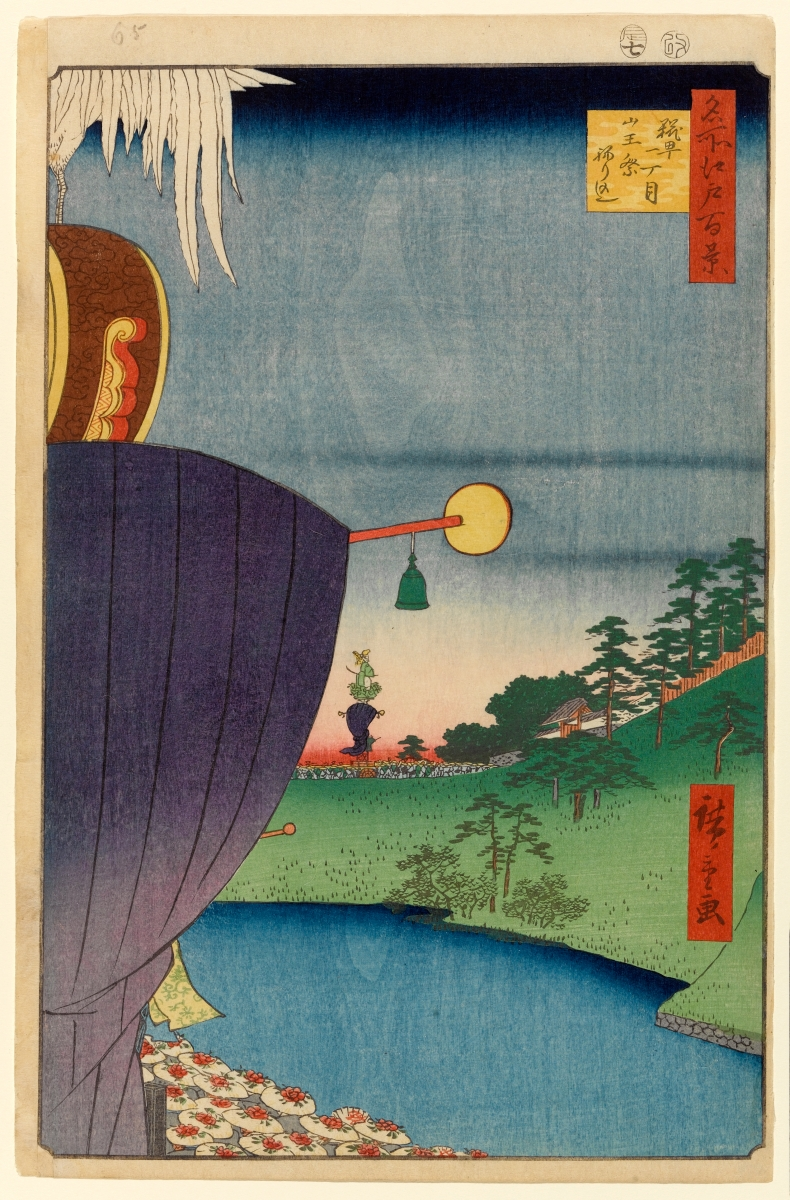
66. 糀町一丁目山王祭ねり込
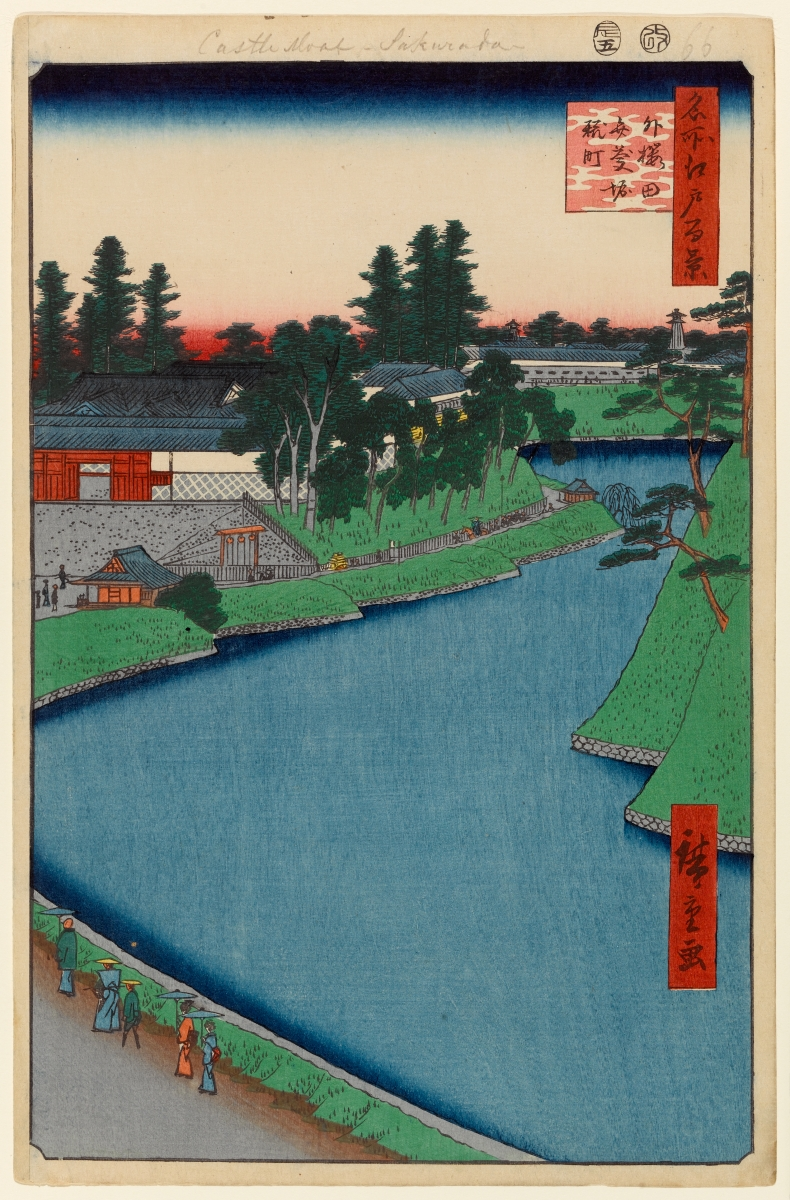
67. 外桜田弁慶堀糀町 （現在の桜田門駅付近から最高裁方面を望む。ここでいう弁慶堀は、現在の桜田濠のこと）
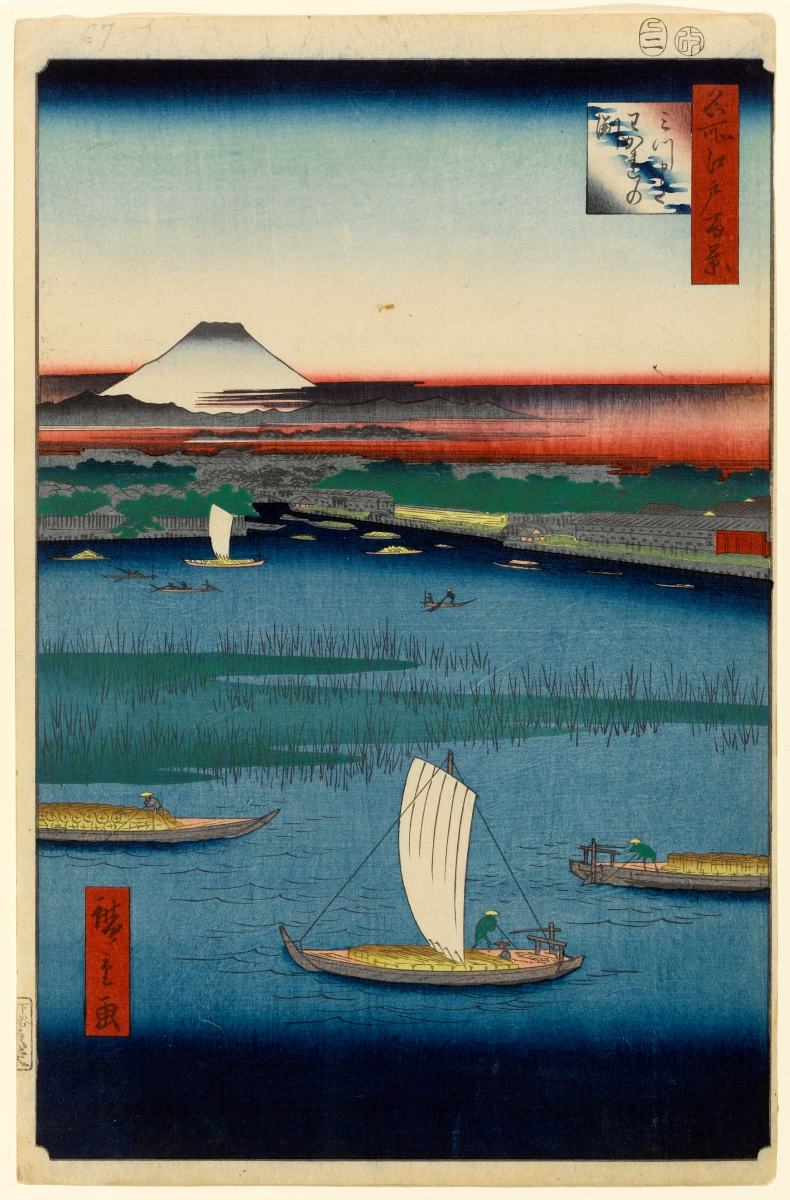
68. みつまたわかれの渕 （現在の中央区日本橋中洲付近の隅田川）
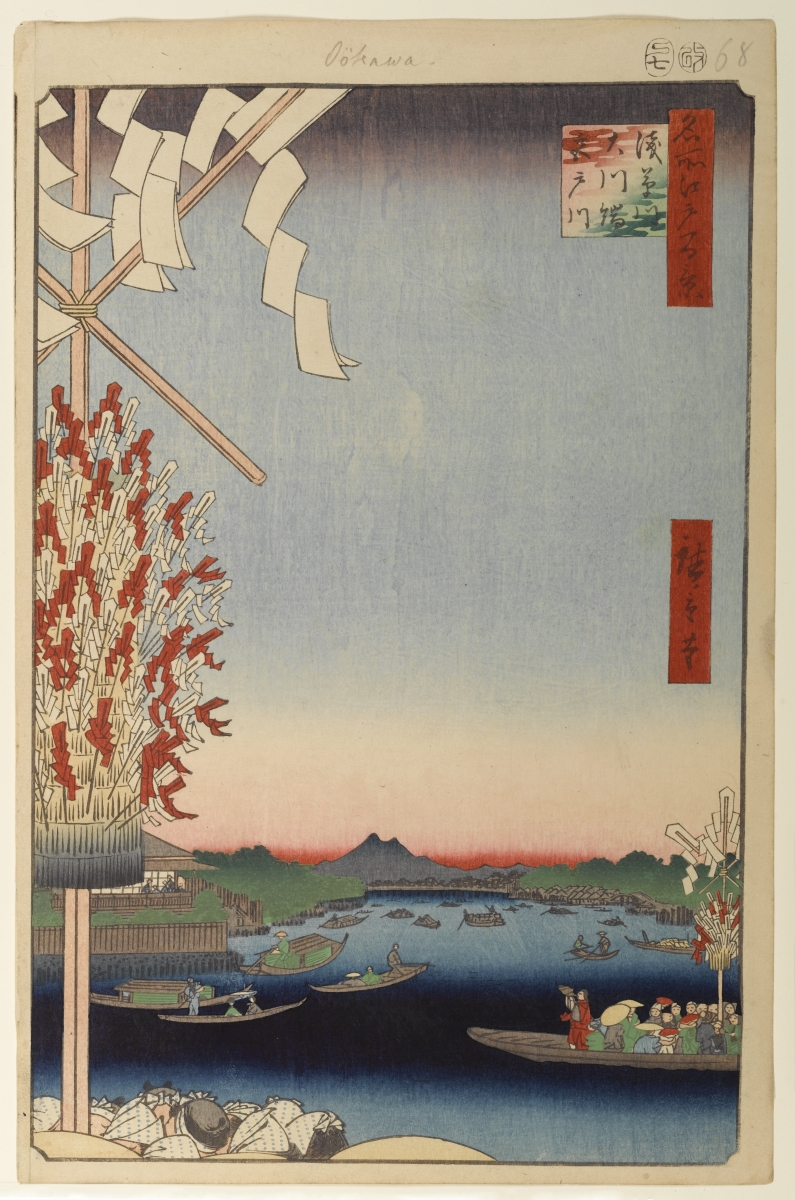
69. 浅草川大川端宮戸川
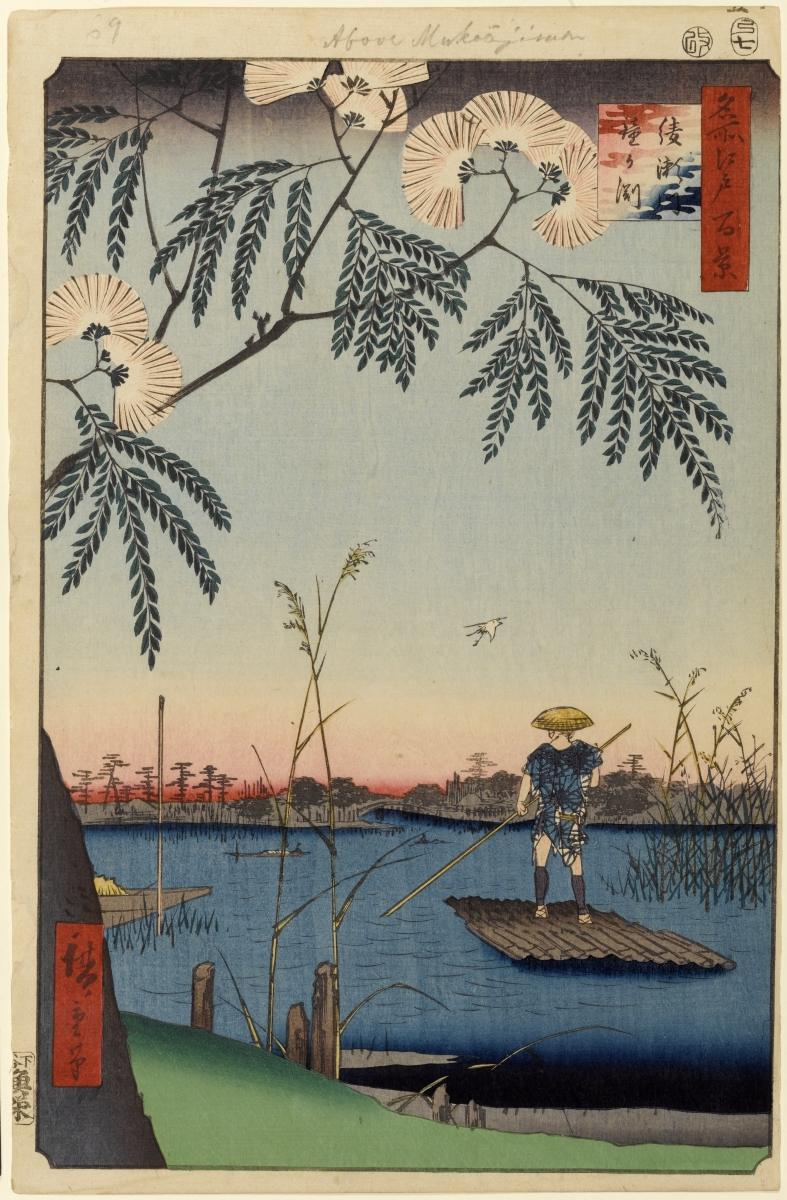
70. 綾瀬川鐘か渕
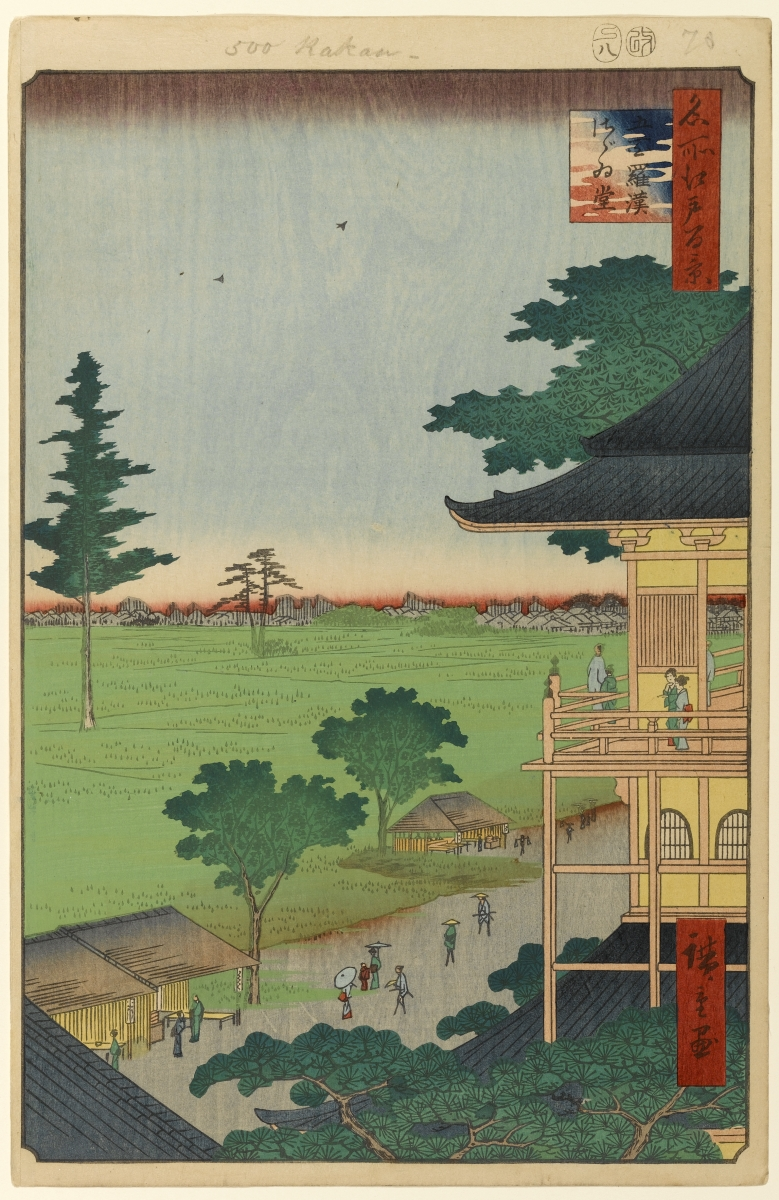
71. 五百羅漢さゞゐ堂 （現在の江東区大島3丁目にあった）
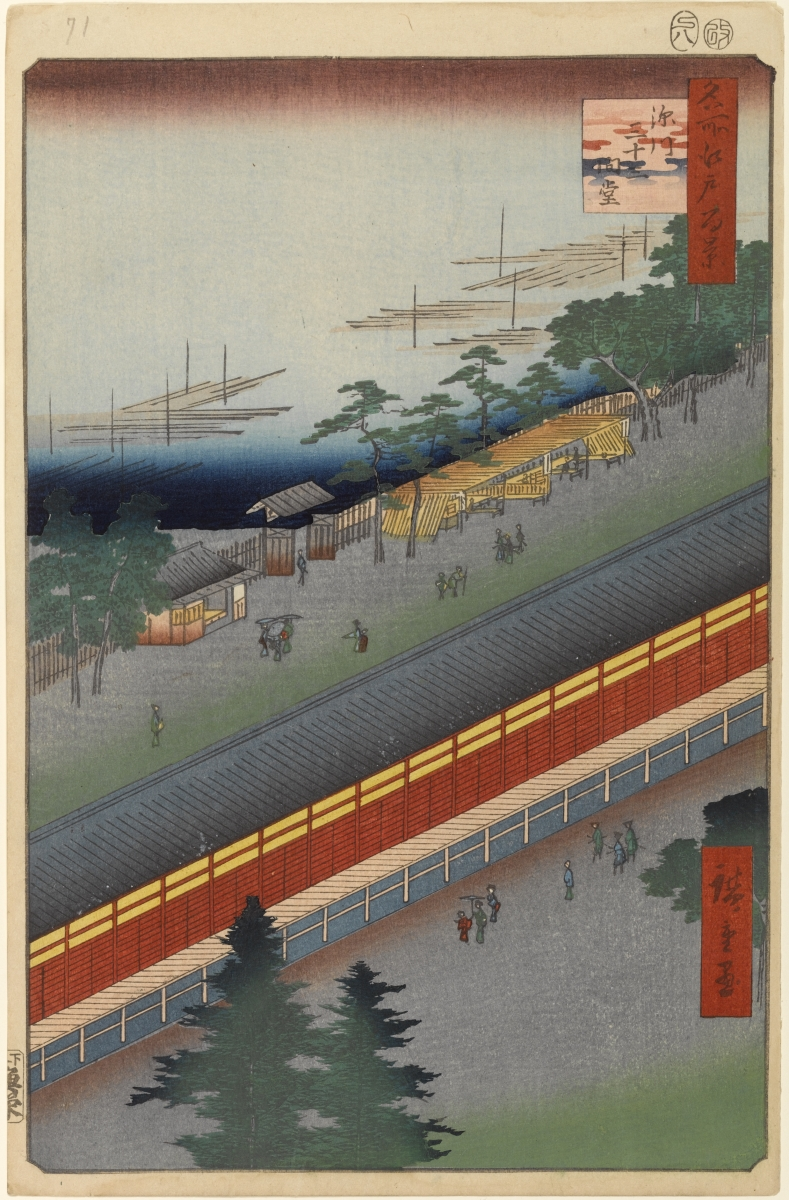
72. 深川三十三間堂 （現在の江東区富岡2丁目付近にあった）
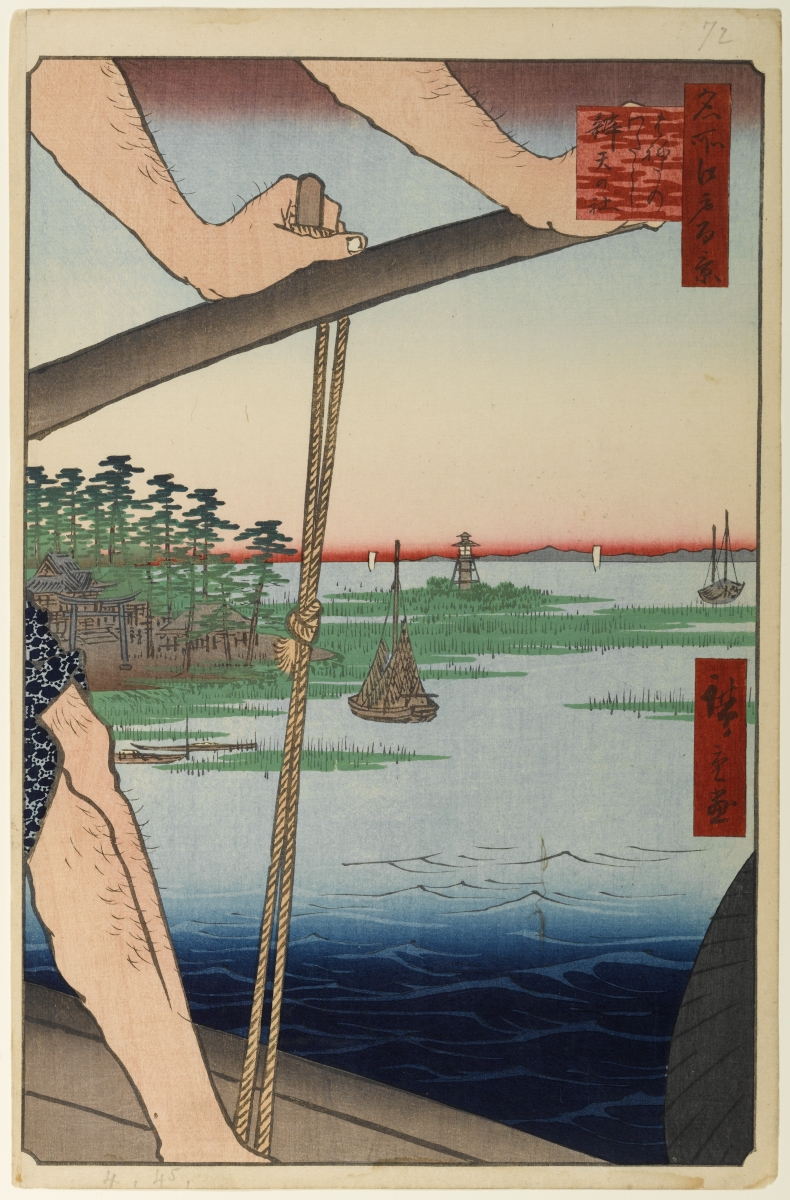
73. はねたのわたし 辨天の社

### 秋の部

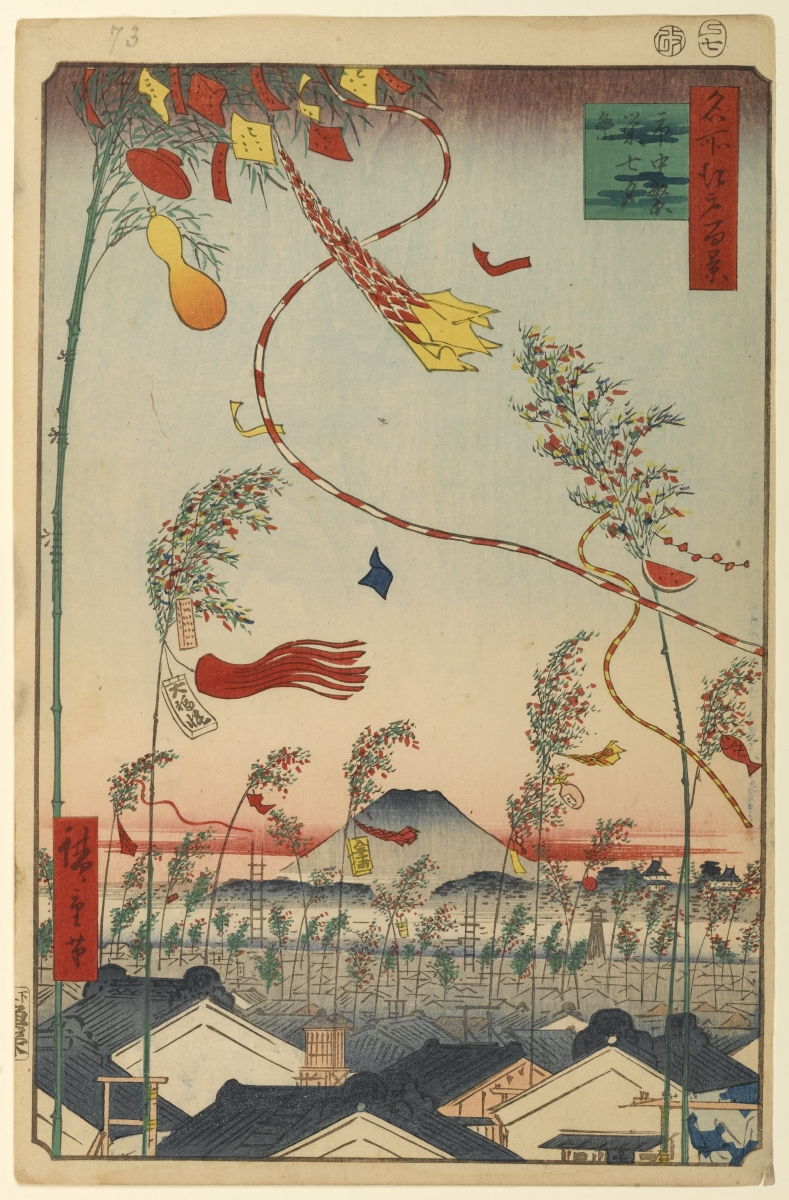
74. 市中繁栄七夕祭
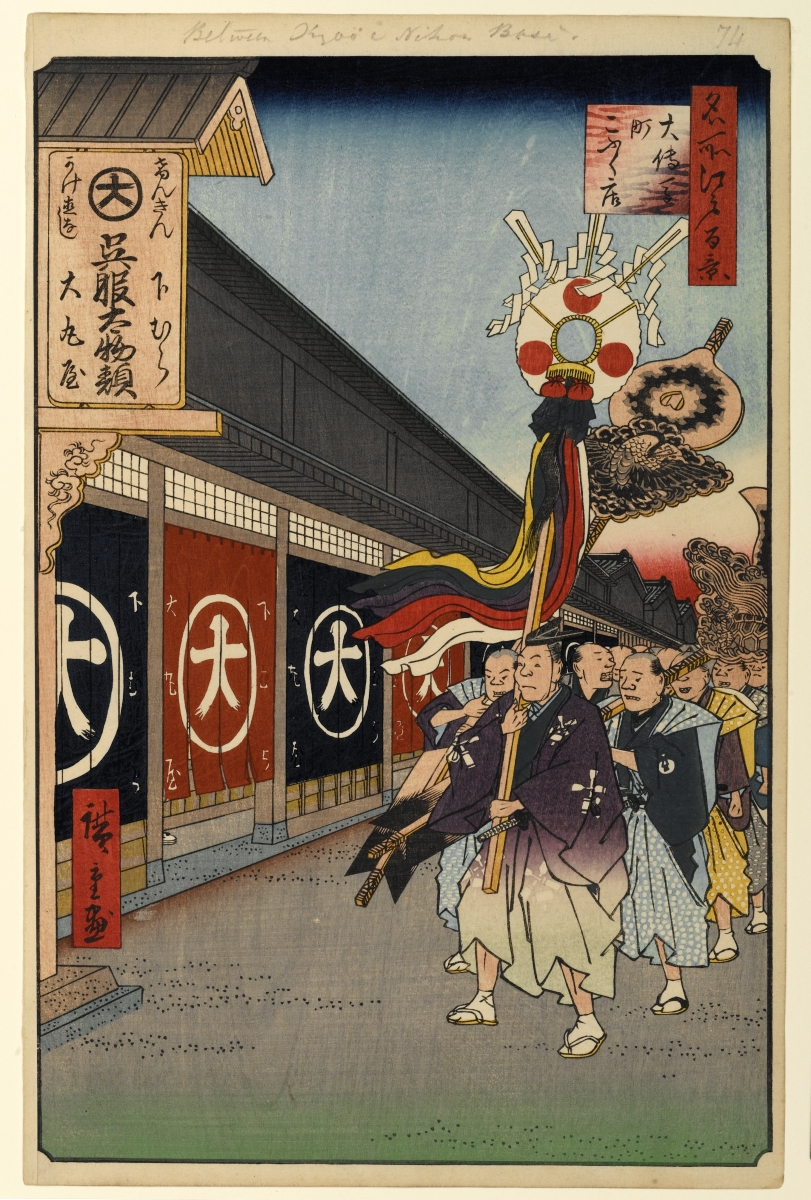
75. 大伝馬町こふく店 （商家「大文字屋」は現在の大丸）
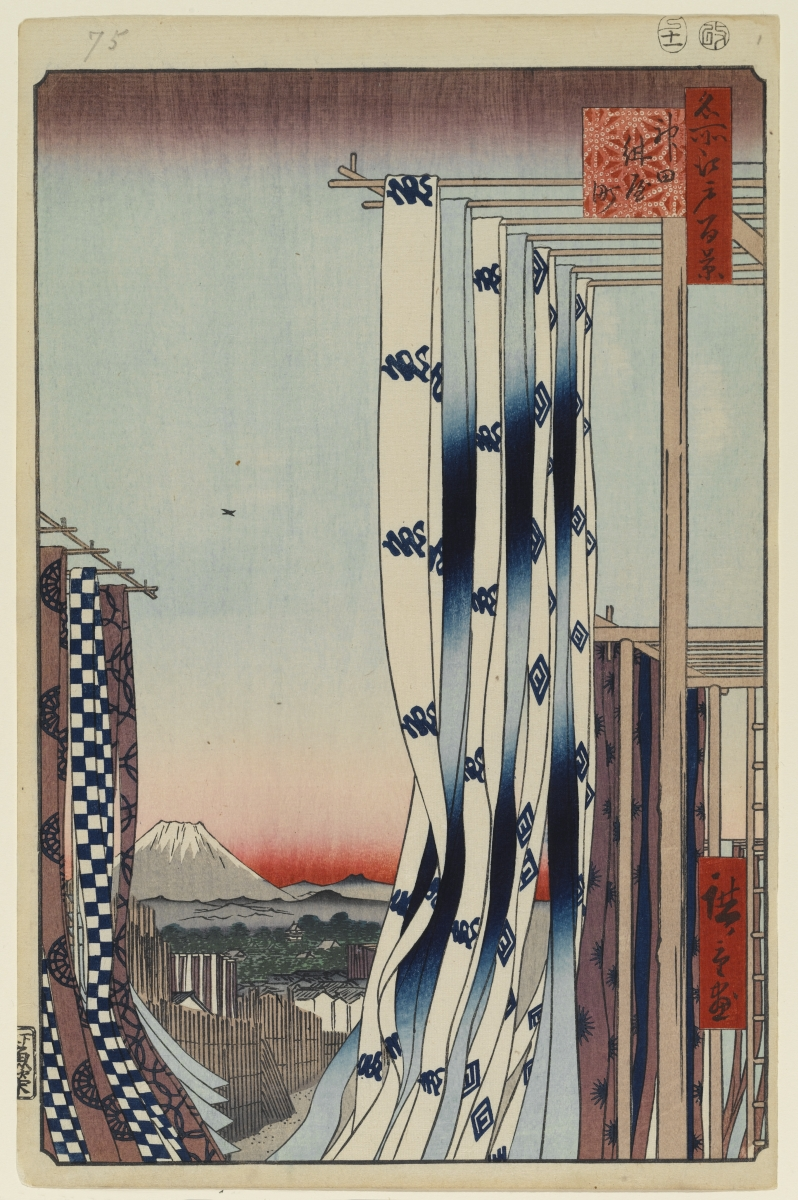
76. 神田紺屋町
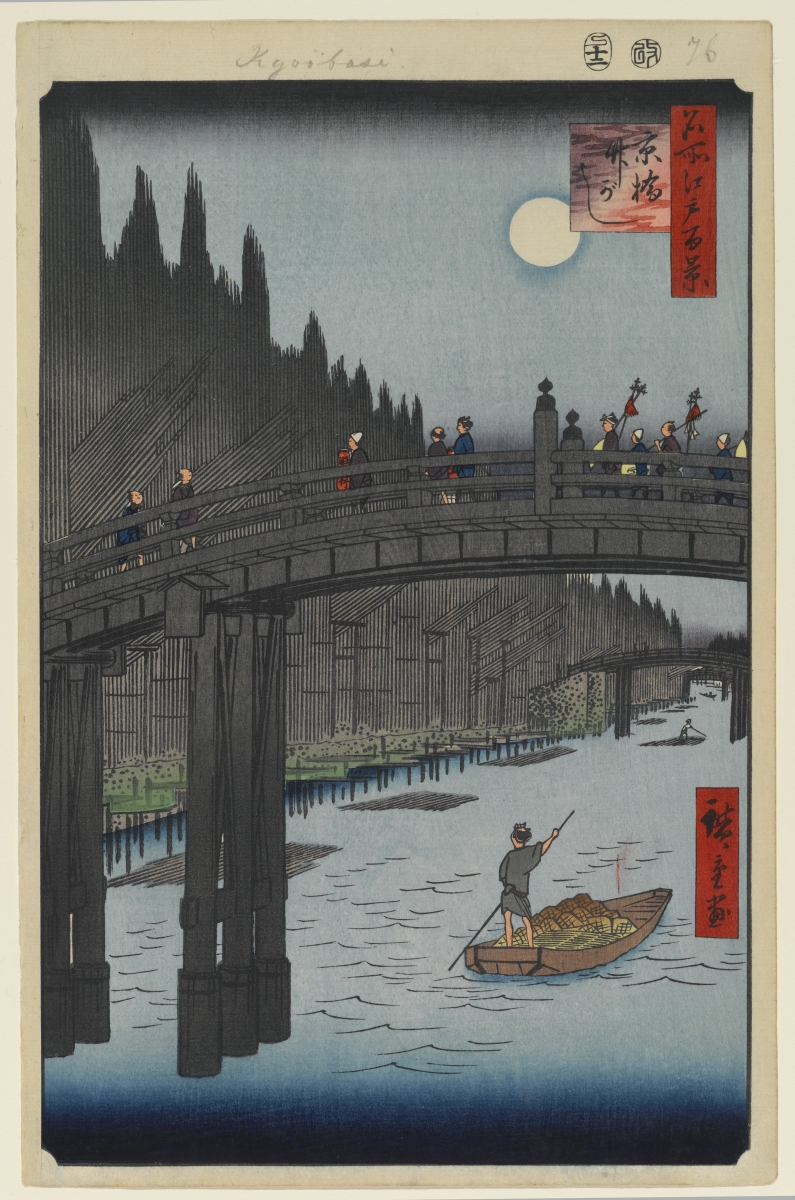
77. 京橋竹がし
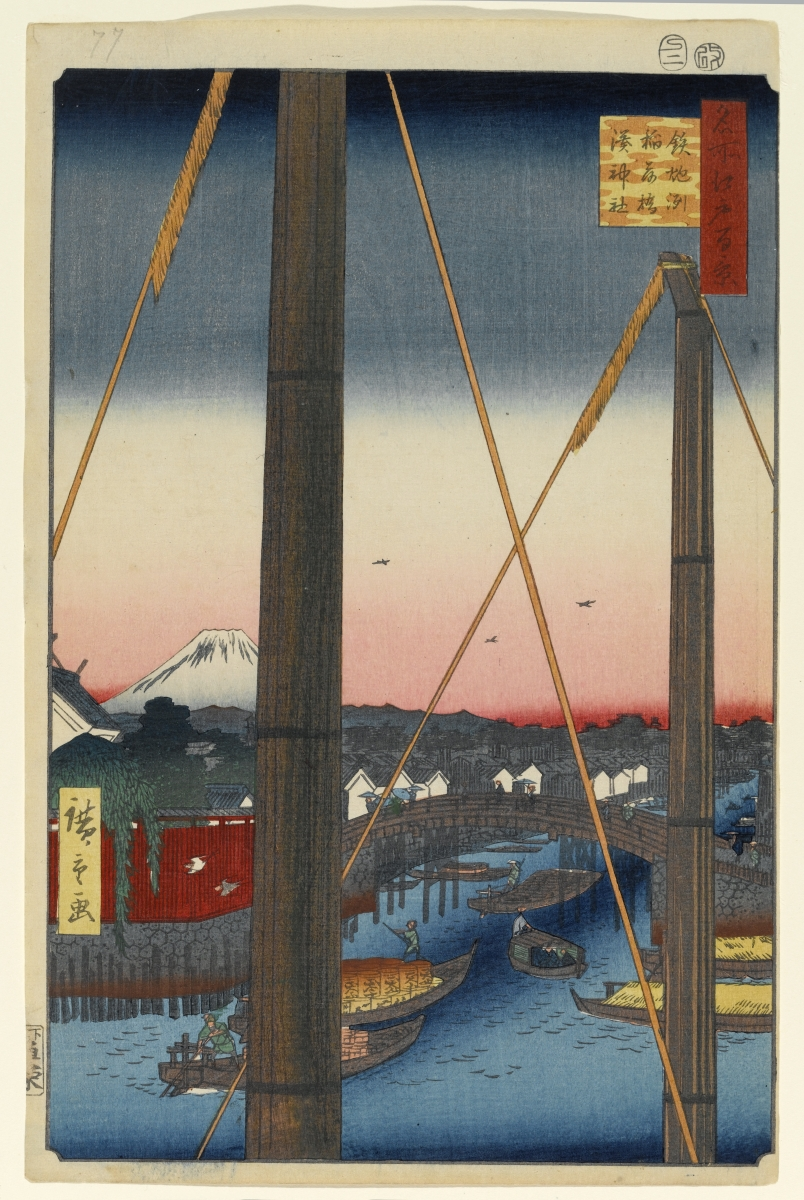
78. 鉄砲洲稲荷橋湊神社 （現在の中央区女性センター付近）
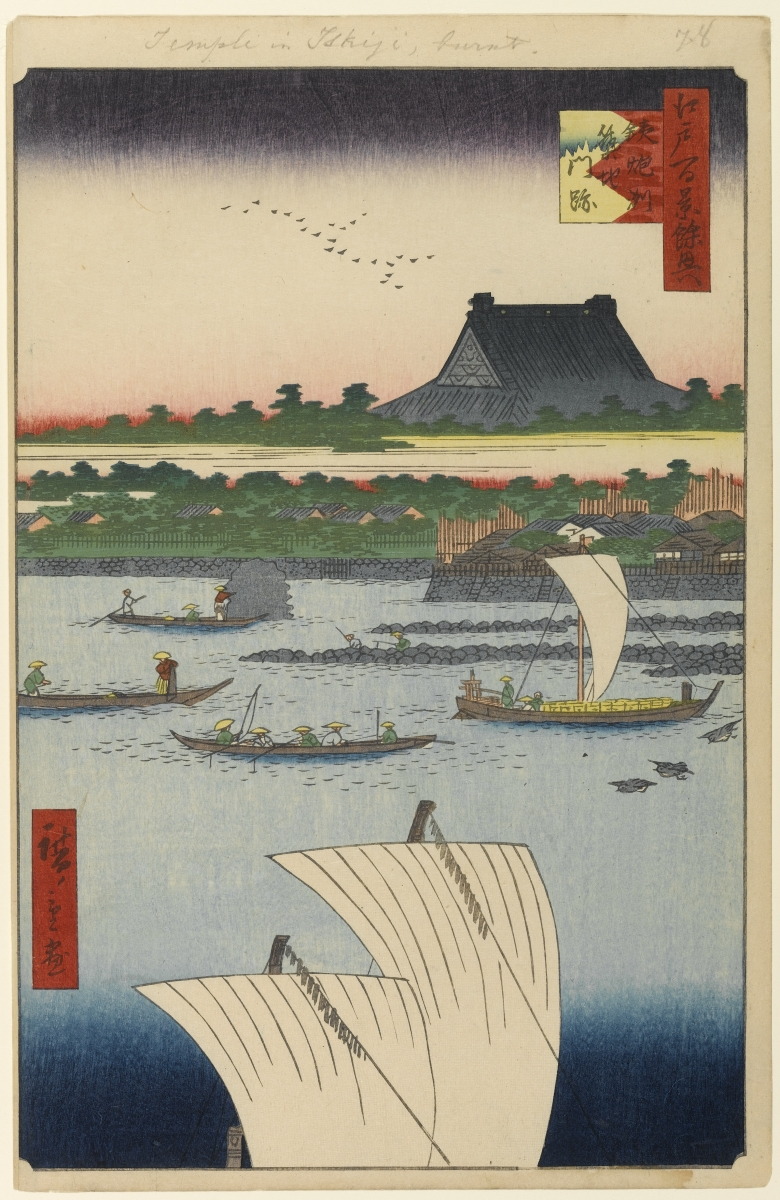
79. 鉄砲洲築地門跡
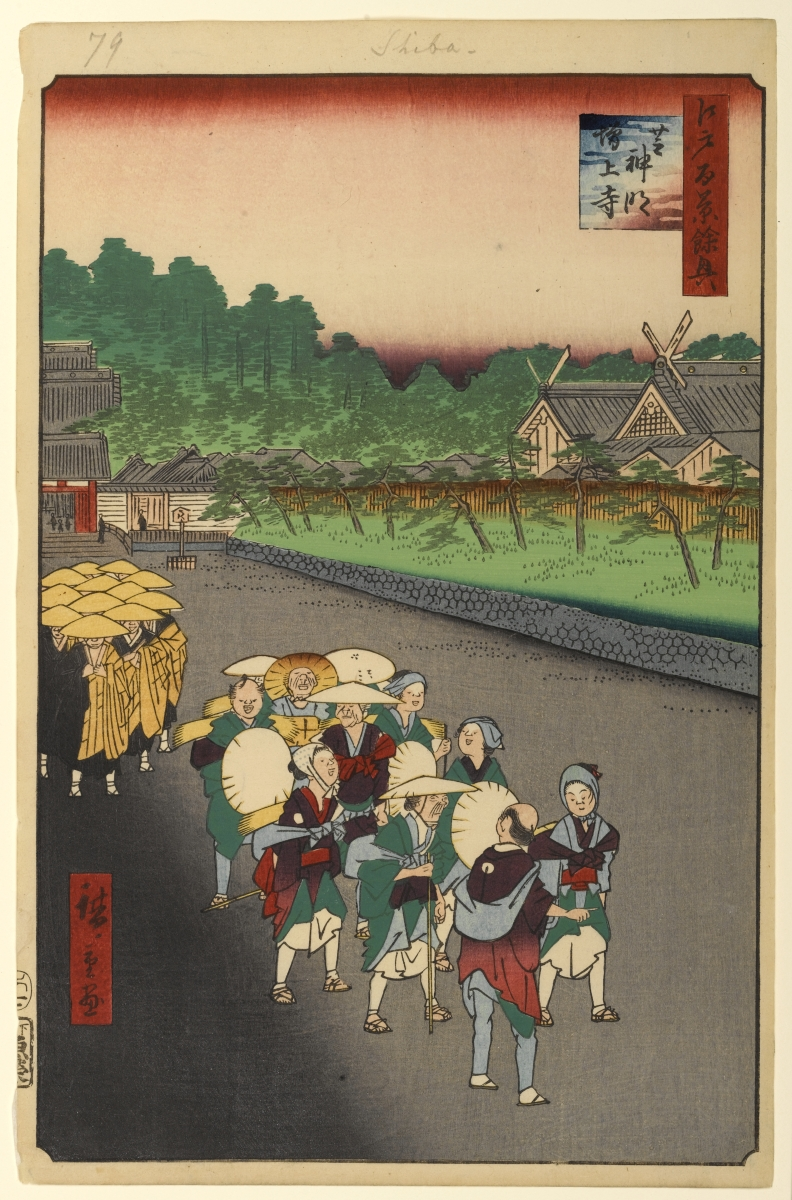
80. 芝神明増上寺
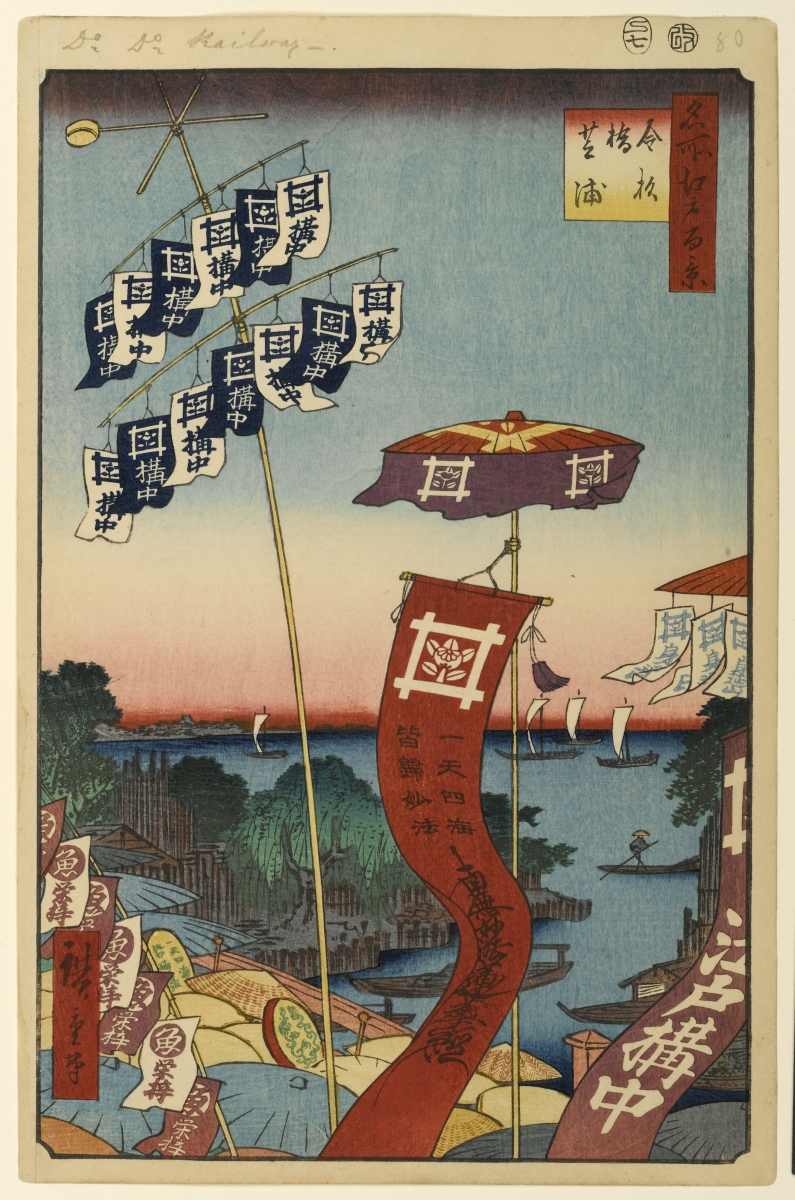
81. 金杉橋芝浦 （現在の第一京浜と古川の交差地点）
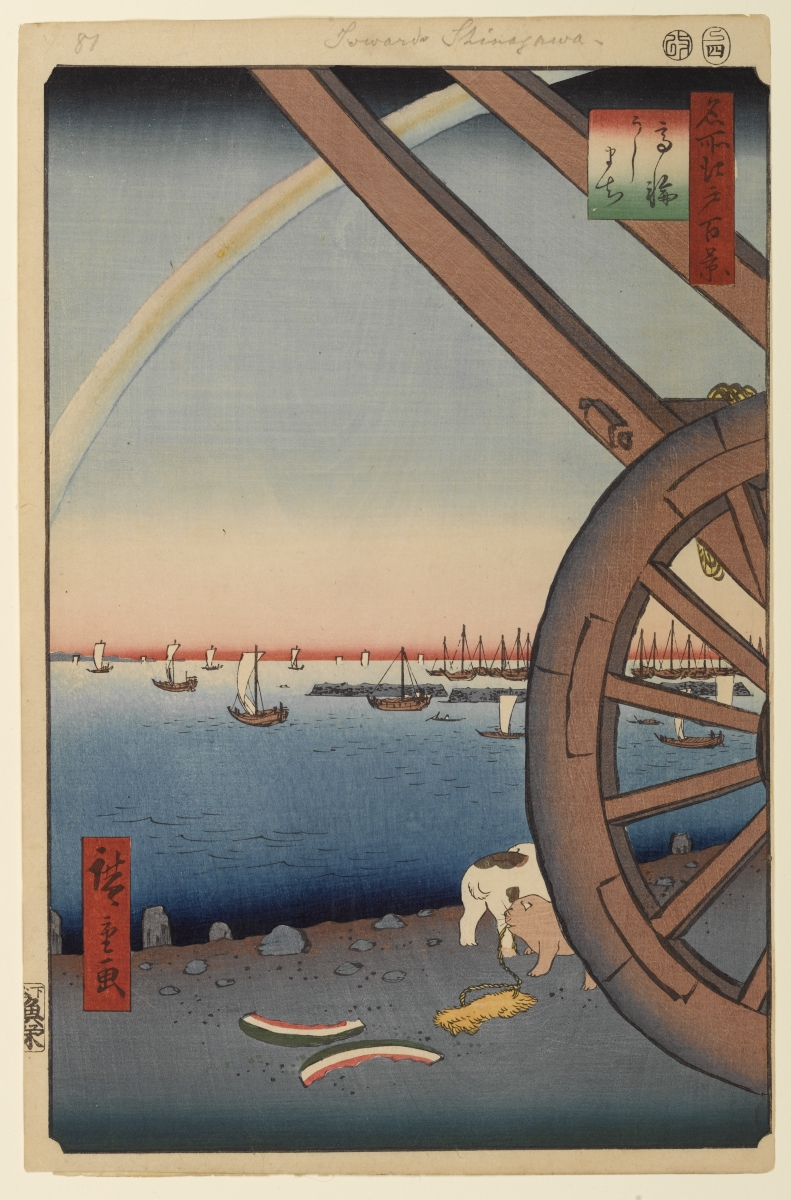
82. 高輪うしまち （現在の泉岳寺駅付近）
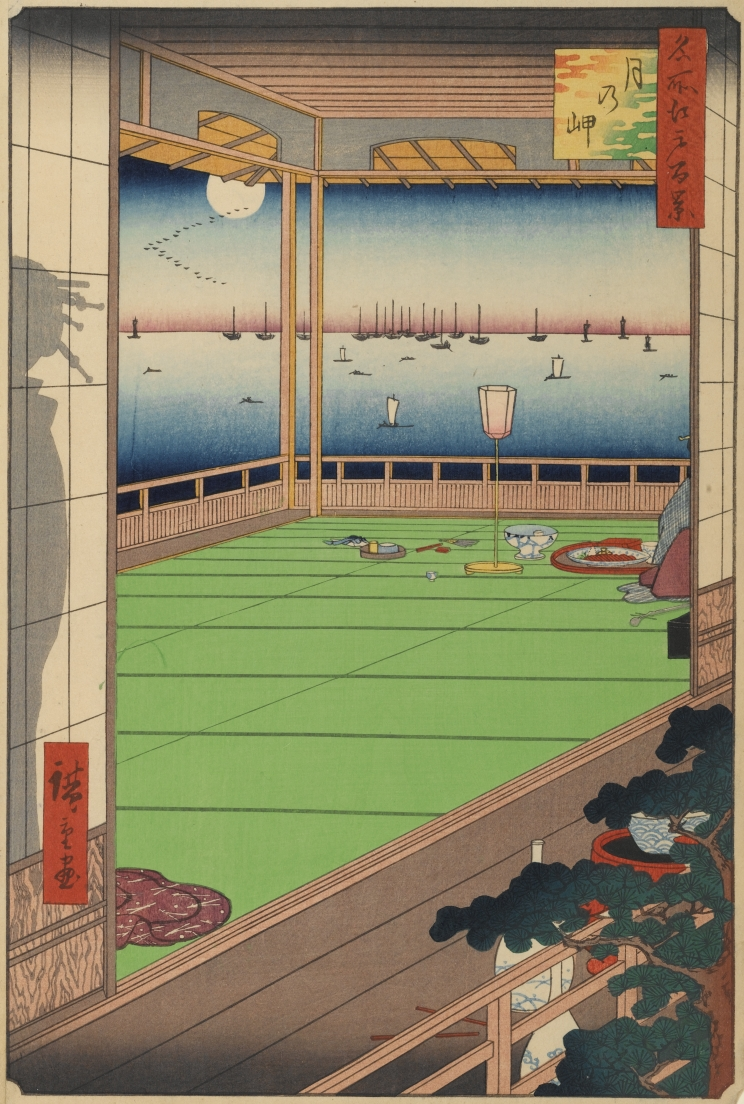
83. 月の岬
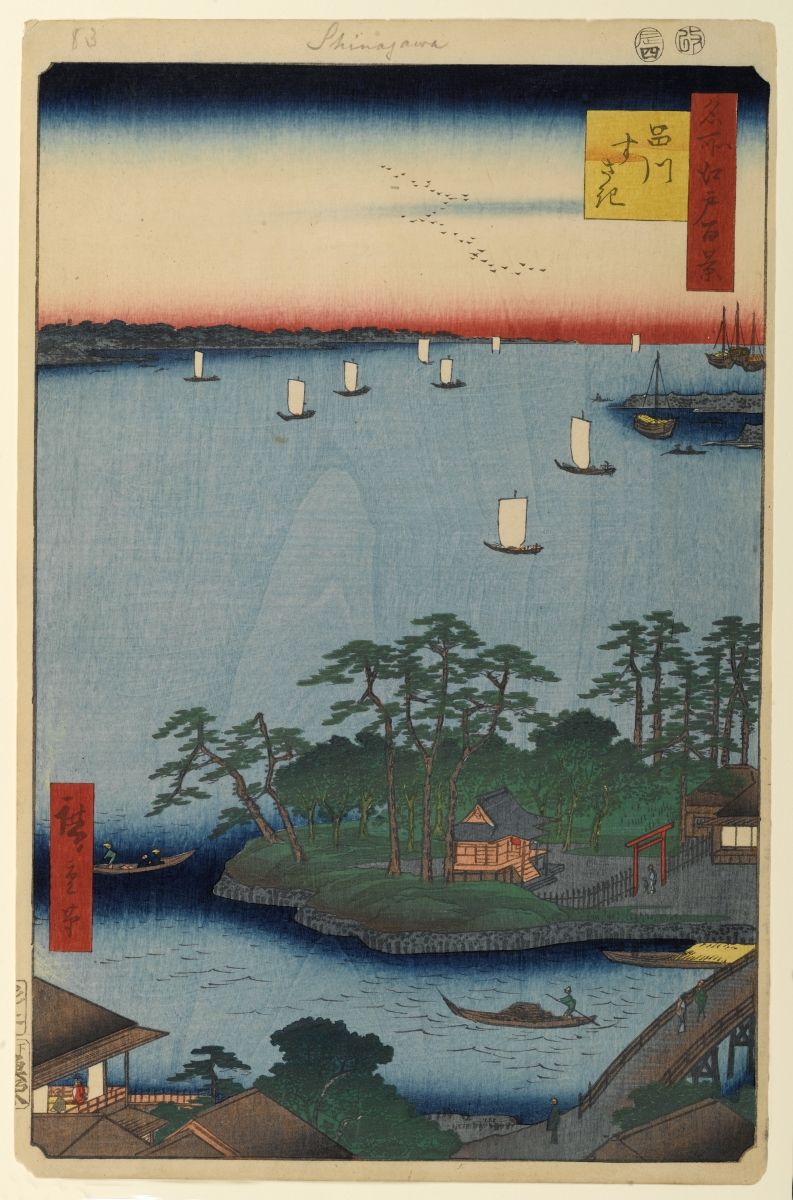
84. 品川すさき （現在の東品川1丁目 利田神社）
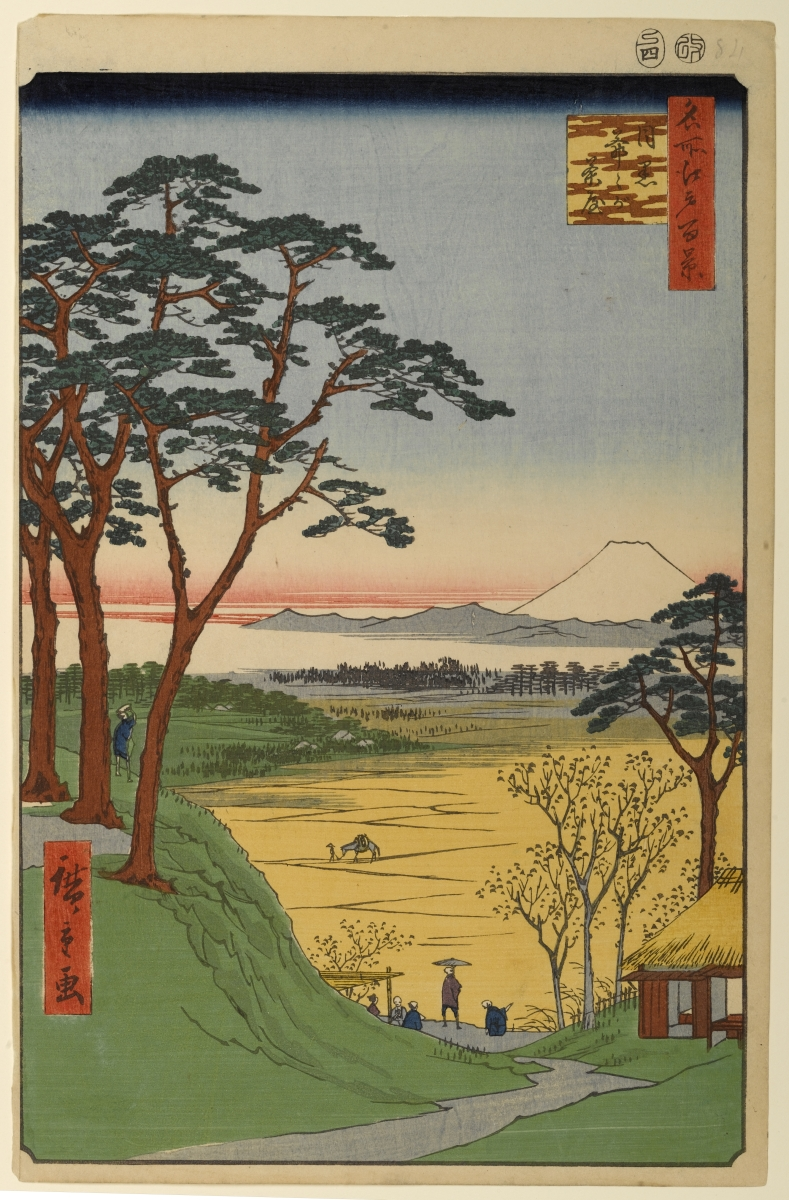
85. 目黒爺々が茶屋 （現在の目黒区三田2丁目 茶屋坂付近）
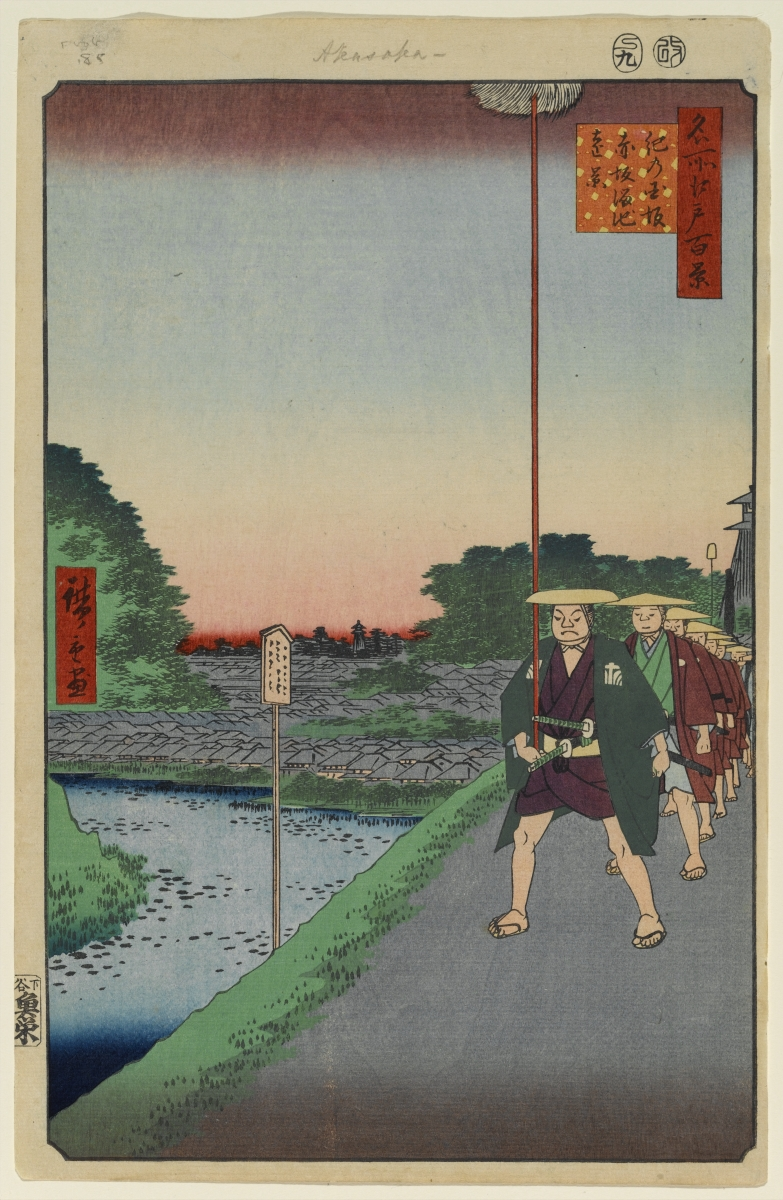
86. 紀乃国坂赤坂溜池遠景
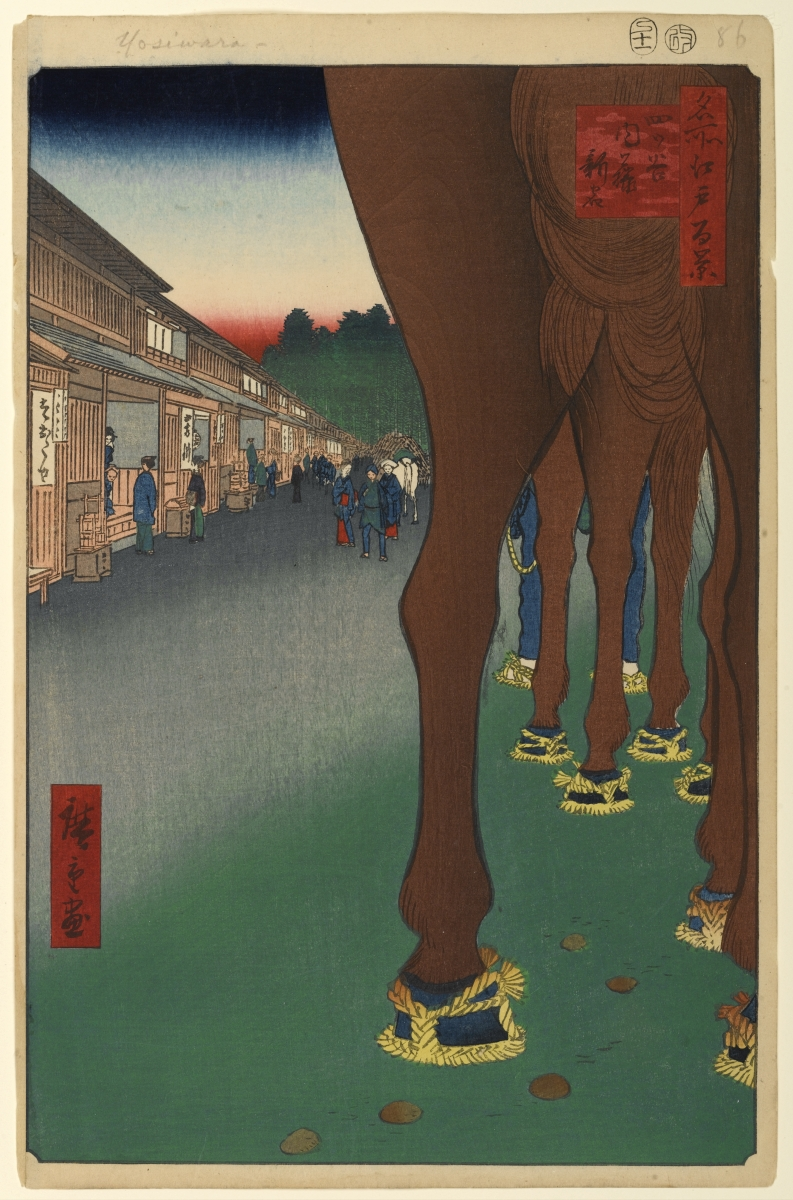
87. 四ッ谷内藤新宿
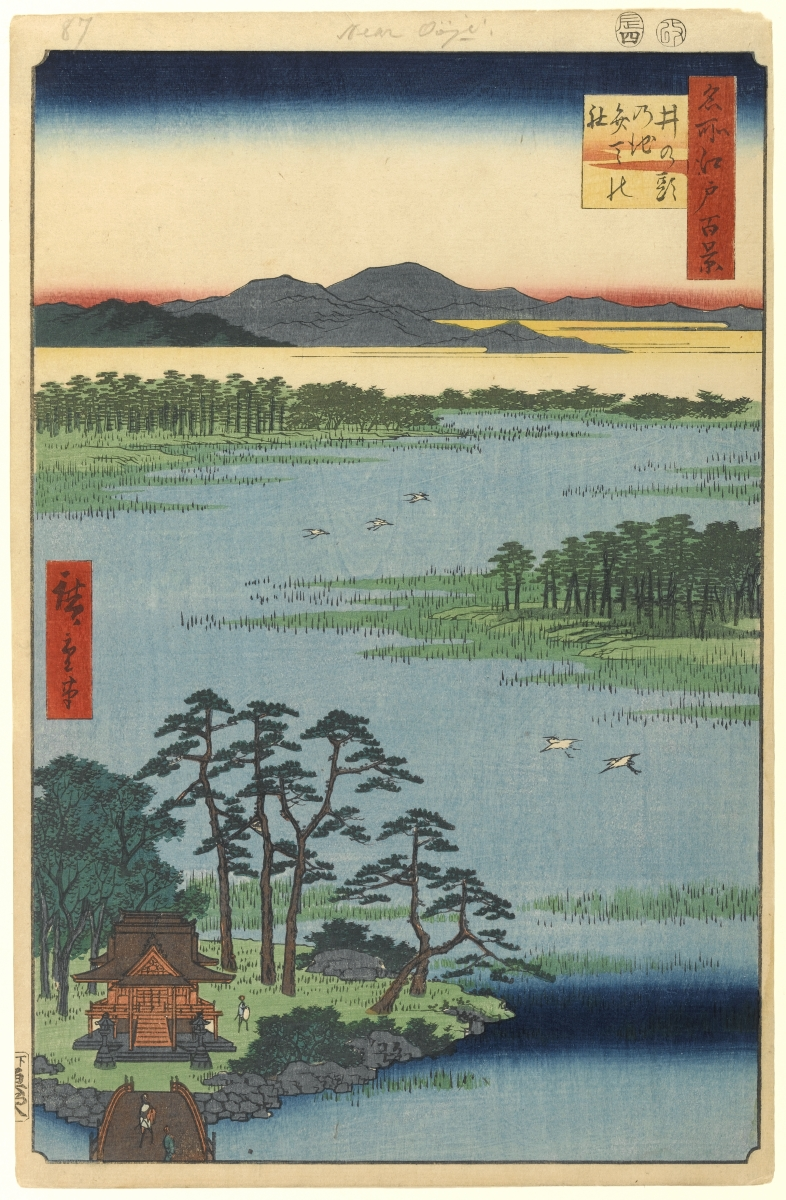
88. 井の頭の池 弁天の社
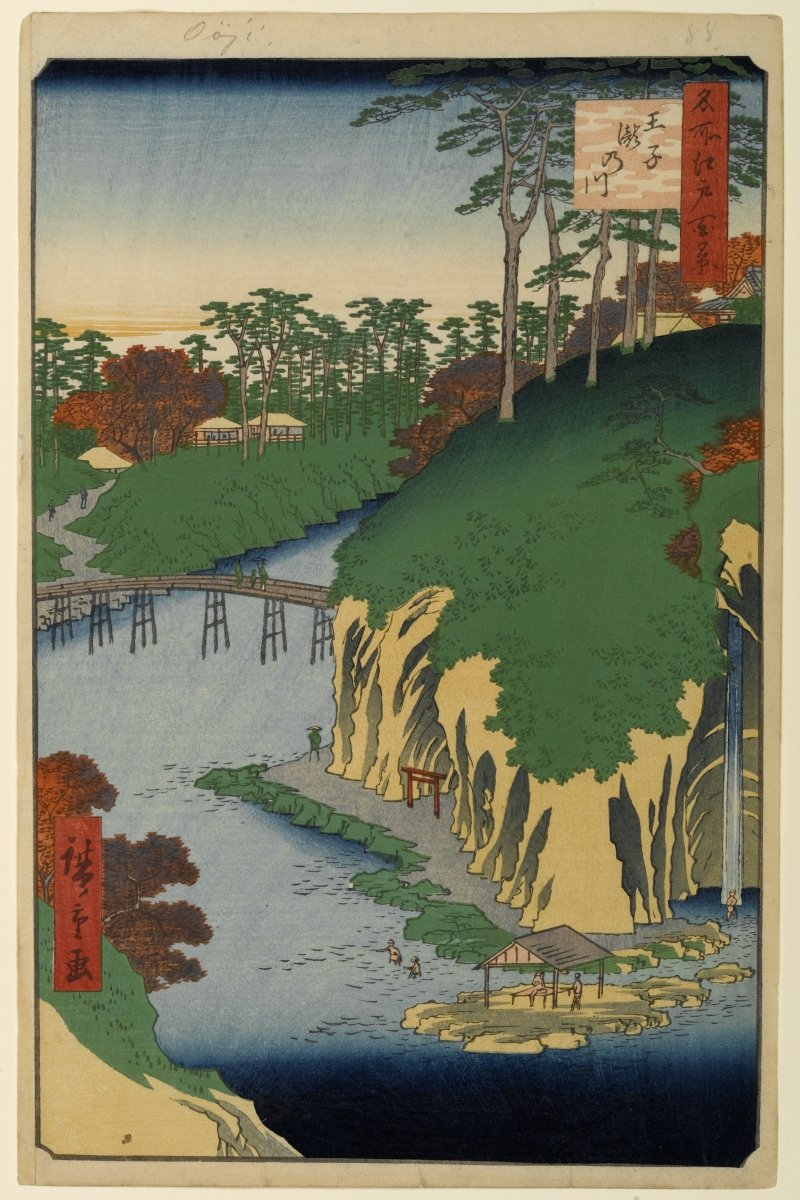
89. 王子瀧乃川
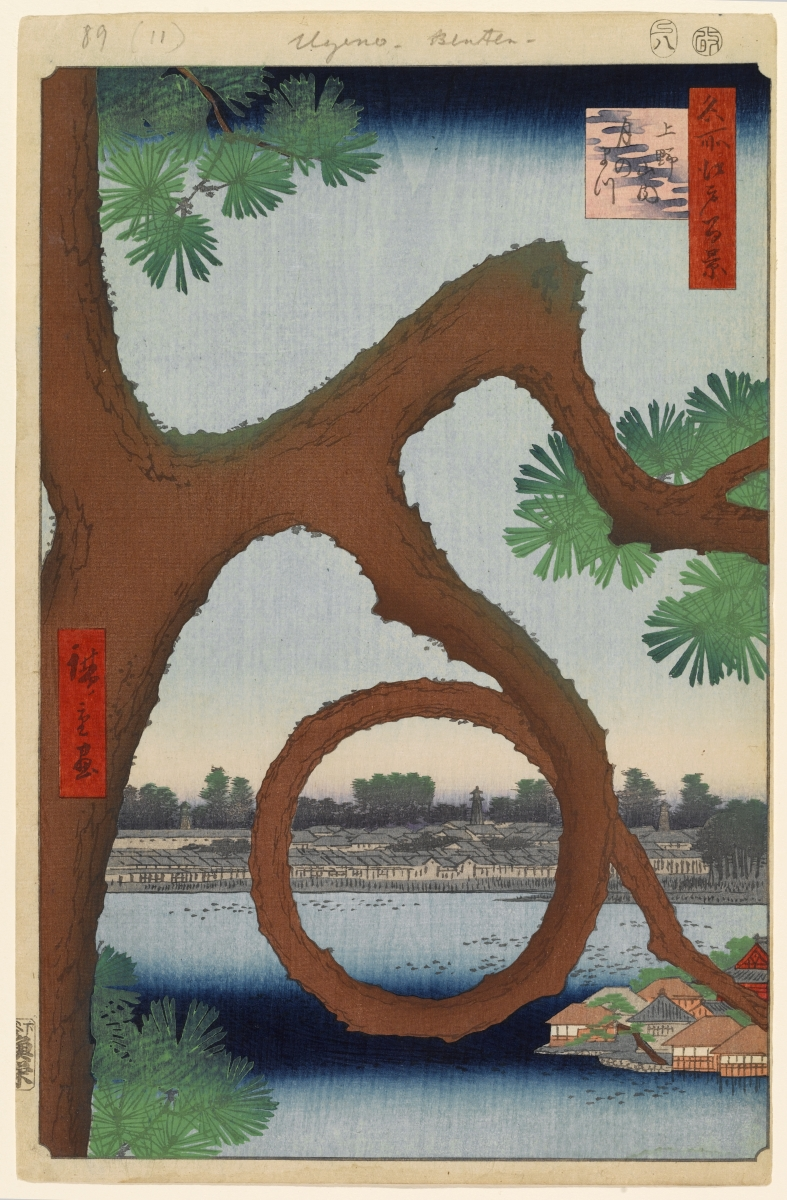
90. 上野山内月のまつ
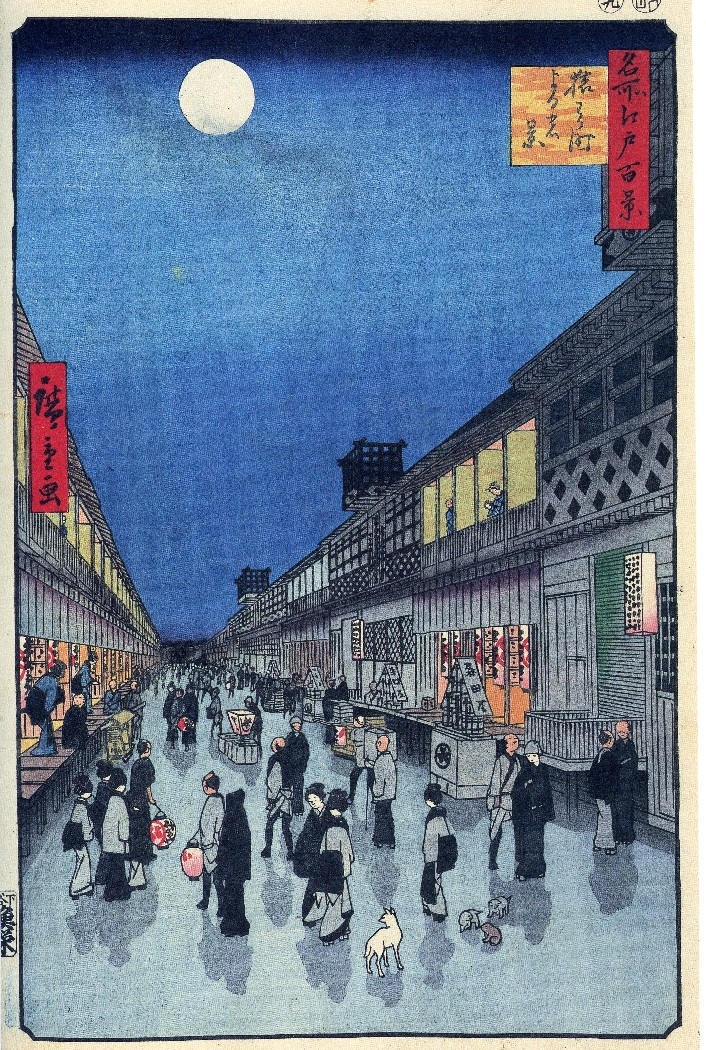
91. 猿わか町よるの景 （現在の台東区浅草6丁目付近）
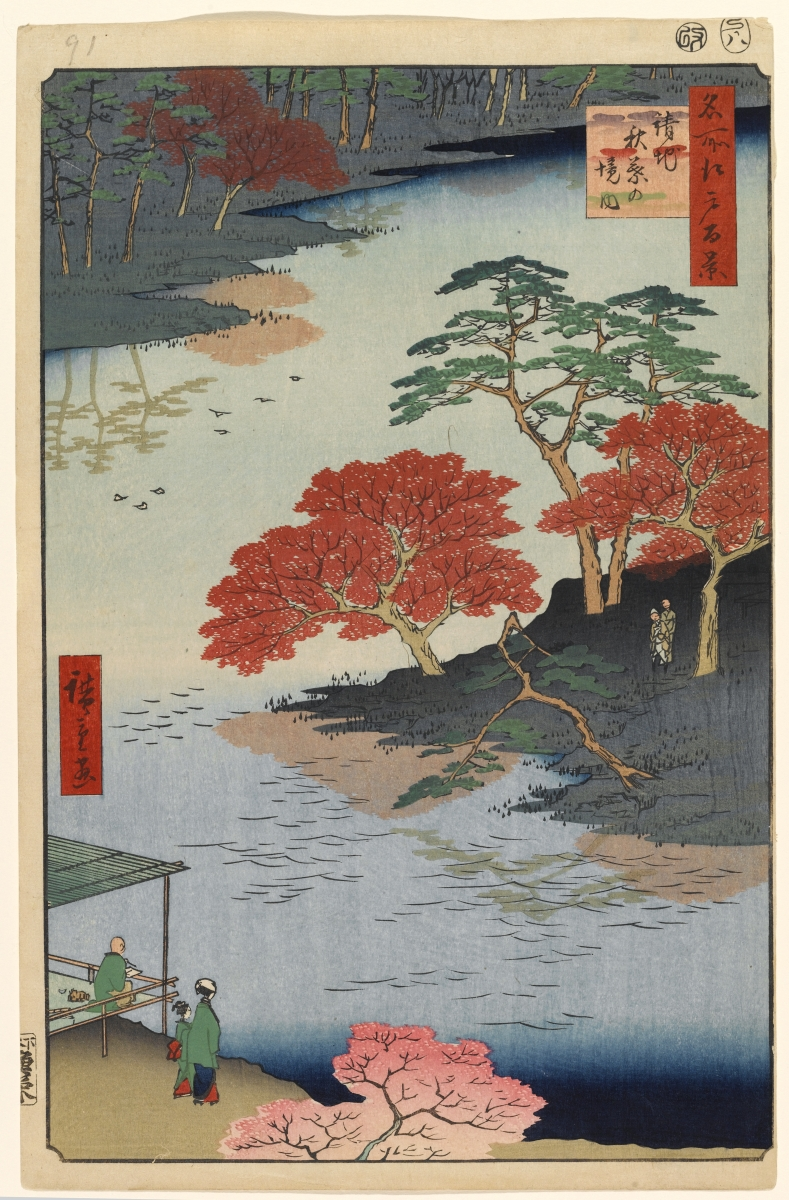
92. 請地秋葉の境内 （現在の墨田区向島の秋葉神社）
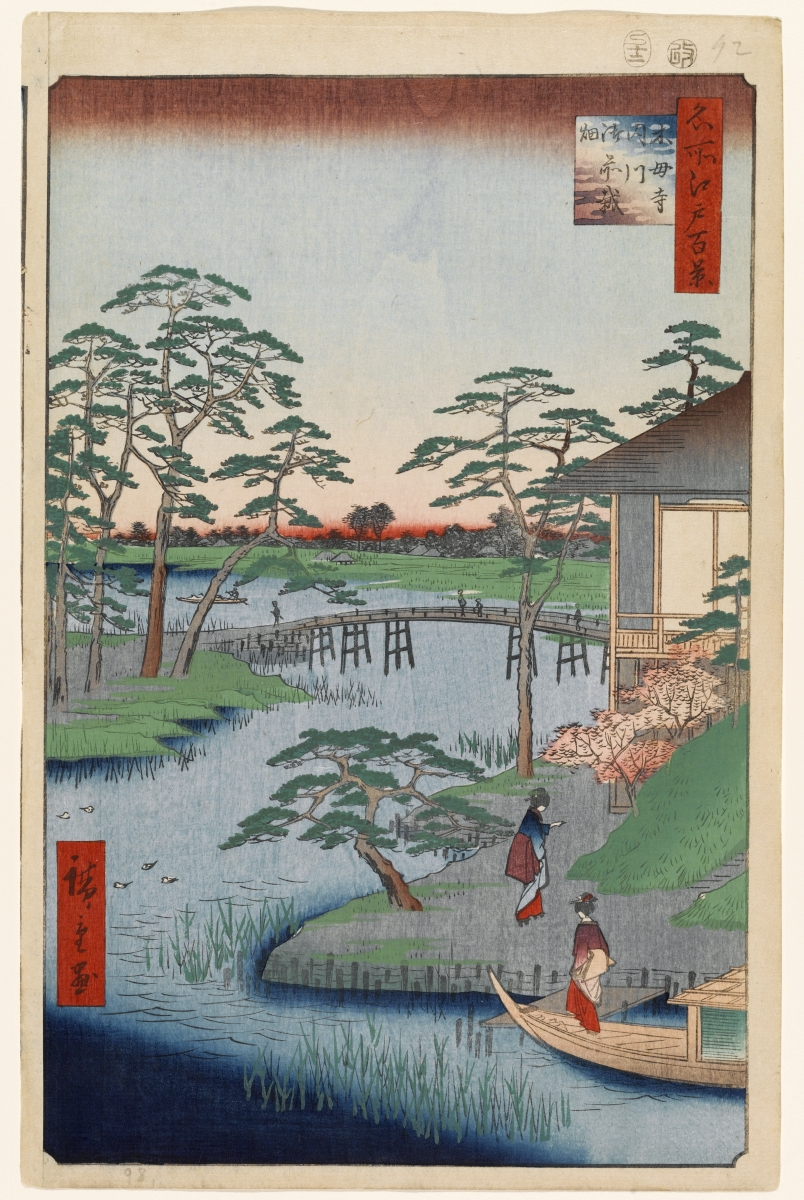
93. 木母寺内川御前栽畑
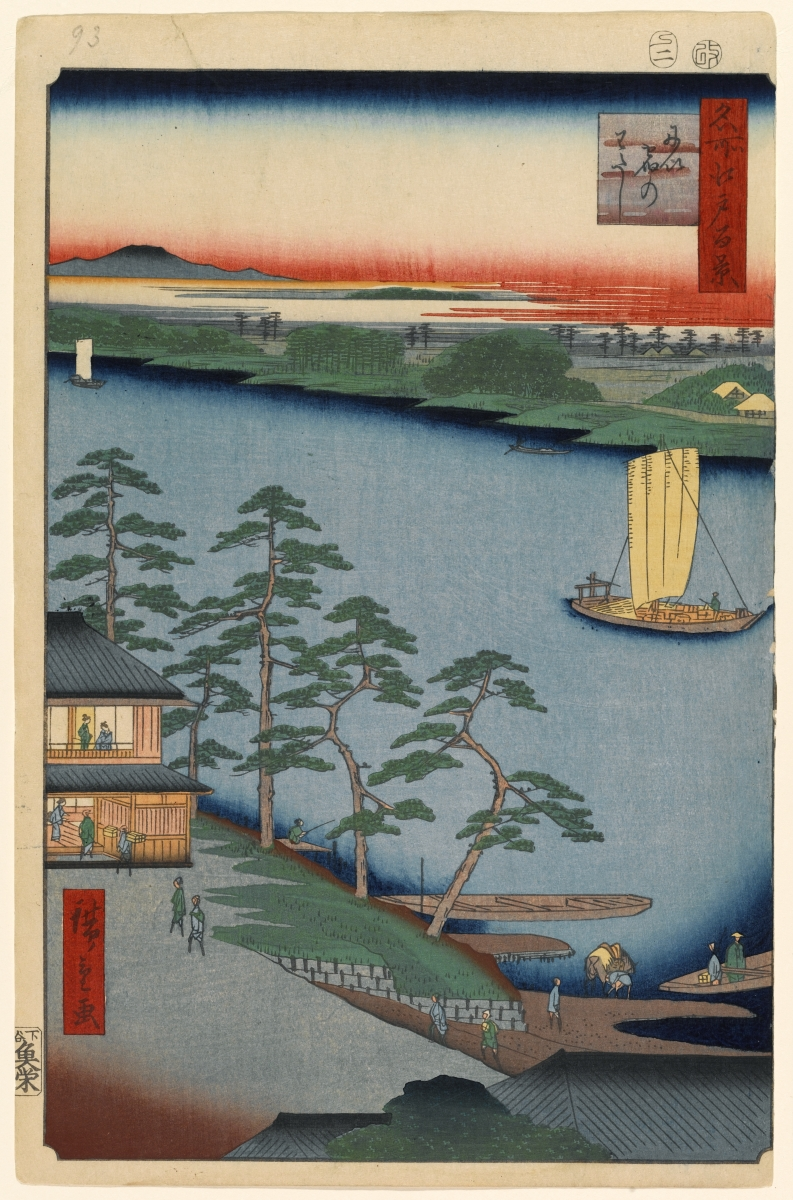
94. にい宿のわたし （現在の葛飾区新宿付近にあった中川の渡し）
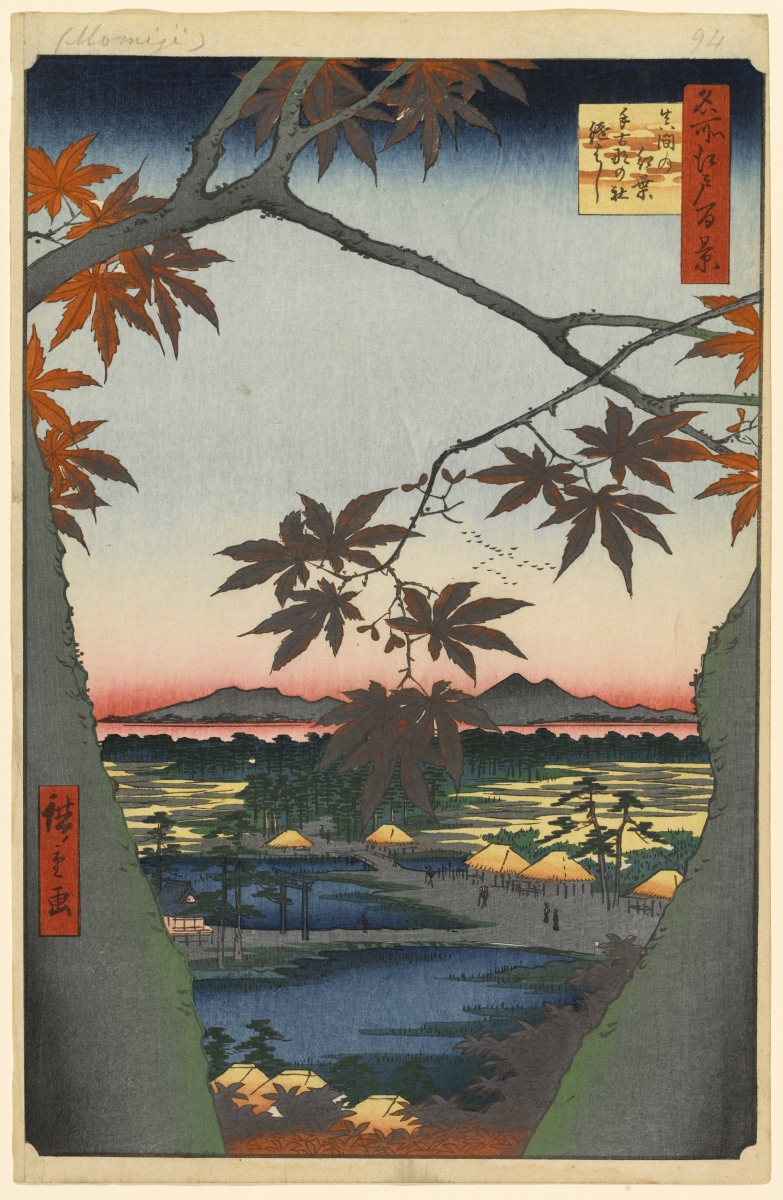
95. 真間の紅葉 手古那の社継はし
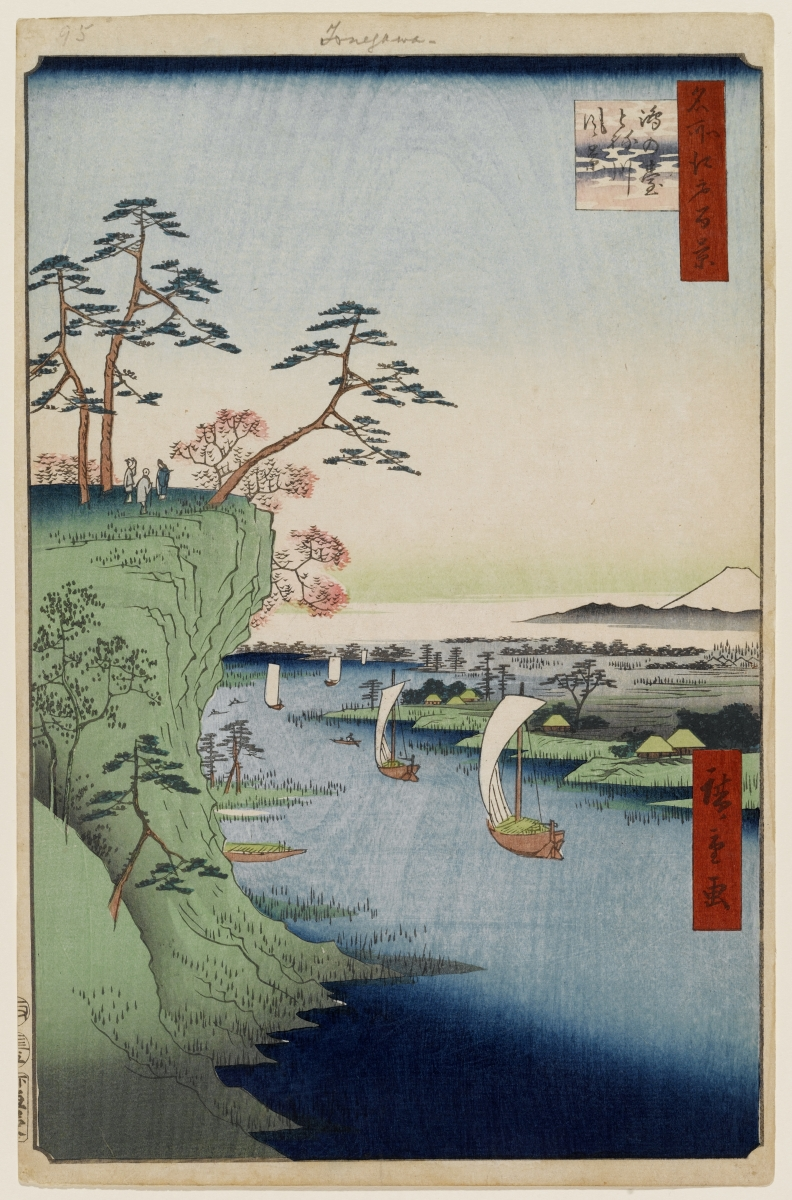
96. 鴻の台とね川風景
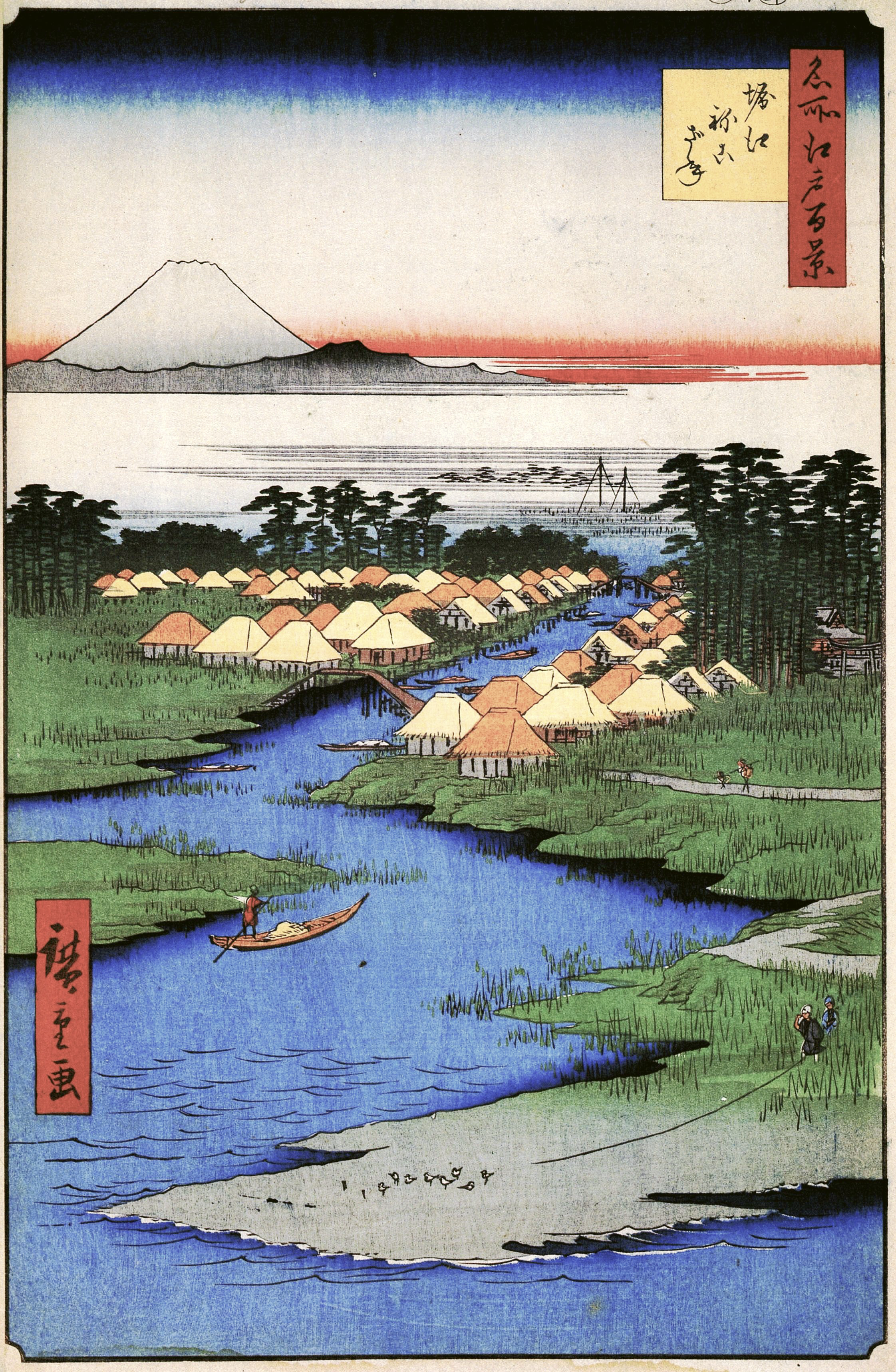
97. 堀江ねこざね （現在の浦安市猫実、現在の境川河口付近）
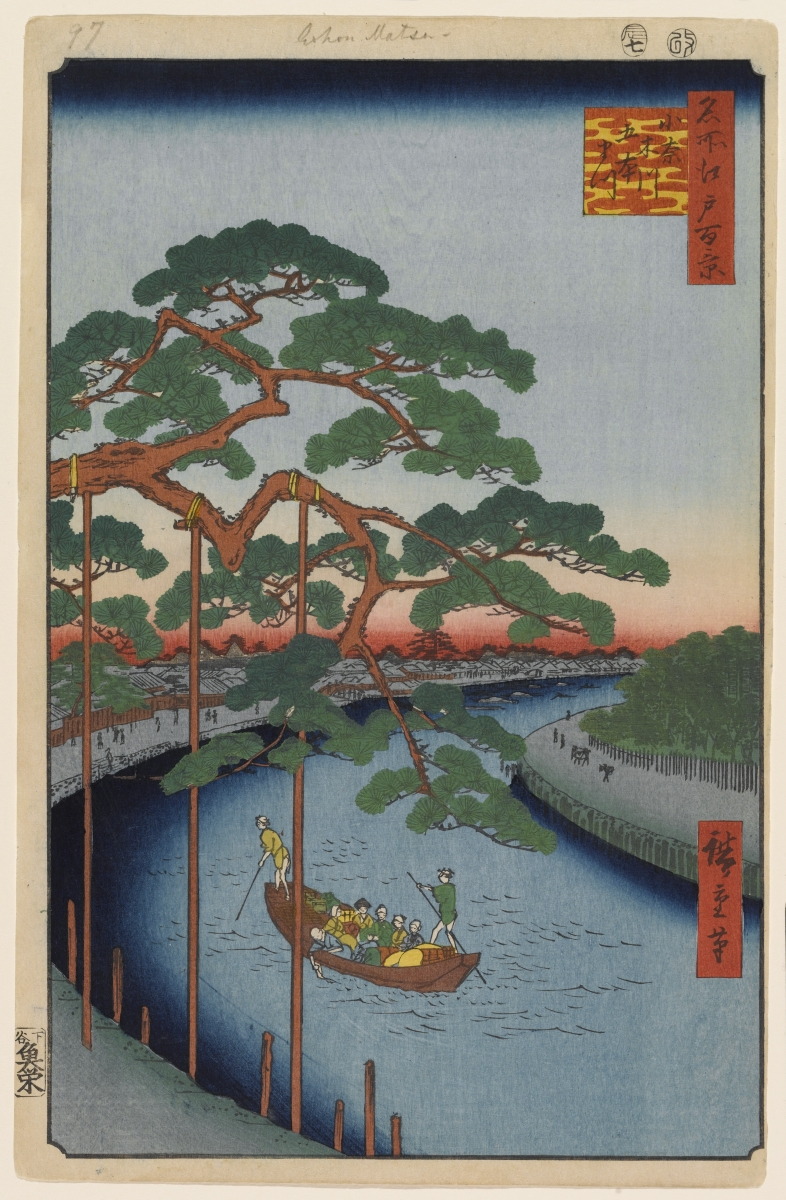
98. 小奈木川五本まつ
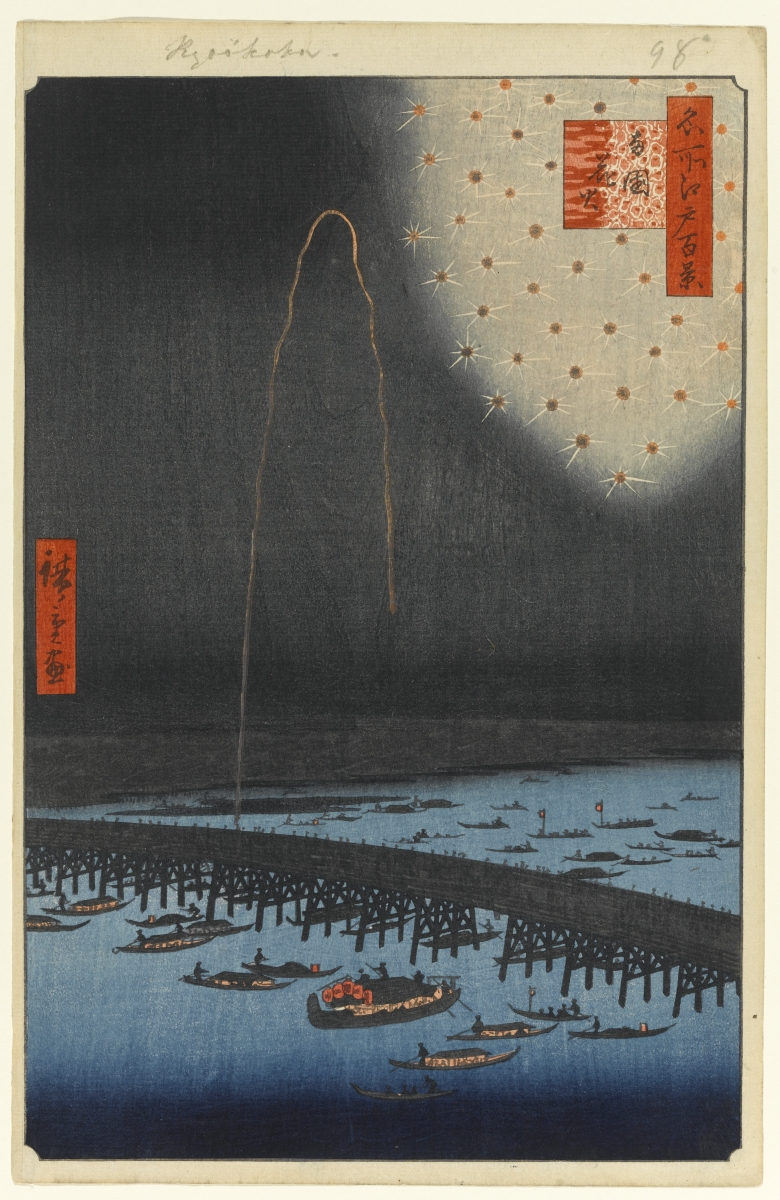
99. 両国花火

### 冬の部

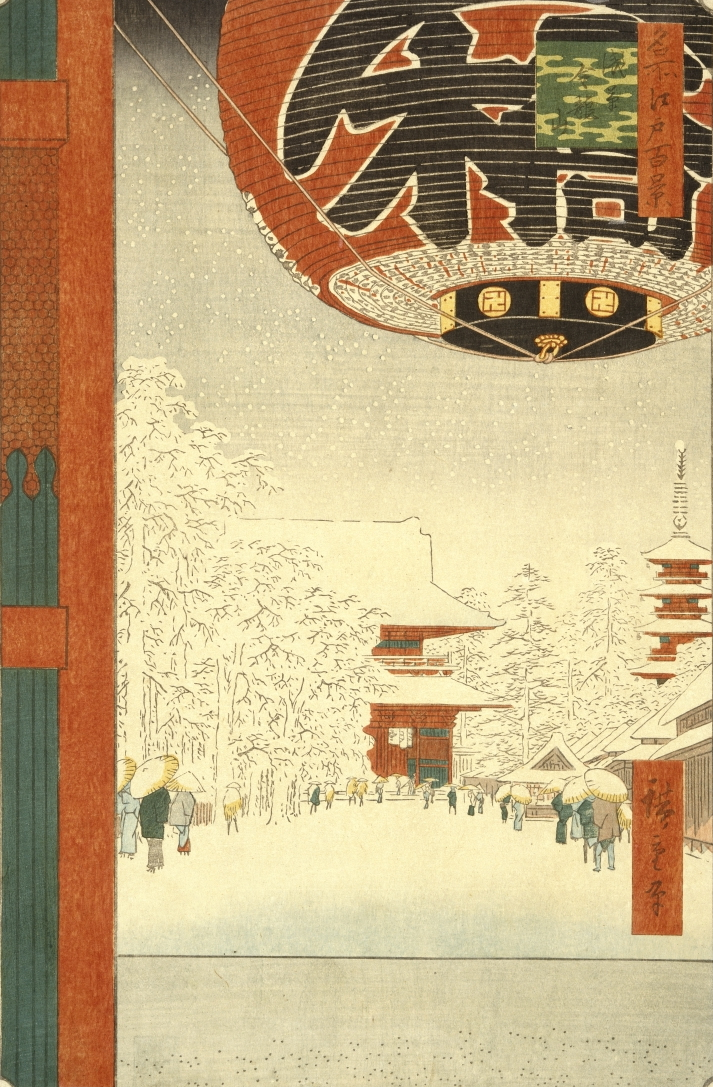
100. 浅草金龍山
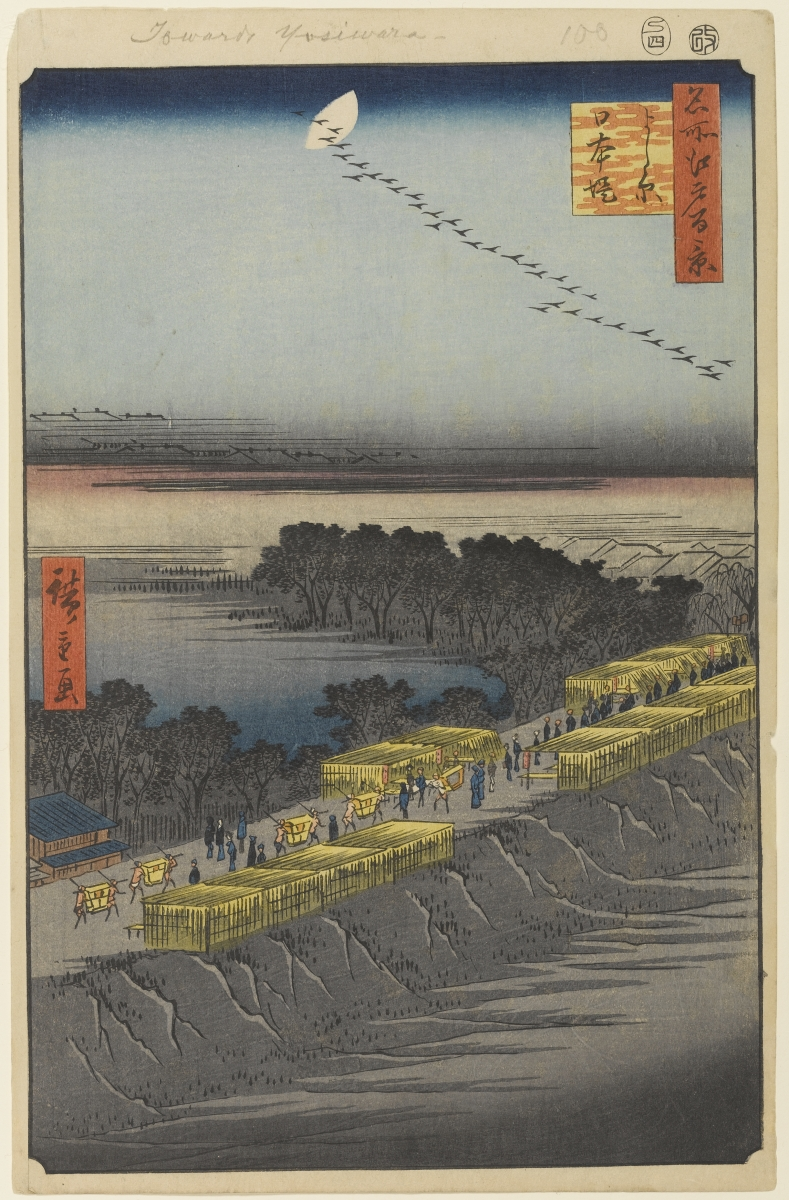
101. よし原日本堤
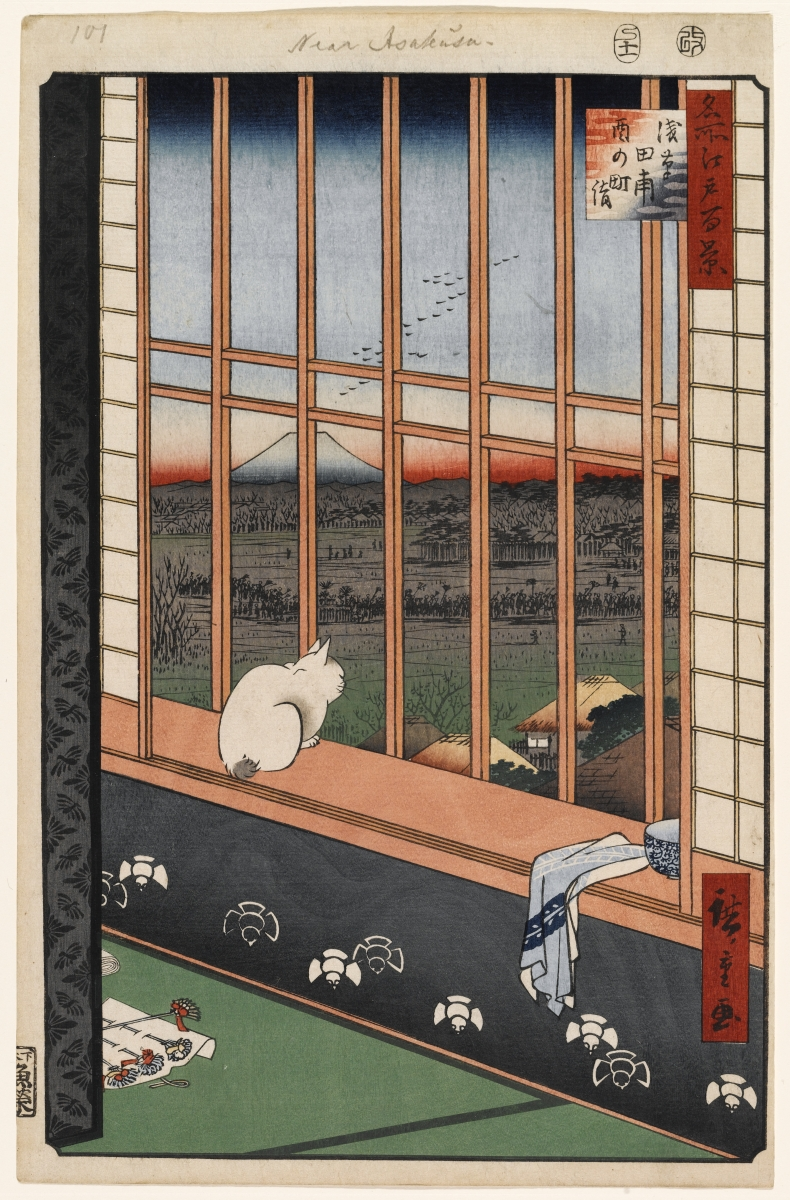
102. 浅草田甫酉の町詣 （吉原妓楼より見た風景：背後の森は正燈寺）
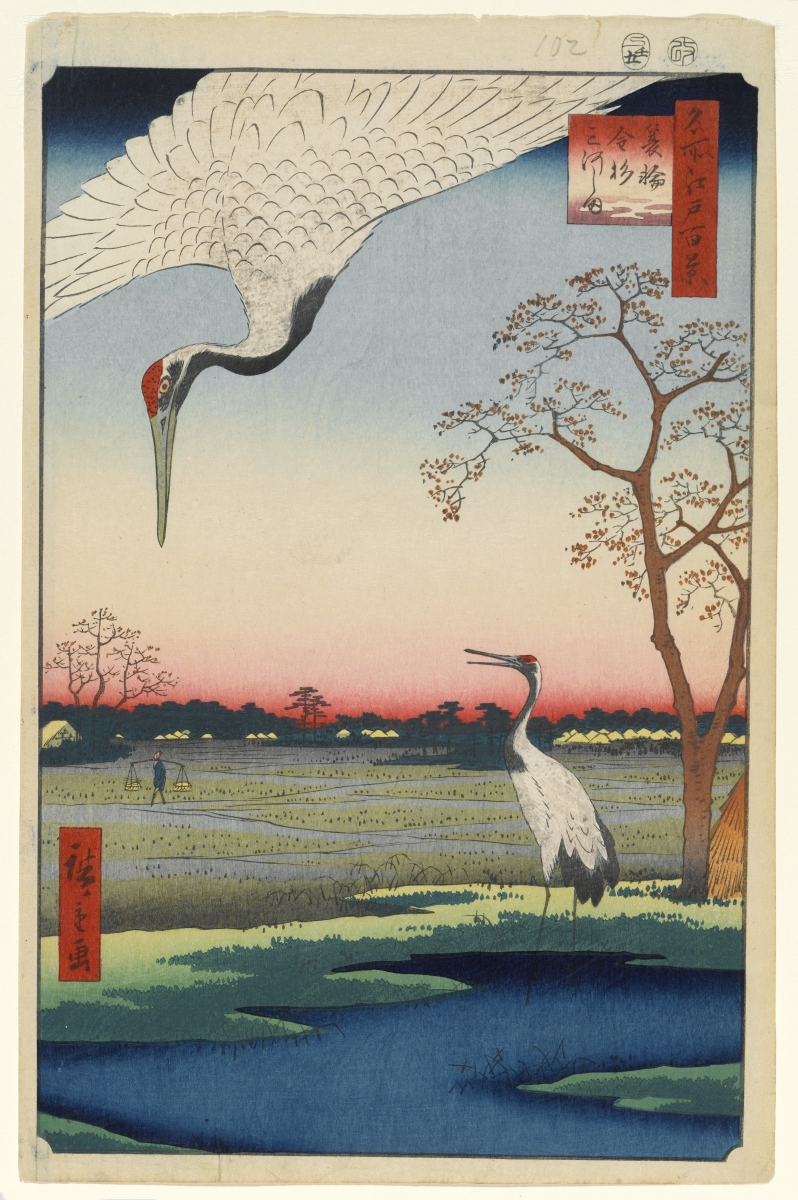
103. 蓑輪金杉三河しま
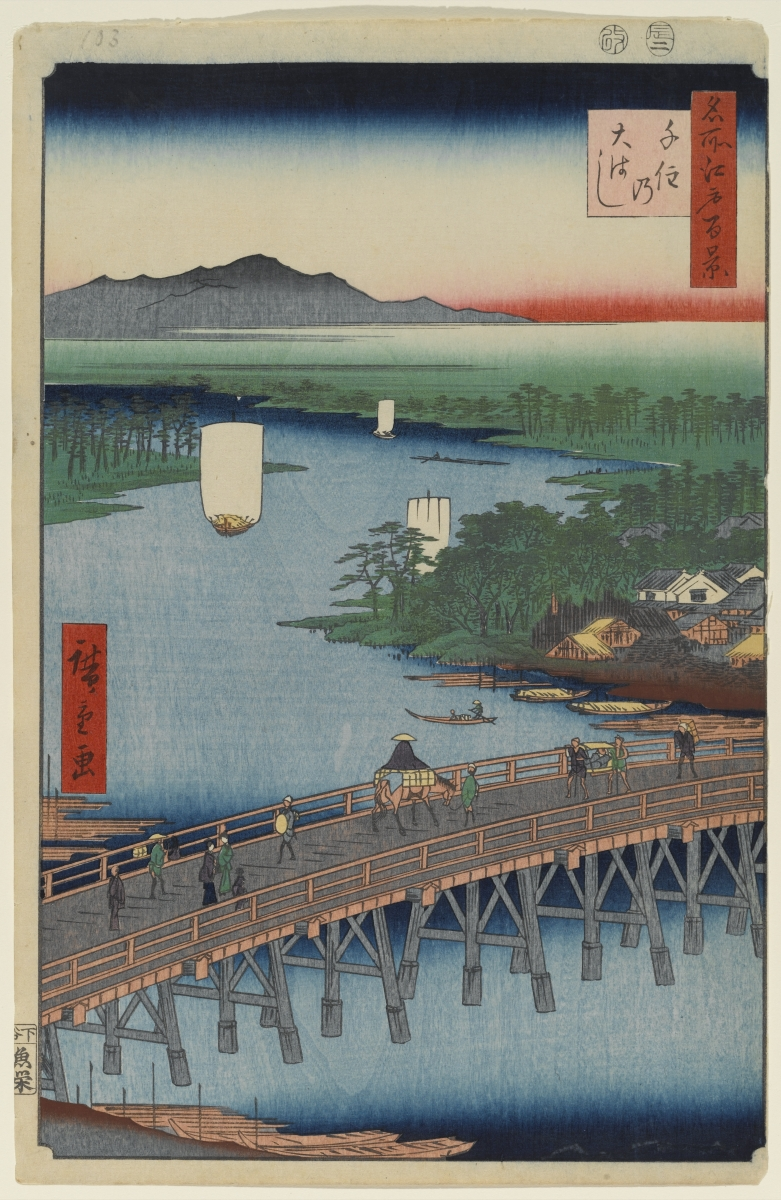
104. 千住の大はし
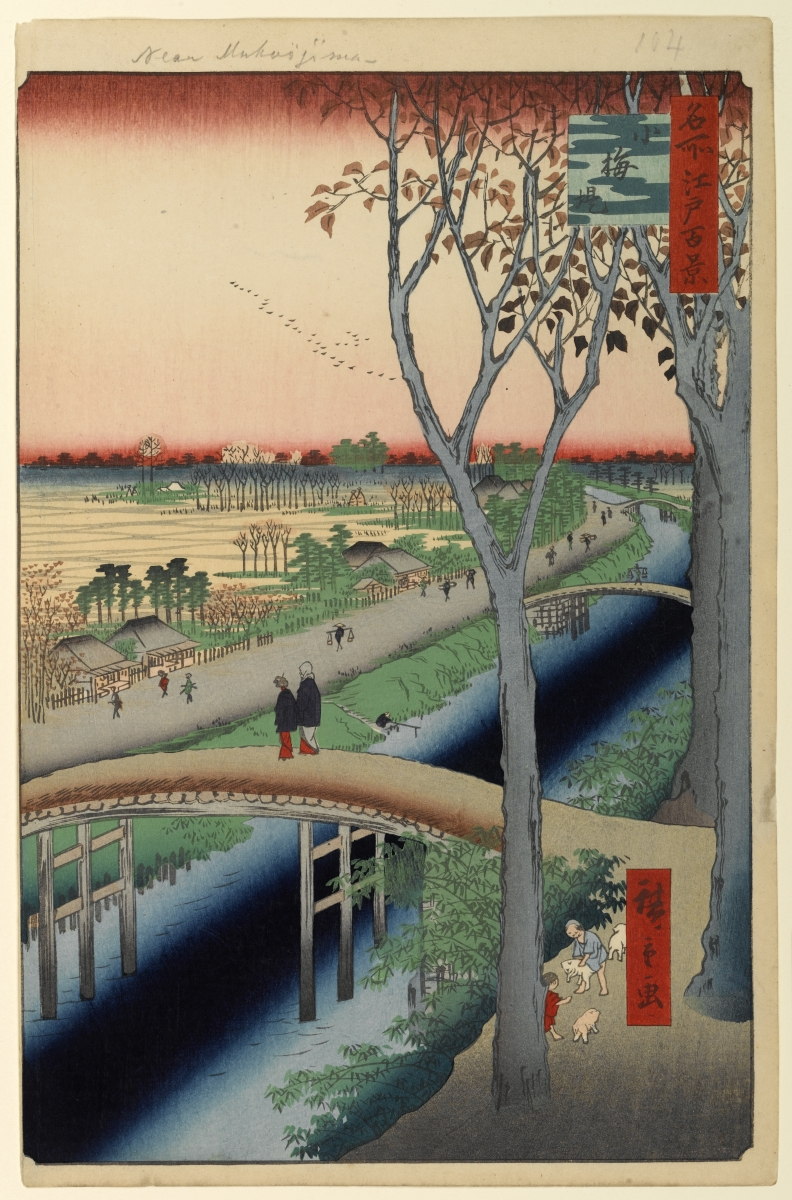
105. 小梅堤 （現在の押上から曳舟川を見た風景）
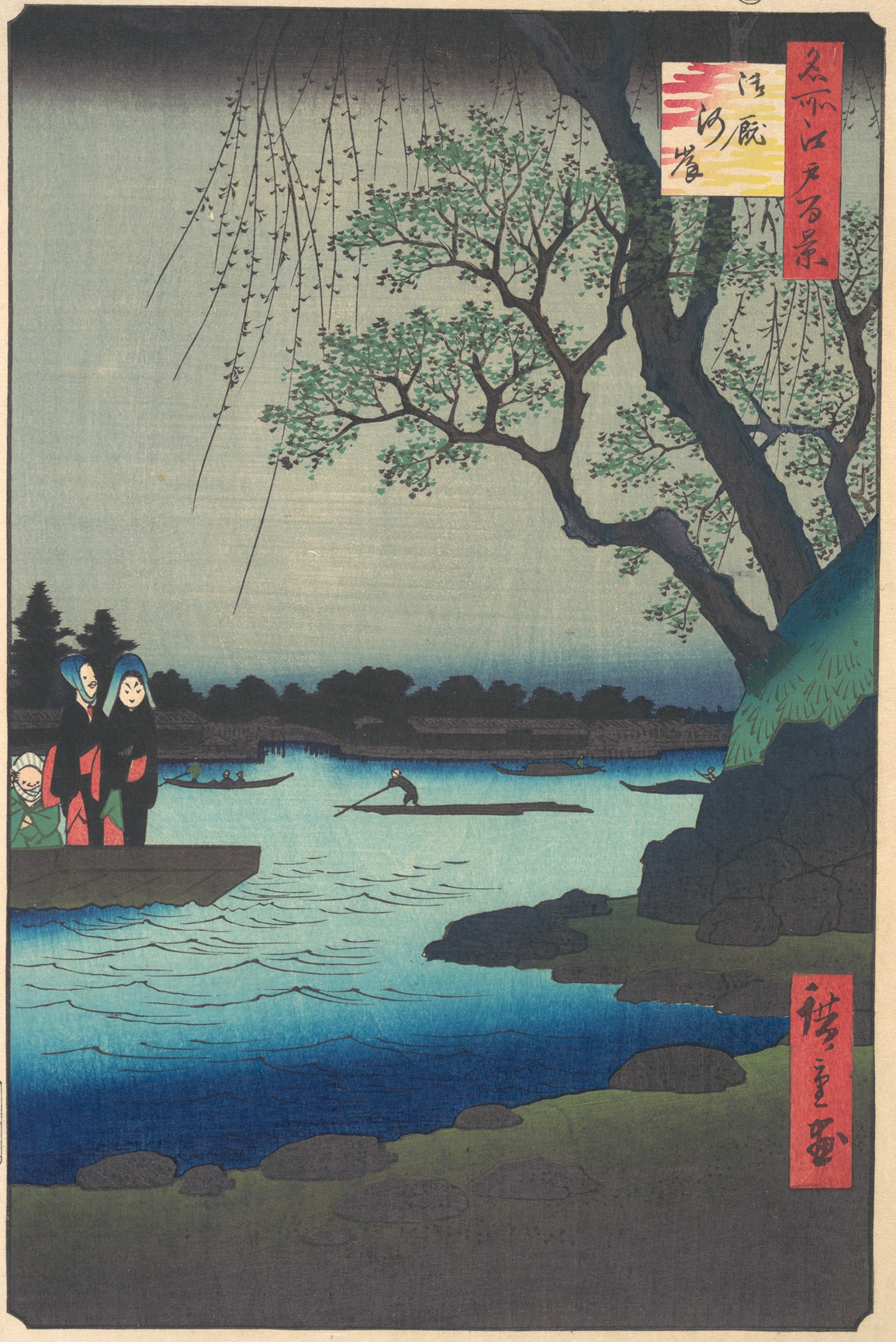
106. 御厩河岸
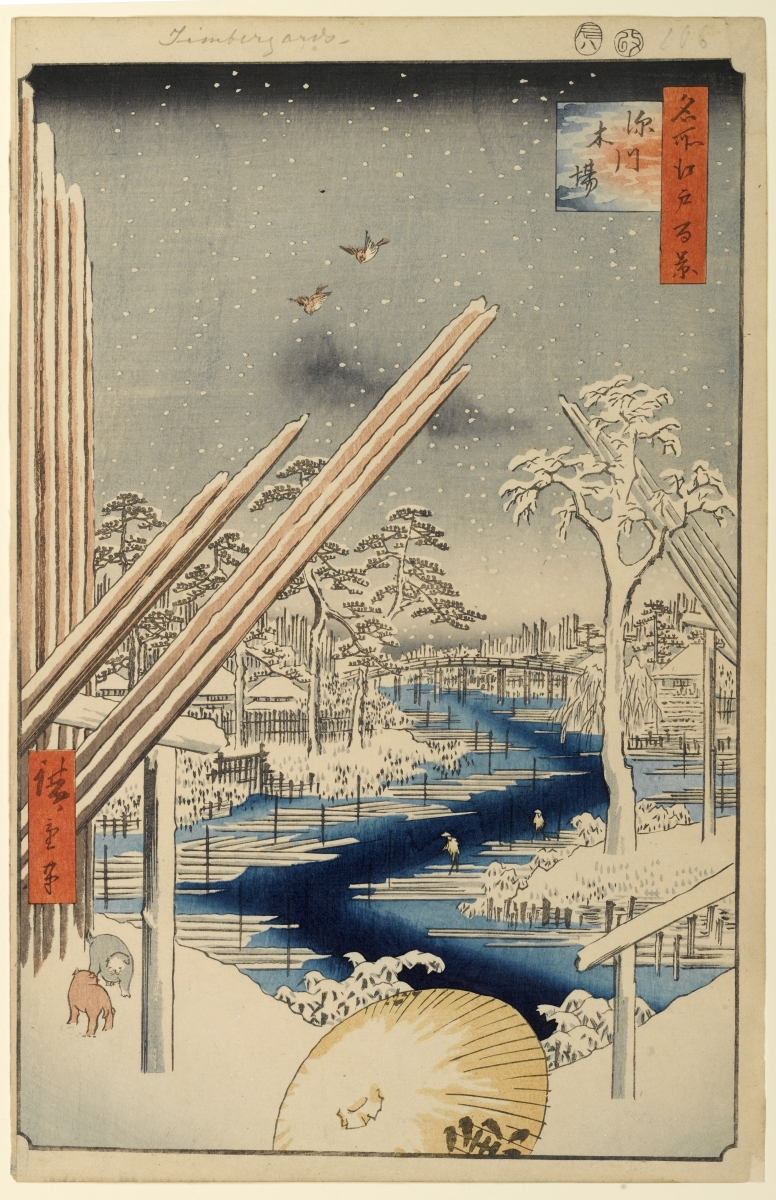
107. 深川木場
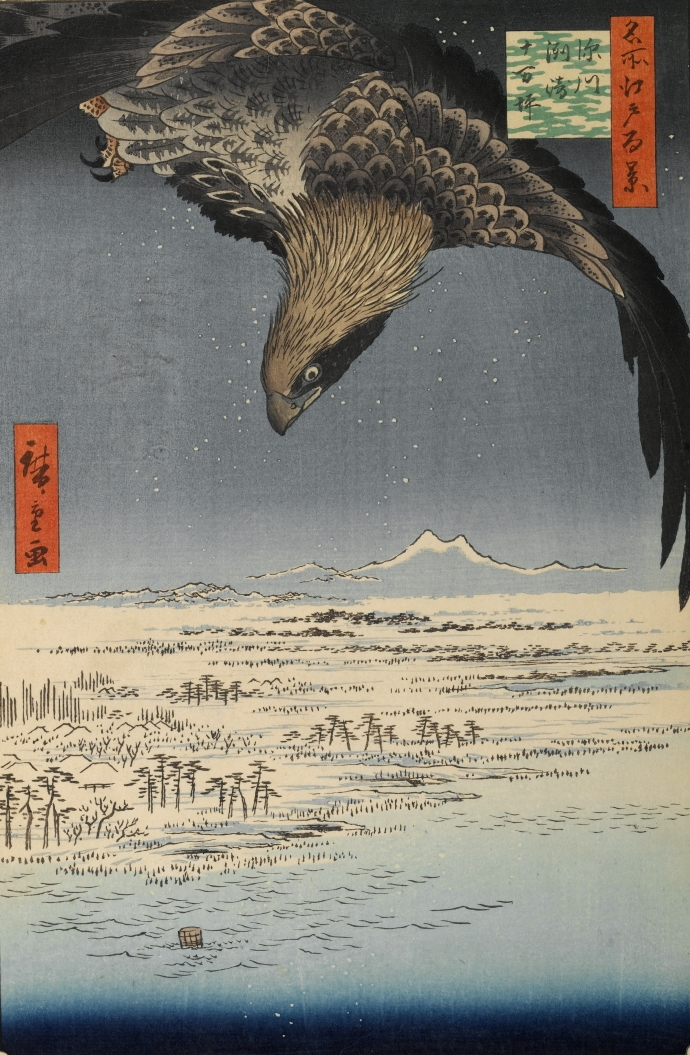
108. 深川州崎十万坪
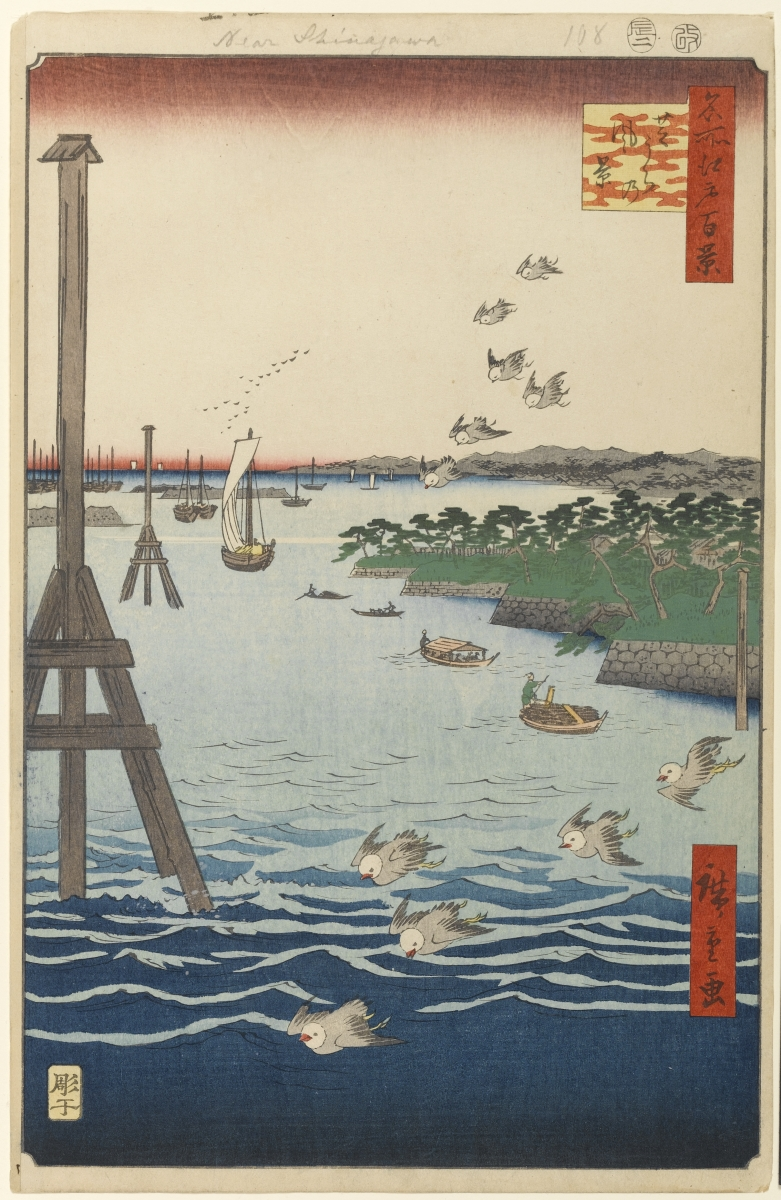
109. 芝うらの風景
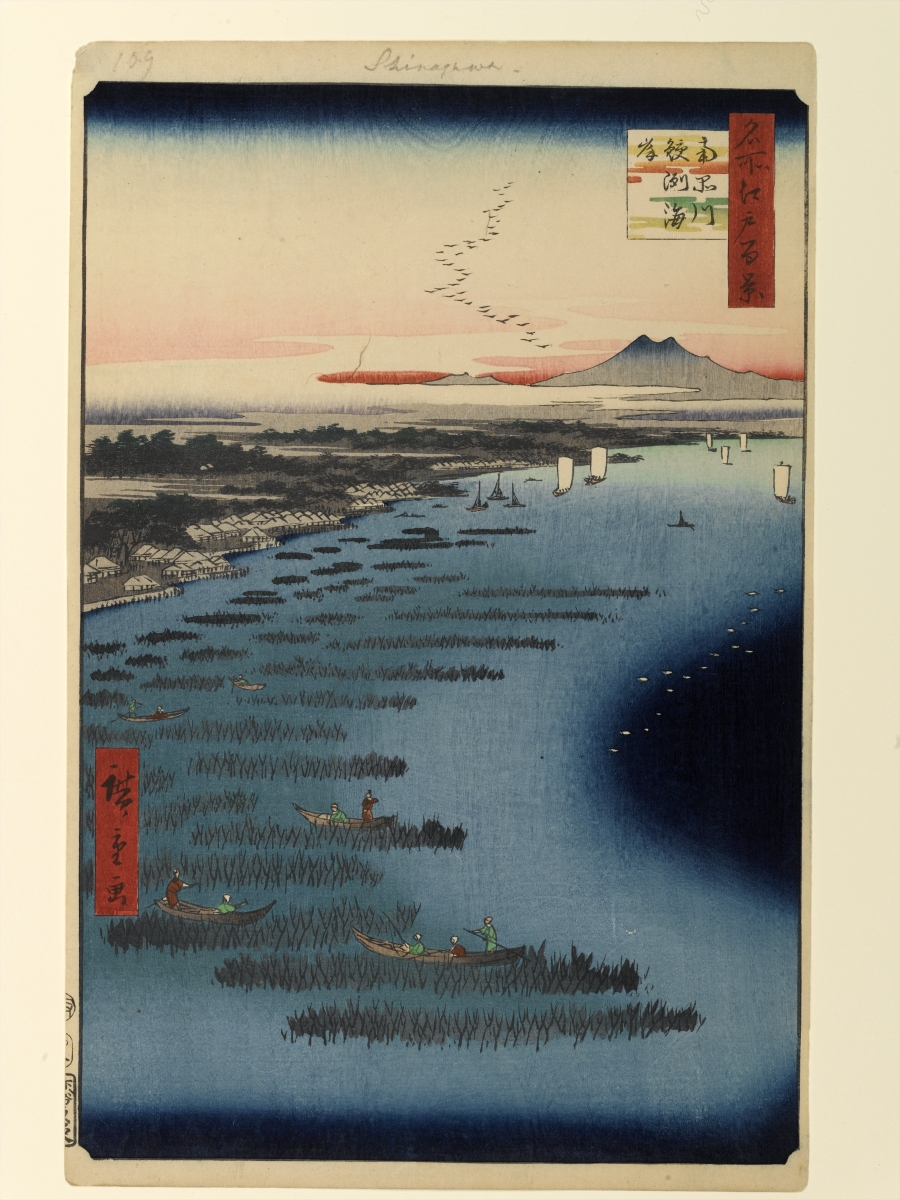
110. 南品川鮫洲海岸 （現在の東大井一丁目付近。かつては海だった）
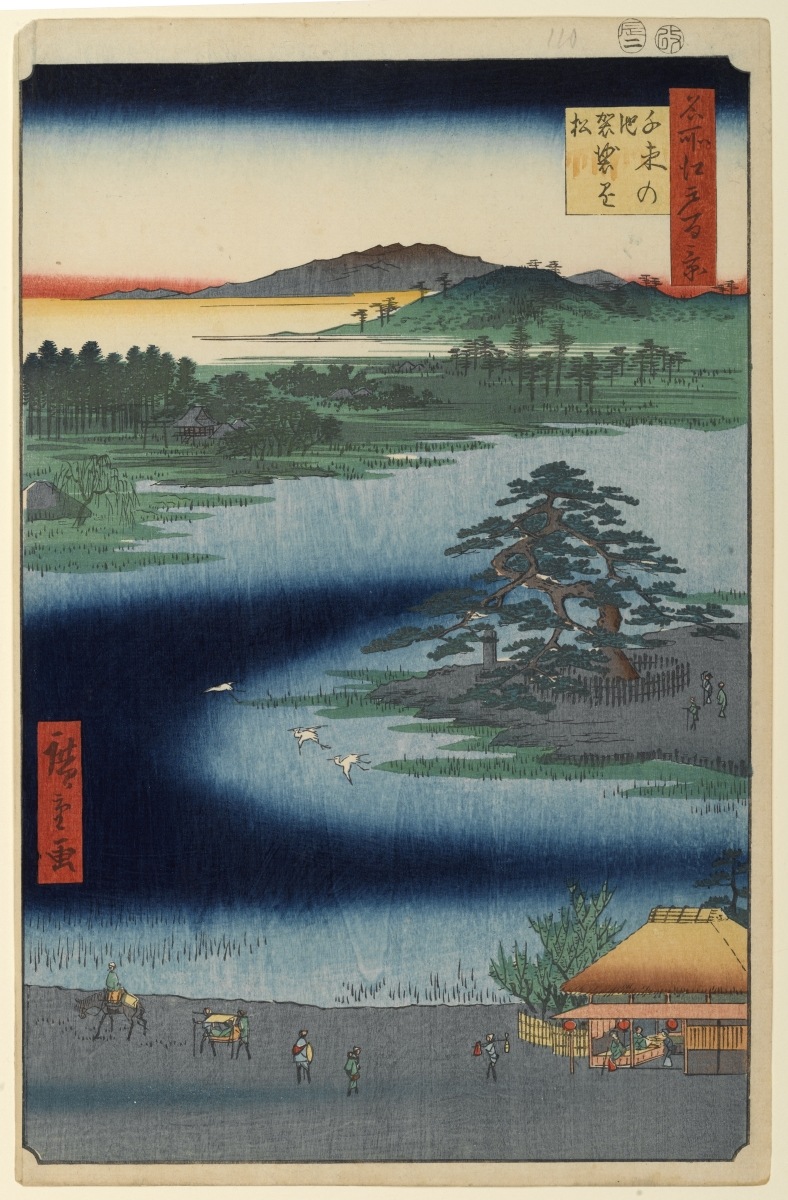
111. 千束の池 袈裟懸松
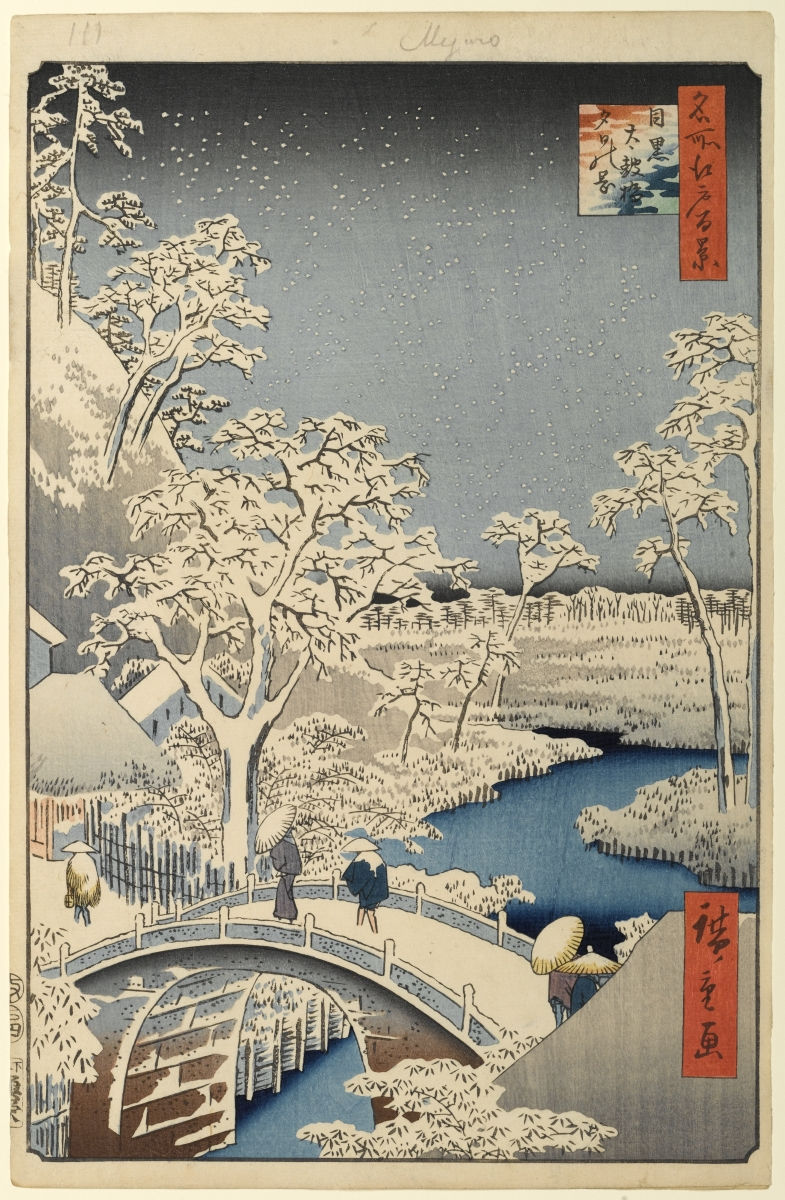
112. 目黒太鼓橋夕日の岡 （現在の下目黒1丁目 行人坂下）
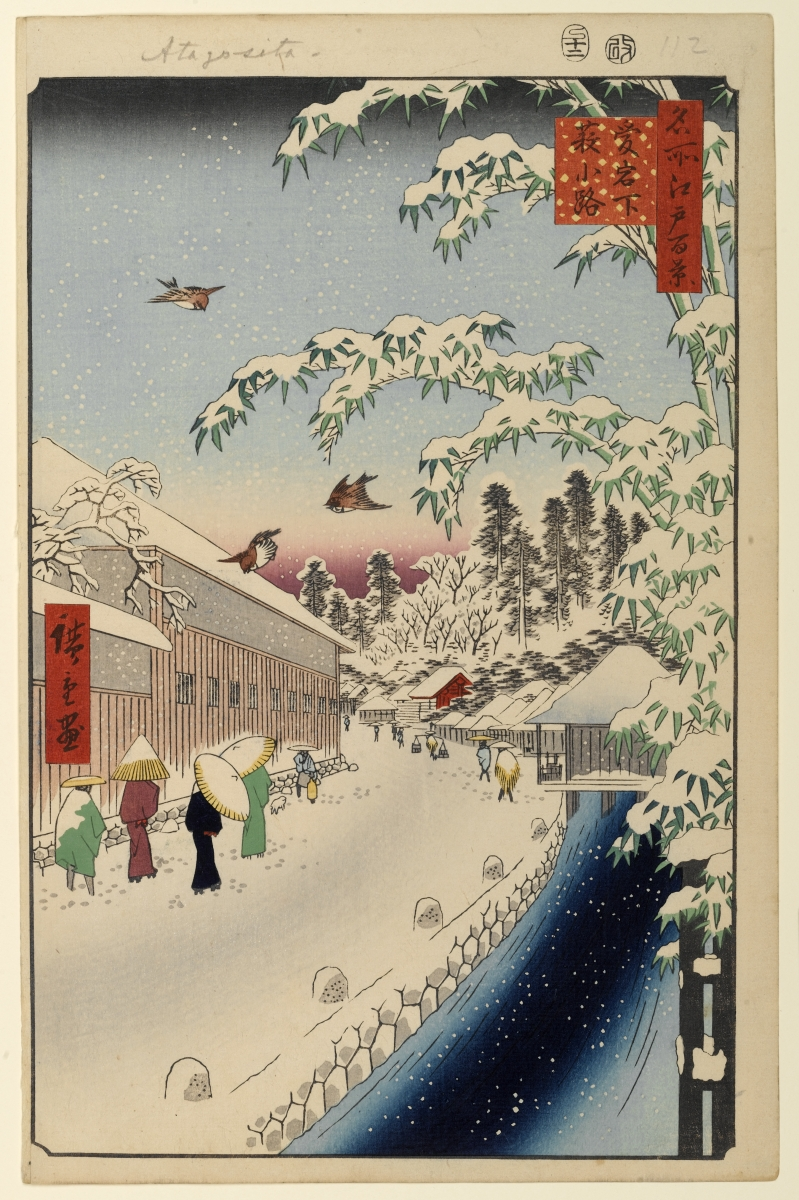
113. 愛宕下薮小路 （現在の西新橋一丁目と虎ノ門一丁目の間の通り）
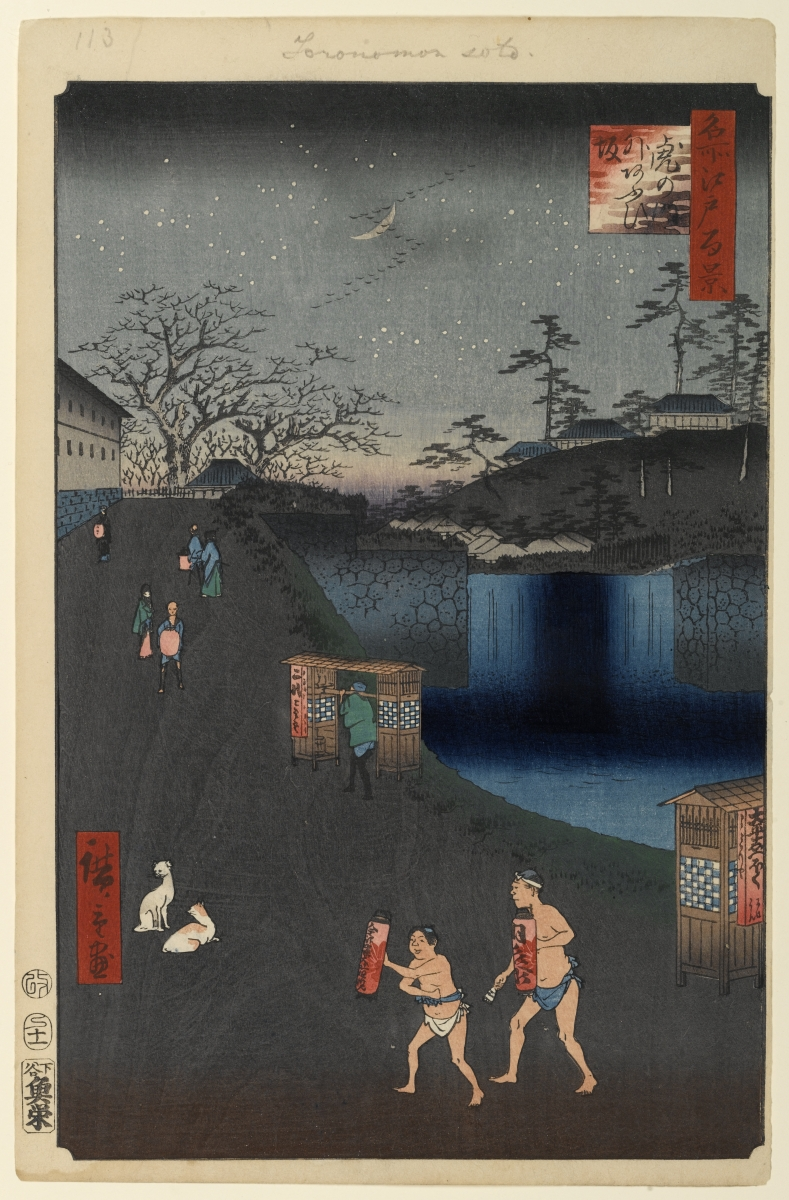
114. 虎の門外あふひ坂
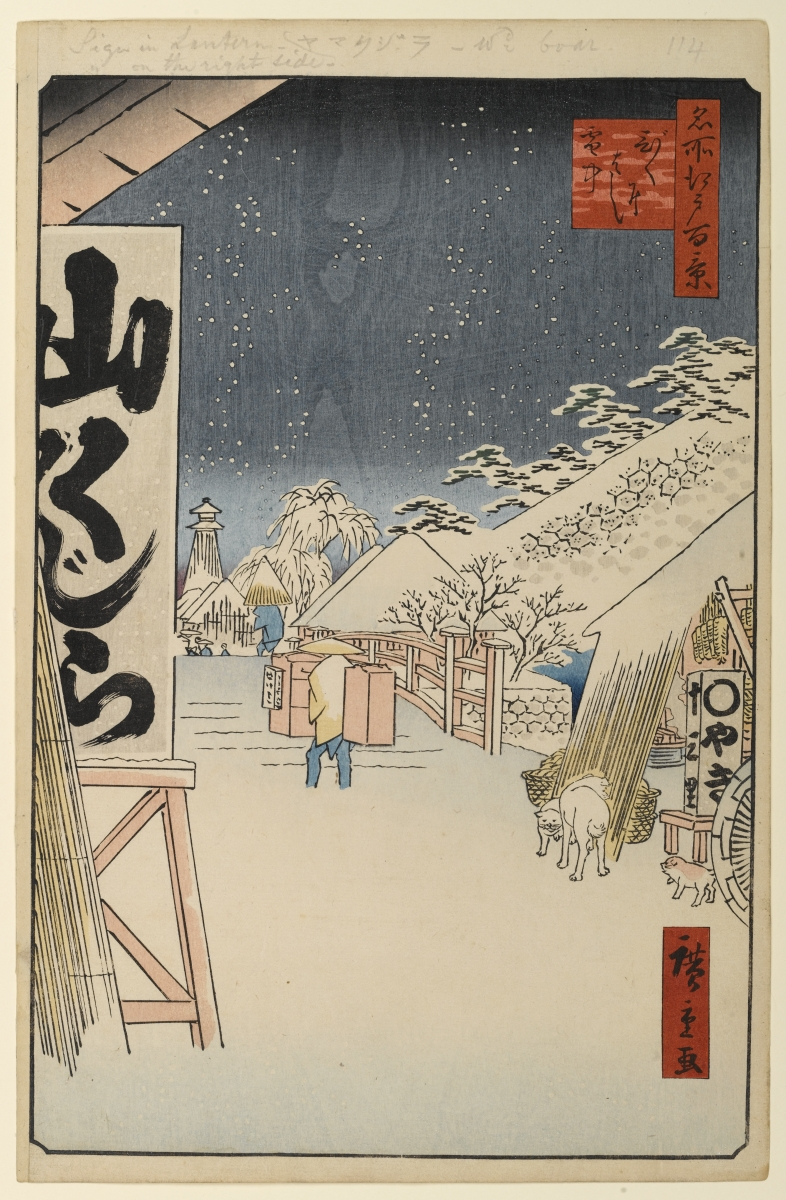
115. びくにはし雪中 （二代目広重作。現在の銀座一丁目 西銀座ランプ付近）
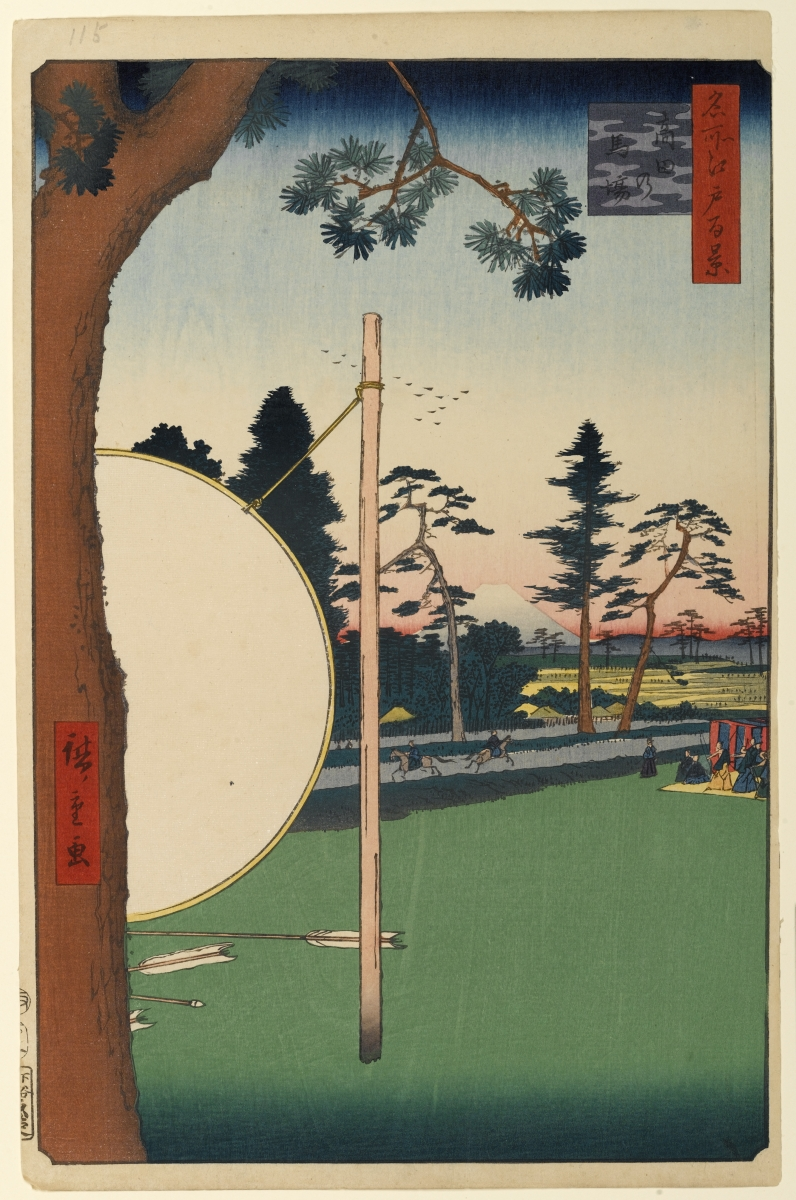
116. 高田の馬場
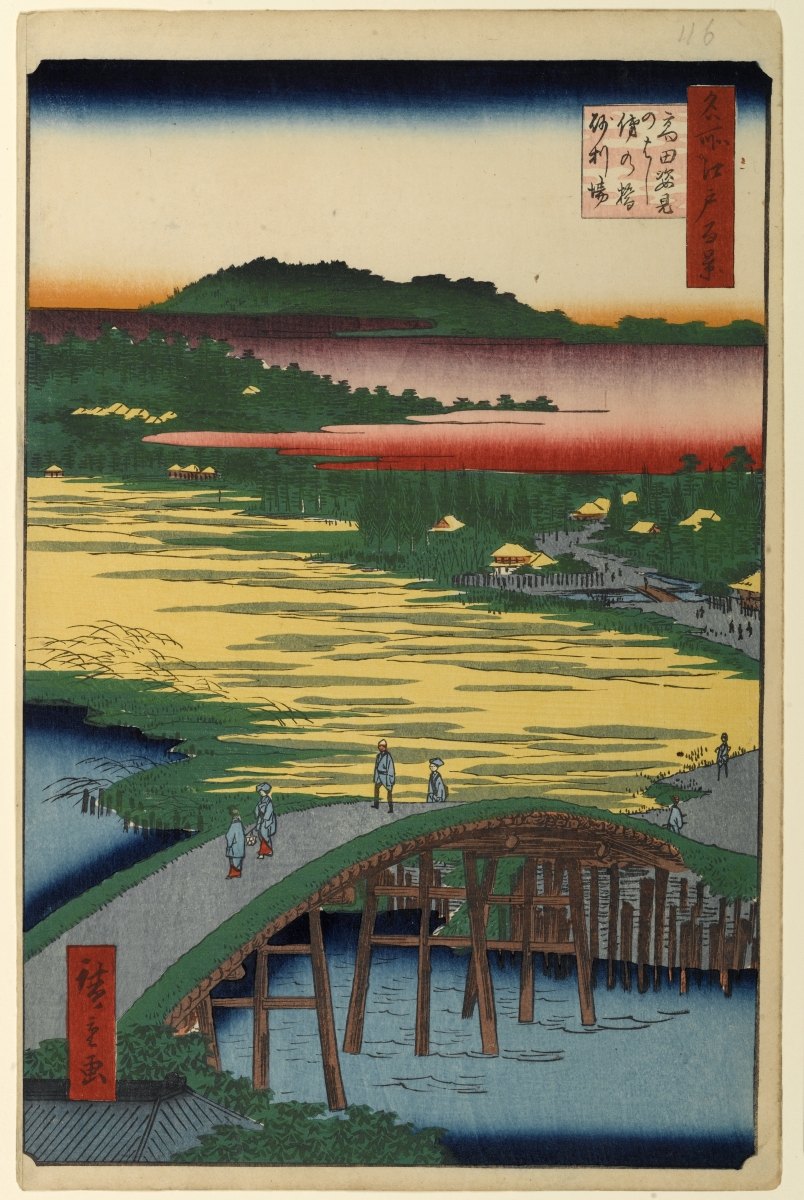
117. 高田姿見のはし 俤の橋砂利場
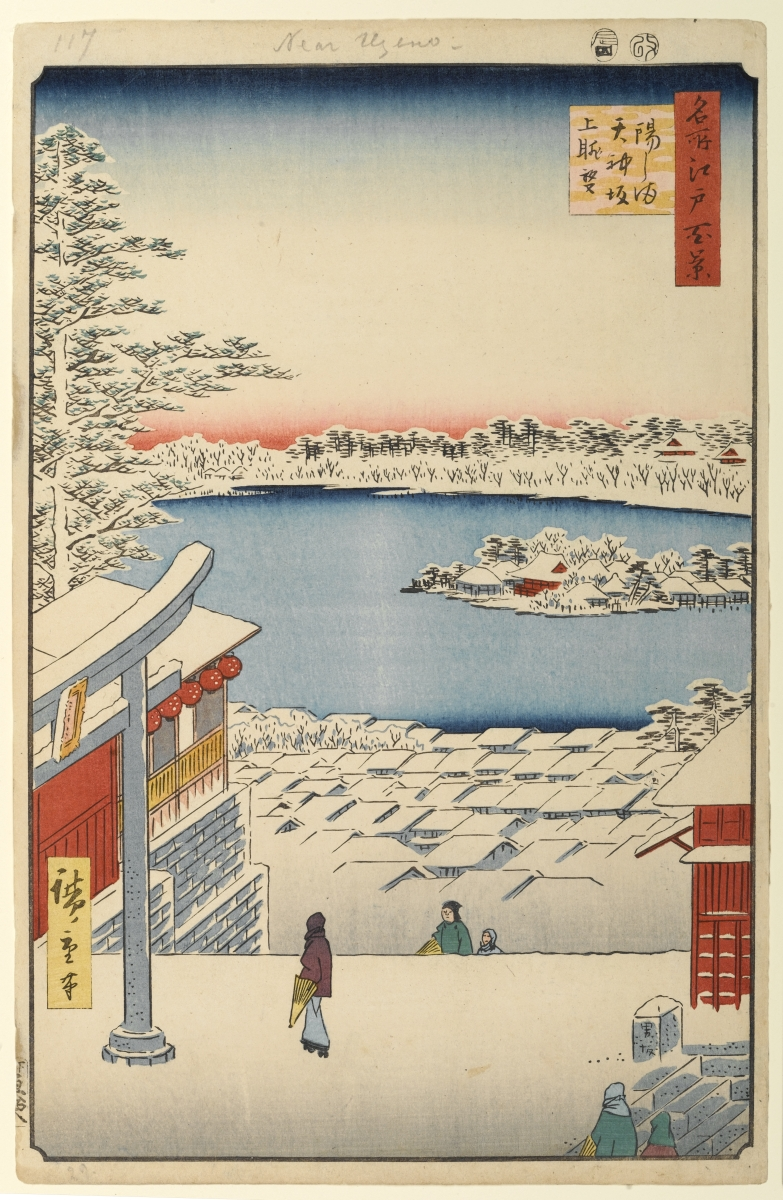
118. 湯しま天神坂上眺望
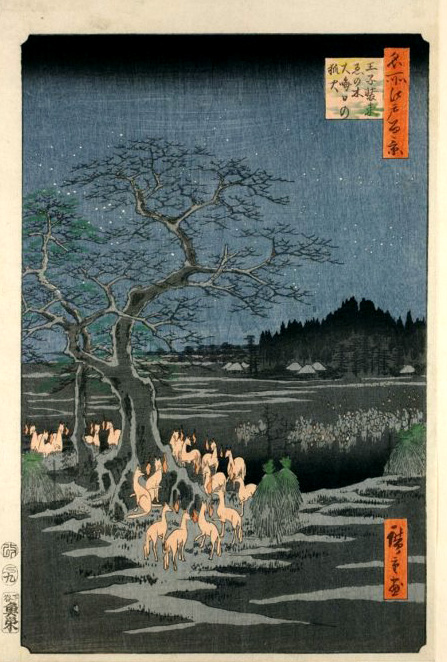
119. 王子装束ゑの木 大晦日の狐火

## 参考資料
- メラニー・トレーデ ローレンツ・ビヒラー 『歌川広重 ─名所江戸百景 浮世絵太田記念美術館─』 タッシェン・ジャパン、2010年 ISBN 978-4-887-83392-0